# Liste politischer Parteien nach Staat
Die folgende Liste enthält Parteien, sortiert nach den Staaten der Erde.
Die Angaben, ob es sich bei einem Land um eine repräsentative Demokratie nach westlichem Vorbild mit überwiegend freien Wahlen (nach Freedom House) handelt, die Art des Wahlrechts, die Sperrklauseln, sowie die Stimmanteile bei den letzten Wahlen zu einem mit dem Unterhaus des Parlaments vergleichbaren Organ, sollen eine Hilfe zur Einschätzung der Bedeutung von Parteien im Allgemeinen und der einzelnen Parteien in dem jeweiligen Land geben. Hinter dem Namen der Partei steht die Zuordnung zu allgemeinen Kategorien der politischen Orientierung sowie die Mitgliedschaft in internationalen Parteizusammenschlüssen.
Listen politischer Parteien:
- nach Staat
- nach Name
- nach Ausrichtung, z. B.:
  - anarchistisch
  - Bauern- und Agrarparteien
  - christdemokratisch
  - feministisch
  - grün
  - konservativ
  - liberal
  - Piratenparteien
  - rechtsextrem
  - Satireparteien
  - sozialdemokratisch
  - sozialistisch und kommunistisch
  - Tierschutzparteien

## Ägypten
Keine Wahldemokratie; Wahl von 2020 (2015), Stimmenanteile nicht bekannt.
- Partei der Zukunft der Nation, nationalistisch, pro-Militär, 316 der 596 Sitze (2015: 53 Sitze)
- Parteilose, 124 Sitze (2015: 325 Sitze)
- Republikanische Volkspartei, liberal, 50 Sitze (2015: 13 Sitze)
- Neue Wafd-Partei (Ḥizb al-Wafd al-Ǧadīd, Wafd), nationalliberal, 26 Sitze (2015: 35 Sitze)
- Partei der Heimatverteidiger, 23 Sitze (2015: 18 Sitze)
- Partei des modernen Ägypten, 11 Sitze (2015: 4 Sitze)
- Reform- und Entwicklungspartei (RDP), liberal, 9 Sitze (2015: 3 Sitze)
- Konferenzpartei, linksliberal, 7 Sitze (2015: 12 Sitze)
- Partei des Lichts (Ḥizb an-Nūr, Nour), salafistisch islamistisch, 7 Sitze (2015: 11 Sitze)
- Ägyptische Sozialdemokratische Partei (Ḥizb al-Maṣrī al-Dimuqrāṭī al-Ijtmāʿī), sozialdemokratisch, PA, SI (assoziiert), 7 Sitze (2015: 4 Sitze)
- Ägyptische Freiheitspartei, 7 Sitze
- National-Progressive Unionistische Partei (Ḥizb al-Taǧammu' al-Wataniya al-Taqadummi al-Wahdawi), demokratisch-sozialistisch, 6 Sitze (2015: 1 Sitz)
- Partei der Freien Ägypter (Ḥizb al-Maṣrīyīn al-Aḥrār), liberal, LI (Beobachter), nicht angetreten (2015: 65 Sitze)

## Albanien
Wahldemokratie; Wahl von 2021 (2017); 1-%-Klausel (2017: 3-%-Klausel auf Wahlkreisebene)
- Partia Socialiste e Shqipërisë (PS; Sozialistische Partei Albaniens), sozialdemokratisch, SI, SPE (assoziiert), 48,7 % (48,3 %)
- Partia Demokratike „Aleanca për Ndryshim“ (PD-AN; Demokratische Partei „Allianz für den Wandel“), konservativ, zentristisch, ethnisch (Çamen und Griechen), 39,4 % (gegründet 2021)
  - Partia Demokratike e Shqipërisë (PD; Demokratische Partei Albaniens), konservativ, CDI, IDU, EVP (Beobachter), (2017: 28,9 %)
  - Partia për Drejtësi, Integrim dhe Unitet (PDIU; Partei für Gerechtigkeit, Integration und Einheit), ethnisch (Çamen), (2017: 4,8 %)
  - Partia Republikane Shqiptare (PR; Albanische Republikanische Partei), nationalkonservativ, EKR, (2017: 0,2 %)
  - Partia Bashkimi për të Drejtat e Njeriut (PBDNJ; Partei Vereinigung für die Menschenrechte), ethnisch (Griechen), zentristisch, (2017: Kandidat auf Liste der PD)
  - Partia Agrare Ambientaliste (PAA; Ökologische Agrarpartei), agrarisch, ökologisch, zentristisch, (2017: nicht angetreten)
  - Partia Lëvizja e Legalitetit (PLL; Partei der Legalitätsbewegung), gesellschaftspolitisch konservativ, monarchistisch, IMC, (2017: nicht angetreten)
- Lëvizja Socialiste për Integrim (LSI; Sozialistische Bewegung für Integration), sozialdemokratisch, 6,9 % (14,3 %)
- Partia Socialdemokrate e Shqipërisë (PSD; Sozialdemokratische Partei Albaniens), sozialdemokratisch, 2,3 % (1,0 %)

## Algerien
keine Wahldemokratie;
Wahlen von 2012
- Front de Libération Nationale (FLN; Nationale Befreiungsfront), linksnationalistisch, SI (assoziiert), 17,4 %
- Rassemblement National Démocratique (RND; Nationale Demokratische Sammlung), konservativ liberal, CDI, 6,9 %
- Alliance de l’Algérie verte (Allianz des Grünen Algerien), islamistisch, 6,2 %
  - Mouvement de la Société de la Paix (MSP; Bewegung der Gesellschaft für Frieden, auch: Hamas)
  - Mouvement de la renaissance islamique (Nahda-Bewegung)
  - Mouvement pour la réforme nationale (Bewegung für Nationale Reform, auch: Islah)
- Parti des travailleurs (PT; Arbeiterpartei), kommunistisch (trotzkistisch), 3,7 %
- Parti de la Justice et le développement (Partei der Gerechtigkeit und Entwicklung, auch: al-Adala), islamistisch, 3,1 %
- Front National Algérien (FNA; Algerische Nationale Front), nationalistisch, 2,6 %
- Front des Forces socialistes (FFS; Front Sozialistischer Kräfte), ethnisch (Berber), sozialdemokratisch, SI, 2,5 %
- Front El-Moustakbal (Zukunftsfront), 2,3 %
- Front du changement (Front des Wandels), 2,3 %
- Mouvement populaire algérien (Algerische Volksbewegung), 2,2 %

- Unabhängige, 8,8 %

## Andorra
Wahldemokratie; Wahl von 2023 (2019); 14 Abgeordnete nach Verhältniswahl mit 7,14-%-Klausel, 2 Abgeordnete für jede der 7 Gemeinden nach Blockwahl
- Demòcrates per Andorra (DA), liberalkonservativ, 32,7 %/14 Sitze (35,1 %/11 Sitze)
  - Ciutadans Compromesos (CC), lokalpolitisch (La Massana), sozialliberal, 2 Sitze (2019: nur Direktkandidaten/2 Sitze)
- Concòrdia (C), grün, EU-skeptisch, 21,4 %/5 Sitze (gegründet 2022)
- Partit Socialdemòcrata Progressistes SDP + (PS SDP +), sozialdemokratisch, 21,1 %/3 Sitze (2019: Parteien einzeln)
  - Partit Socialdemòcrata (PS), sozialdemokratisch, SI, SPE (Beobachter), 3 Sitze (2019: 30,6 %/7 Sitze)
  - Socialdemocràcia i Progrés (SDP; Progressistes SDP), sozialdemokratisch, kein Sitz (2019: 5,9 %/kein Sitz)
- Andorra Endavant (AE), konservativ, EU-skeptisch, 16,0 %/3 Sitze (gegründet 2021)
- Liberals d’Andorra (L’A), liberal, konservativ liberal, LI, ALDE, 4,7 %/kein Sitz (12,5 %/4 Sitze)
- Acció per Andorra (ACCIÓ), sozialliberal, ALDE, 4,2 %/1 Sitz (gegründet 2022)
- Tercera Via (TV), konservativ, nicht angetreten (10,4 %/2 Sitze)
  - Unió Laurediana (UL), lokalpolitisch (Sant Julià de Lòria), konservativ, nicht angetreten (2019: 2 Sitze)

## Angola
Keine Wahldemokratie (System mit einer dominanten Partei);
Wahlen von 2017 (2012)
- Movimento Popular de Libertação de Angola (MPLA), sozialdemokratisch, SI, 61,1 % (71,8 %)
- União Nacional para a Independência Total de Angola (UNITA), konservativ, CDI, 26,7 % (18,7 %)
- Convergência Ampla de Salvação de Angola – Coligação Eleitoral (CASA-CE), 9,5 % (6,0 %)
- Partido de Renovação Social (PRS), zentristisch, 1,4 % (1,7 %)
- Frente Nacional de Libertação de Angola (FNLA), konservativ, 0,9 % (1,1 %)

## Antigua und Barbuda
Wahldemokratie; Wahl von 2023 (2018); Mehrheitswahlrecht
- Antigua and Barbuda Labour Party (ABLP), populistisch, sozialdemokratisch, 47,1 %/9 Sitze (59,2 %/15 Sitze)
- United Progressive Party (UPP), Antigua, sozialdemokratisch, 45,2 %/6 Sitze (37,1 %/1 Sitz)
- Unabhängige, 5,2 %/1 Sitz (0,0 %/kein Sitz)
- Barbuda People’s Movement (BPM), Barbuda, regionalistisch, sozialdemokratisch, 1,5 %/1 Sitz (1,4 %/1 Sitz)

## Argentinien
Wahldemokratie; Teilwahlen (127 der 257 Sitze) von 2013
In jeder Provinz können andere Parteien und Wahlallianzen antreten. Die Zuordnung zu nationalen Parteien und Bündnissen ist daher nicht immer eindeutig. Auch Politiker, die der gleichen Partei angehören, können auf unterschiedlichen Listen kandidieren, die miteinander im Wettbewerb stehen. Insbesondere in der Partido Justicialista (PJ) bestehen rivalisierende Flügel.
- Frente para la Victoria (FpV) und Verbündete, Flügel der PJ, der Cristina Fernández de Kirchner unterstützt, peronistisch, Mitte-links, 33,2 %
- UCR, Partido Socialista und Verbündete, 21,4 %
  - Unión Civica Radical (UCR), sozialliberal, SI, COPPPAL
  - Partido Socialista (PS), sozialdemokratisch, SI, PA, COPPPAL, FSP
  - Frente Progresista Cívico y Social (FPCyS), breites Bündnis aus UCR, PS, Coalición Cívica ARI (CC-ARI) und weiteren Mitte-links-Parteien (in einigen Provinzen)
  - Frente Amplio Progresista (FAP), Bündnis aus PS und weiteren Mitte-links-Parteien, aber ohne UCR (in einigen Provinzen)
- Frente Renovador (FR) und Verbündete, PJ-Dissidenten (hauptsächlich Provinz Buenos Aires), peronistisch, 17,0 %
- Propuesta Republicana (PRO) und Verbündete, liberalkonservativ, IDU-Regionalorganisation, 9,0 %
- Frente de Izquierda y de los Trabajadores (FIT) und Verbündete, Linksbündnis, 5,1 %
  - Partido Obrero (PO), kommunistisch, trotskistisch
- UNEN, Mitte-links-Bündnis aus UCR, PS, CC-ARI, Libres del Sur und weiteren Parteien (nur in Buenos Aires-Stadt), 2,6 %
- Unión por Córdoba, PJ-Dissidenten (nur Córdoba), peronistisch, 2,3 %
- Unidos por la Libertad y Trabajo, PJ-Dissidenten (nur Provinz Buenos Aires), peronistisch, Mitte-rechts, 2,1 %

## Armenien
Keine Wahldemokratie; Wahl von 2018 (2017)
- „Mein Schritt“-Allianz («Im kajle» daschink), 70,4 % (2018 gegründet)
  - Bürgervertrag (Kaghakaziakan pajmanagir), liberal (2017: Bestandteil des Bündnisses „Ausweg“)
  - Mission (Arrakelutjun) (2017: Bestandteil der Zarukjan-Allianz)
- Blühendes Armenien (Bargawadsch Hajastani Kussakzutjun; BHK), liberalkonservativ, 8,3 % (2017: Bestandteil der Zarukjan-Allianz)
- Leuchtendes Armenien (Lusawor Hajastan), liberal, ALDE (assoziiert), 6,4 % (2017: Bestandteil des Bündnisses „Ausweg“)
- Republikanische Partei Armeniens (Hajastani Hanrapetakan Kussakzutjun; HHK), nationalkonservativ, autoritär, CDI, EVP (Beobachter), 4,7 % (49,2 %)
- Armenische Revolutionäre Föderation (Haj Heghapochakan Daschnakzuzjun; Daschnak), sozialdemokratisch, linksnationalistisch, SI, 3,9 % (6,6 %)
- Armenische Wiedergeburt (Hajkakan weraznund), zentristisch, CDI, 1,0 % (3,7 %)

## Aserbaidschan
Keine Wahldemokratie (System mit einer dominanten Partei); Wahl von 2015 (2010); Mehrheitswahlrecht
- Neues Aserbaidschan (Yeni Azərbaycan Partiyası, YAP), nationalistisch, autoritär, CDI, 47,2 %/69 Sitze (46,5 %/71)
- Unabhängige bzw. nicht angegebene Parteizugehörigkeit (überwiegend regierungsnahe Kandidaten), 40,5 %/43 Sitze (37,3 %/42)
- Volksfront Aserbaidschans (Bütöv Azərbaycan Xalq Cəbhəsi Partiyası, BAXCP), konservativ, nationalistisch, reformistisch, 1,5 %/1 Sitz (1,0 %/1)
- Bürgerliche Solidaritätspartei (Vətəndaş Həmrəyliyi Partiyası, VHP), zentristisch, 1,3 %/2 Sitze (1,9 %/3)
- Große Ordnungspartei (Böyük Quruluş Partiyası, BQP), 1,2 %/1 Sitz (0,7 %/1)
- Mutterlandpartei (Ana Vətən Partiyası, AVP), nationalkonservativ, 1,0 %/1 Sitz (1,4 %/2)
- Moderne Gleichheitspartei (Müasir Müsavat Partiyası, MMP), liberal, ALDE (assoziiert), 0,9 %/0 Sitze (2,0 %/0)
- Aserbaidschanische Soziale Wohlfahrtspartei (Azərbaycan Sosial Rifah Partiyası, ASRP), 0,8 %/1 Sitz (0,8 %/1)
- Aserbaidschanische Politische Partei für Demokratische Reformen (Azərbaycan Demokratik İslahatlar Siyasi Partiyası, ADİSP), reformistisch, 0,7 %/1 Sitz (0,2 %/1)
- Einheitspartei (Vəhdət Partiyası, VP), 0,5 %/1 Sitz (0,1 %/0)
- Bürgerliche Einheitspartei (Vətəndaş Birliyi Partiyasi, VBP), 0,5 %/1 Sitz (0,4 %/1)
- Demokratische Aufklärungspartei Aserbaidschans (Azərbaycan Demokratik Maarifçilik Partiyası, ADMP), reformistisch, 0,5 %/1 Sitz (0,0 %/0)
- Aserbaidschanische Hoffnungspartei (Azərbaycan Ümid Partiyası, ÜMİD), liberal, 0,5 %/0 Sitze (0,9 %/1)
- Partei der Bewegung für Nationale Wiedergeburt (Milli Dirçəliş Hərəkatı Partiyası, MDHP), 0,4 %/1 Sitz (-)
- Sozialdemokratische Partei Aserbaidschans (Azərbaycan Sosial Demokrat Partiyası, ASDP), sozialdemokratisch, SI, 0,4 %/1 Sitz (0,2 %/0)
- Gerechtigkeitspartei (Ədalət Partiyası, ƏP), liberal, anti Korruption, 0,2 %/0 Sitze (0,5 %/1)

## Äthiopien
Keine Wahldemokratie; Wahlen zum Volksrepräsentantenhaus von 2010 (2005)
- Revolutionäre Demokratische Front der Äthiopischen Völker (EPRDF), 91,2 % (59,8 %)
  - Volksbefreiungsfront von Tigray (TPLF), sozialistisch
  - National-Demokratische Bewegung der Amharen (ANDM)
  - Demokratische Volksorganisation der Oromo (OPDO), sozialdemokratisch
  - Demokratische Bewegung der Südäthiopischen Völker (SEPDM)
- Demokratische Partei des Somali-Volkes (SPDP), 4,4 % (4,3 %)
- Benishangul Gumuz People’s Democratic Unity Front (BGPDUF), 1,6 % (1,4 %)
- Nationale Demokratische Partei der Afar (ANDP), 1,5 % (1,4 %)
- Demokratische Bewegung der Völker Gambellas (GPDM), 0,5 % (0,6 %)

## Australien
Wahldemokratie; Wahl von 2022 (2019), Instant-Runoff-Voting
- Liberal/National Coalition, 35,7 %/58 Sitze (41,4 %/77 Sitze)
  - Liberal Party of Australia (LP; Liberal), liberalkonservativ, IDU, 23,9 %/27 Sitze (28,0 %/44 Sitze)
  - Liberal National Party (LNP), Queensland, liberalkonservativ, 8,0 %/21 Sitze (8,7 %/23 Sitze)
  - National Party of Australia (NP; The Nationals), konservativ, agrarisch, 3,6 %/10 Sitze (4,5 %/10 Sitze)
  - Country Liberal Party (CLP; Country Liberals), Northern Territory, liberalkonservativ, 0,2 %/0 Sitze (0,3 %/0 Sitze)
- Australian Labor Party (ALP; Labor), sozialdemokratisch, PA, 32,6 %/77 Sitze (33,3 %/68 Sitze)
- Australian Greens (GRN; The Greens), grün, GG, 12,3 %/4 Sitze (10,4 %/1 Sitz)
- Unabhängige, 5,3 %/10 Sitze (3,4 %/3 Sitze)
- Katter’s Australian Party (KAP), Queensland, nationalkonservativ, agrarisch, 0,4 %/1 Sitz (0,5 %/1 Sitz)
- Centre Alliance (CA), South Australia, regionalistisch, zentristisch, 0,2 %/1 Sitz (0,3 %/1 Sitz)

## Bahamas
Wahldemokratie; Wahl von 2021 (2017); Mehrheitswahlrecht
- Progressive Liberal Party (PLP), sozialliberal, 52,5 %/32 Sitze (36,9 %/4 Sitze)
- Free National Movement (FNM), liberalkonservativ, 36,2 %/7 Sitze (57,0 %/35 Sitze)
- Coalition of Independents (COI), 6,8 %/0 Sitze (gegründet 2021)
- Democratic National Alliance (DNA), populistisch, wirtschaftsliberal, 1,3 %/0 Sitze (4,7 %/0 Sitze)

## Bangladesch
keine Wahldemokratie;
Wahlen von 2018 (2014)
- Awami-Liga (AL), sozialdemokratisch, säkular, linksnationalistisch, 74,6 % (79,1 %)
- Bangladesh Nationalist Party (BNP), islamisch konservativ, 13,1 % (2014: Wahlboykott)
- Jatiya Party (JP; Nationalpartei), konservativ, 5,2 % (11,3 %)
- Islami Andolan Bangladesh, islamistisch, 1,5 %
- Workers Party of Bangladesh (WP), kommunistisch, marxistisch-leninistisch, maoistisch, 0,8 % (2,1 %)
- Jatiya Samajtantrik Dal (JASAD; Nationale Sozialistische Partei), sozialistisch, 0,7 % (1,7 %)

## Barbados
Wahldemokratie (Zweiparteiensystem); Wahl von 2022 (2018); Mehrheitswahlrecht
- Barbados Labour Party (BLP), sozialdemokratisch, 69,0 %/30 Sitze (72,8 %/30 Sitze)
- Democratic Labour Party (DLP), sozialdemokratisch, 26,5 %/kein Sitz (22,1 %/kein Sitz)

## Belarus
Keine Wahldemokratie; Wahl von 2019 (2016); Mehrheitswahlrecht
- Unabhängige, 60,3 %/89 Sitze (67,0 %/94 Sitze)
- Kommunistitscheskaja partija Belarusi (KPB; Kommunistische Partei von Belarus), kommunistisch, marxistisch-leninistisch, russisch-belarussisch unionistisch, IMCWP, SKP-KPSS, 10,6 %/11 Sitze (7,4 %/8 Sitze)
- Respublikanskaja Partija Truda i Sprawedliwosti (RPTS; Republikanische Partei für Arbeit und Gerechtigkeit), sozialistisch, 6,8 %/6 Sitze (2,9 %/3 Sitze)
- Liberalno-Demokratitscheskaja Partija (LDP; Liberal-Demokratische Partei), nationalistisch, russisch-belarussisch unionistisch, 5,4 %/1 Sitz (4,2 %/1 Sitz)
- Belaruskaja sazyjal-demakratytschnaja partyja (Hramada) (BSDP; Belarussische Sozialdemokratische Partei (Gemeinschaft)), sozialdemokratisch, PA, 1,6 %/0 Sitze (1,3 %/0 Sitze)
- Partyja BNF (PBNF; Partei Belarussische Volksfront), konservativ, christdemokratisch, IDU, EKR, 1,6 %/0 Sitze (1,7 %/0 Sitze)
- Belarussische Patriotische Partei (Belaruskaja patryjatytschnaja partyja; BPP), sozialistisch, 1,4 %/2 Sitze (2,2 %/3 Sitze)
- Abjadnanaja Hramadsjanskaja Partyja/Objedinennaja Graschdanskaja Partija (AHP/OGP; Vereinigte Bürgerpartei), liberalkonservativ, IDU, EVP (Beobachter), 1,4 %/0 Sitze (2,2 %/1 Sitz)
- Agrarnaja partija (AP; Agrarpartei), agrarisch, sozialistisch, 0,9 %/1 Sitz (2016: nicht angetreten)
- Belarussische vereinigte Linkspartei „Gerechte Welt“ (Belorusskaja partija lewych „Sprawedliwyj mir“; SM), demokratisch sozialistisch, EL, 0,7 %/0 Sitze (1,4 %/0 Sitze)
- Gegen alle, 8,5 % (9,6 %)

## Belgien
Wahldemokratie; Wahl von 2024 (2019); 5-%-Klausel im jeweiligen Wahlkreis
Flämische Parteien
- Nieuw-Vlaamse Alliantie (N-VA), separatistisch, liberalkonservativ, IDU, EFA, 16,7 %/24 Sitze (16,0 %/25 Sitze)
- Vlaams Belang (VB), separatistisch, flämisch nationalistisch, rechtspopulistisch, Patriots.eu, 13,8 %/20 Sitze (11,9 %/18 Sitze)
- Vooruit (bis 2021 Socialistische Partij Anders (sp.a)), sozialdemokratisch, PA, SPE, 8,1 %/13 Sitze (6,7 %/9 Sitze)
- Christen-Democratisch en Vlaams (cd&v), christdemokratisch, CDI, EVP, 8,0 %/11 Sitze (8,9 %/12 Sitze)
- Open Vlaamse Liberalen en Democraten (Open Vld), liberal, LI, ALDE, 5,4 %/7 Sitze (8,5 %/12 Sitze)
- De Vlaamse Groenen (GROEN), grün, GG, EGP, 4,6 %/6 Sitze (6,1 %/8 Sitze)

Frankophone Parteien
- Mouvement Réformateur (MR), liberal, LI, ALDE, 10,3 %/20 Sitze (7,6 %/14 Sitze)
- Parti Socialiste (PS), sozialdemokratisch, PA, SI, SPE, 8,0 %/16 Sitze (9,5 %/20 Sitze)
- Les Engagés (LE; bis 2022 Centre Démocrate Humaniste (CDH)), zentristisch, EDP, 6,8 %/14 Sitze (3,7 %/5 Sitze)
- Ecolo (ECOLO), grün, GG, EGP, 2,9 %/3 Sitze (6,1 %/13 Sitze)
- Démocrate Fédéraliste Indépendant (DéFI), regionalistisch, liberal, 1,2 %/1 Sitz (2,2 %/2 Sitze)

Mehrsprachige Partei
- Parti du Travail de Belgique/Partij van de Arbeid van België (PTB-PVDA), sozialistisch, kommunistisch, IMCWP, 9,9 %/15 Sitze (8,6 %/12 Sitze)

### Brüssel-Hauptstadt
Wahl von 2024 (2019); 5-%-Klausel (wahlkreisbasiert)
Französische Sprachgruppe
- Mouvement Réformateur (MR), liberal, LI, ALDE, 26,0 %/20 Sitze (16,9 %/13 Sitze)
- Parti Socialiste (PS), sozialdemokratisch, PA, SI, SPE, 22,0 %/16 Sitze (22,0 %/17 Sitze)
- Parti du Travail de Belgique (PTB), sozialistisch, kommunistisch, IMCWP, 20,9 %/15 Sitze (13,5 %/10 Sitze)
- Les Engagés (LE; bis 2022 Centre Démocrate Humaniste (CDH)), zentristisch, EDP, 10,7 %/8 Sitze (7,6 %/6 Sitze)
- Ecolo (ECOLO), grün, GG, EGP, 9,8 %/7 Sitze (19,1 %/15 Sitze)
- Démocrate Fédéraliste Indépendant (DéFI), regionalistisch, liberal, 8,1 %/6 Sitze (13,8 %/10 Sitze)
- DierAnimal, tierschützerisch, ökologisch, APEU, nicht angetreten (1,3 %/1 Sitz)

Niederländische Sprachgruppe
- De Vlaamse Groenen (GROEN), grün, GG, EGP, 22,6 %/4 Sitze (20,6 %/4 Sitze)
- Team Fouad Ahidar (TFA), ethnisch (Muslime), propalästinensisch, FPP, 16,5 %/3 Sitze (gegründet 2024)
- Nieuw-Vlaamse Alliantie (N-VA), separatistisch, liberalkonservativ, IDU, EFA, 11,9 %/2 Sitze (18,0 %/3 Sitze)
- Open Vlaamse Liberalen en Democraten (Open Vld), liberal, LI, ALDE, 10,6 %/2 Sitze (15,8 %/3 Sitze)
- Vlaams Belang (VB), separatistisch, flämisch nationalistisch, rechtspopulistisch, Patriots.eu, 10,5 %/2 Sitze (8,3 %/1 Sitz)
- Vooruit (bis 2022 Socialistische Partij Anders (sp.a)), sozialdemokratisch, PA, SPE, 10,0 %/2 Sitze (15,1 %/3 Sitze)
- Partij van de Arbeid van België (PVDA), sozialistisch, kommunistisch, IMCWP, 7,0 %/1 Sitz (4,3 %/1 Sitz)
- Christen-Democratisch en Vlaams (cd&v), christdemokratisch, CDI, EVP, 6,3 %/1 Sitz (7,5 %/1 Sitz)
- Agora, partizipatorisch demokratisch, nicht angetreten (5,2 %/1 Sitz)

### Flandern und Flämische Gemeinschaft
Wahl von 2024 (2019); 5-%-Klausel (wahlkreisbasiert)
- Nieuw-Vlaamse Alliantie (N-VA), separatistisch, liberalkonservativ, IDU, EFA, 23,9 %/31 Sitze (24,8 %/35 Sitze)
- Vlaams Belang (VB), separatistisch, flämisch nationalistisch, rechtspopulistisch, Patriots.eu, 22,7 %/31 Sitze (18,5 %/23 Sitze)
- Vooruit (bis 2021 Socialistische Partij Anders (sp.a)), sozialdemokratisch, PA, SPE, 13,8 %/18 Sitze (10,1 %/13 Sitze)
- Christen-Democratisch en Vlaams (cd&v), christdemokratisch, CDI, EVP, 13,0 %/16 Sitze (15,4 %/19 Sitze)
- Open Vlaamse Liberalen en Democraten (Open Vld), liberal, LI, ALDE, 8,3 %/9 Sitze (13,1 %/16 Sitze)
- Partij van de Arbeid van België (PVDA), sozialistisch, kommunistisch, IMCWP, 8,3 %/9 Sitze (5,3 %/4 Sitze)
- De Vlaamse Groenen (GROEN), grün, GG, EGP, 7,3 %/9 Sitze (10,1 %/14 Sitze)
- Team Fouad Ahidar (TFA), Region Brüssel-Hauptstadt, ethnisch (Muslime), propalästinensisch, FPP, 0,3 %/1 Sitz (gegründet 2024)

### Wallonien
Wahl von 2024 (2019); 5-%-Klausel (wahlkreisbasiert)
- Mouvement Réformateur (MR), liberal, LI, ALDE, 29,6 %/26 Sitze (21,4 %/20 Sitze)
- Parti Socialiste (PS), sozialdemokratisch, PA, SI, SPE, 23,2 %/19 Sitze (26,2 %/23 Sitze)
- Les Engagés (LE; bis 2022 Centre Démocrate Humaniste (CDH)), zentristisch, EDP, 20,7 %/17 Sitze (11,0 %/10 Sitze)
- Parti du Travail de Belgique (PTB), sozialistisch, kommunistisch, IMCWP, 12,1 %/8 Sitze (13,7 %/10 Sitze)
- Ecolo (ECOLO), grün, GG, EGP, 7,0 %/5 Sitze (14,5 %/12 Sitze)
- Démocrate Fédéraliste Indépendant (DéFI), regionalistisch, liberal, 2,7 %/kein Sitz (4,1 %/kein Sitz)

### Deutschsprachige Gemeinschaft
Wahl von 2024 (2019); 5-%-Klausel
- ProDG, regionalistisch, christdemokratisch, 29,1 %/8 Sitze (23,3 %/6 Sitze)
- Christlich Soziale Partei (CSP), christdemokratisch, 19,8 %/5 Sitze (23,1 %/6 Sitze)
- Vivant Ostbelgien (VIVANT), sozialliberal, direktdemokratisch, EU-skeptisch, 14,2 %/4 Sitze (14,8 %/3 Sitze)
- Sozialistische Partei (SP), sozialdemokratisch, PA, SI, SPE, 13,7 %/3 Sitze (14,8 %/4 Sitze)
- Partei für Freiheit und Fortschritt (PFF), liberal, LI, ALDE, 12,0 %/3 Sitze (11,4 %/3 Sitze)
- Ecolo (ECOLO), grün, GG, EGP, 9,1 %/2 Sitze (12,5 %/3 Sitze)

## Belize
Wahldemokratie (Zweiparteiensystem); Wahl von 2020 (2015); Mehrheitswahlrecht
- People’s United Party (PUP), sozialdemokratisch, christdemokratisch, zentristisch, COPPPAL, 59,6 %/26 Sitze (47,8 %/12 Sitze)
- United Democratic Party (UDP), konservativ, IDU-Regionalorganisation, 38,8 %/5 Sitze (50,5 %/19 Sitze)

## Benin
Wahldemokratie; Wahl von 2015 (2011)
- Forces Cauris pour un Bénin émergent – Alliance Amana (FCBE-AA), zentristisch, liberal, 30,2 % (2011: FCBE+AA 36,4 %)
  - Forces Cauris pour un Bénin émergent (FCBE), zentristisch, liberal, (2011: 33,3 %)
  - Alliance Amana (AA), zentristisch, (2011: 3,1 %)
- L’Union fait la Nation (UN), 14,4 % (26,9 %)
  - Parti social-démocrate (PSD), sozialdemokratisch, SI
  - Mouvement africain pour la développement et le progrès (MADEP), hauptsächlich im Süden
  - Force clé (FC), hauptsächlich im Süden
- Parti du Renouveau démocratique (PRD), konservativ, wirtschaftsliberal, 10,6 % (2011: Teil von UN)
- Alliance Renaissance du Bénin – Réveil patriotique (RB-RP), 7,1 % (neue Wahlallianz)
  - Renaissance du Bénin (RB), liberal, (2011: Teil von UN)
  - Réveil patriotique (RP), hauptsächlich im Süden, (2011: 1,5 %)
- Alliance nationale pour la démocratie et le développement (AND), Mitte-rechts, 7,6 % (gegründet 2015)
  - Rassemblement pour le progrès et le renouveau (RPR), Mitte-rechts, (2011: Teil der AG13B)
- Alliance Soleil (AS), hauptsächlich im Norden, 6,7 % (2011: FE-UPR 5,0 %)
  - Union pour la démocratie et la solidarité nationale (UDS), hauptsächlich im Norden, (2011: Teil der FCBE)
  - Force espoir (FE), hauptsächlich im Norden
  - Union pour la relève (UPR), hauptsächlich im Norden
- Forces démocratiques unies (FDU), 4,0 % (2015 von FCBE abgespalten)
- Alliance pour un Bénin triomphant (ABT), Mitte-rechts, pro Abdoulaye Bio Tchané, 3,7 % (neu gegründet)
- Alliance Éclaireur (ÉCLAIREUR), 3,4 % (gegründet 2015)
  - Parti pour la démocratie et le progrès social (PDPS), (2011: Teil von UN)
  - Coalition pour un Bénin émergent (CBE), (2011: Teil der AG13B)
- Union pour le Bénin (UB), zentristisch, 2,9 % (4,5 %)
- Parti Résoatao (RESOATAO), pro Mohamed Atao Hinnouho, 2,2 % (gegründet 2013)
- Alliance Cauris 2 (AC2), zentristisch, pro Yayi Boni, - (6,5 %)
- Alliance G13 Baobab (AG13B), Mitte-rechts, - (5,9 %)
- Alliance Force dans l’Unité (AFU), pro Yayi Boni, - (2,6 %)

## Bhutan
Wahldemokratie; Wahl 2018, (2013); Wahl in zwei Runden (Mehrheitswahl zwischen den beiden landesweit stärksten Parteien der ersten Runde)
- Druk Nyamrup Tshogpa (DNT; Bhutan vereint Partei), sozialdemokratisch, 31,9 %/30 Sitze (17,0 %/0 Sitze)
- Druk Phuensum Tshogpa (DPT; Bhutanische Partei für Frieden und Wohlstand), konservativ, royalistisch, 30,9 %/17 Sitze (44,5 %/15 Sitze)
- Volksdemokratische Partei (PDP), liberal, progressiv, royalistisch, 27,4 %/0 Sitze (32,5 %/32 Sitze)

## Bolivien
Wahldemokratie; Wahl von 2019 (2014)
- Movimiento al Socialismo (MAS), sozialistisch, linksnationalistisch, PA, FSP, 47,1 % (61,4 %)
- Comunidad Ciudadana, 36,5 % (2014: FRI als Teil der Unidad Demócrata)
  - Frente Revolucionario de Izquierda (FRI), sozialdemokratisch
  - kleinere Parteien
- Partido Demócrata Cristiano (PDC), christdemokratisch, CDI-Regionalorganisation, 8,8 % (9,0 %)
- Movimiento Demócrata Social (MDS), liberalkonservativ, IDU, 4,2 % (2014: als Teil der Unidad Demócrata)
- Movimiento Tercer Sistema, 1,25 %
- Movimiento Nacionalista Revolucionario (MNR), nationalistisch, populistisch, zentristisch, COPPPAL, 0,7 % (2014: nicht angetreten)
- Unidad Nacional (UN), sozialdemokratisch, SI, nicht angetreten (2014: als Teil der Unidad Demócrata)

## Bosnien und Herzegowina
Wahldemokratie; Wahl von 2018 (2014); 3-%-Klausel im jeweiligen Wahlkreis
- Stranka demokratske akcije (SDA; Partei der demokratischen Aktion), bosniakisch nationalistisch, konservativ, IDU, EVP (Beobachter), 17,0 % (18,7 %)
- Savez nezavisnih socijaldemokrata (SNSD; Allianz der Unabhängigen Sozialdemokraten), serbisch nationalistisch, sozialdemokratisch, separatistisch, 15,9 % (15,6 %)
- Srpska demokratska stranka (SDS; Serbische Demokratische Partei), serbisch nationalistisch, separatistisch, 9,9 % (13,0 %)
- Socijaldemokratska partija Bosne i Hercegovine (SDP; Sozialdemokratische Partei von Bosnien und Herzegowina), sozialdemokratisch, PA, SI, SPE (assoziiert), 9,1 % (6,7 %)
- Hrvatska demokratska zajednica Bosne i Hercegovine (HDZ BiH; Kroatische Demokratische Gemeinschaft von Bosnien und Herzegowina), kroatisch nationalistisch, christdemokratisch, konservativ, IDU, EVP (Beobachter), 8,7 % (7,5 %)
- Demokratska fronta (DF; Demokratische Front), sozialdemokratisch, 5,9 % (9,2 %)
- Partija demokratskog progresa (PDP; Partei für Demokratischen Fortschritt), serbisch nationalistisch, konservativ, IDU, EVP (Beobachter), 5,1 % (3,1 %)
- Savez za bolju budućnost Bosne i Hercegovine (SBB; Union für eine bessere Zukunft), konservativ, 4,2 % (8,7 %)
- Demokratski narodni savez (DNS; Demokratische Volksallianz), serbisch nationalistisch, nationalkonservativ, 4,2 % (2,3 %)
- Naša stranka (NS; Unsere Partei), liberal, ALDE, LIBSEEN, 3,0 % (0,7 %)
- Nezavisni blok (NB; Unabhängiger Block), bosniakisch nationalistisch, konservativ, 2,6 % (gegründet 2017)
- Pokret Demokratske Akcije (PDA; Bewegung der demokratischen Aktion), bosniakisch nationalistisch, konservativ, 2,4 % (gegründet 2018)
- Socijalistička partija (SP; Sozialistische Partei), Republika Srpska, sozialdemokratisch, 1,9 % (1,2 %)
- Stranka Demokratske Aktivnosti (A-SDA; Partei der demokratischen Aktivität), bosniakisch nationalistisch, konservativ, 1,8 % (1,4 %)
- Hrvatska demokratska zajednica 1990 (HDZ 1990; Kroatische Demokratische Gemeinschaft 1990), kroatisch nationalistisch, christdemokratisch, konservativ, IDU, EVP (Beobachter), 1,7 % (2,5 %)
- Bosanskohercegovačka patriotska stranka (BPS; Bosnisch-Herzegowinische Patriotische Partei), bosniakisch nationalistisch, 1,0 % (2,4 %)

### Föderation Bosnien und Herzegowina
Wahl von 2018 (2014)
- Stranka demokratske akcije (SDA; Partei der demokratischen Aktion), bosniakisch nationalistisch, konservativ, IDU, EVP (Beobachter), 25,2 % (27,8 %)
- Socijaldemokratska partija Bosne i Hercegovine (SDP; Sozialdemokratische Partei von Bosnien und Herzegowina), sozialdemokratisch, PA, SI, SPE (assoziiert), 14,5 % (10,1 %)
- Hrvatska demokratska zajednica Bosne i Hercegovine (HDZ BiH; Kroatische Demokratische Gemeinschaft von Bosnien und Herzegowina), kroatisch nationalistisch, christdemokratisch, konservativ, IDU, EVP (Beobachter), 14,4 % (11,9 %)
  - Hrvatska kršćanska demokratska unija Bosne i Hercegovine (HKDU BiH; Kroatische Christlich-Demokratische Union von Bosnien und Herzegowina), kroatisch nationalistisch, christdemokratisch, konservativ
- Demokratska fronta (DF; Demokratische Front), sozialdemokratisch, 9,4 % (12,9 %)
- Savez za bolju budućnost Bosne i Hercegovine (SBB; Union für eine bessere Zukunft), konservativ, 7,1 % (14,7 %)
- Naša stranka (NS; Unsere Partei), liberal, ALDE, LIBSEEN, 5,1 % (1,5 %)
- Pokret Demokratske Akcije (PDA; Bewegung der demokratischen Aktion), bosniakisch nationalistisch, konservativ, 3,8 % (gegründet 2018)
- Nezavisni blok (NB; Unabhängiger Block), bosniakisch nationalistisch, konservativ, 3,5 % (gegründet 2017)
- Stranka Demokratske Aktivnosti (A-SDA; Partei der demokratischen Aktivität), bosniakisch nationalistisch, konservativ, 2,7 % (2,3 %)
- Hrvatska demokratska zajednica 1990 (HDZ 1990; Kroatische Demokratische Gemeinschaft 1990), kroatisch nationalistisch, christdemokratisch, konservativ, IDU, EVP (Beobachter), 2,6 % (4,0 %)
  - Hrvatska stranka prava Bosne i Hercegovine (HSP BiH; Kroatische Partei des Rechts von Bosnien und Herzegowina), kroatisch nationalistisch, rechtsextrem, (2014: 0,7 %)
- Narod i Pravda (NiP; Volk und Gerechtigkeit), bosniakisch nationalistisch, konservativ, 2,3 % (gegründet 2018)
- Stranka za Bosnu i Hercegovinu (SBiH; Partei für Bosnien und Herzegowina), zentristisch, 2,3 % (3,3 %)
- Bosanskohercegovačka patriotska stranka (BPS; Bosnisch-Herzegowinische Patriotische Partei), bosniakisch nationalistisch, 1,4 % (3,7 %)
- Laburistička stranka Bosne i Hercegovine (Laburisti BiH; Arbeitspartei von Bosnien und Herzegowina), Una-Sana, regionalistisch, 0,8 % (0,6 %)

## Botswana
Wahldemokratie (System mit einer dominanten Partei); Wahl von 2019 (2014); Mehrheitswahlrecht; 57 direkt gewählte und 4 von der Parlamentsmehrheit ernannte Abgeordnete
- Botswana Democratic Party (BDP), konservativ, SI (assoziiert), 52,8 %/38 Sitze (46,5 %/37 Sitze)
- Umbrella for Democratic Change (UDC), sozialdemokratisch, zentristisch, 36,4 %/15 Sitze (2014: mit BMD, ohne BCP, 30,0 %/17 Sitze)
  - Botswana National Front (BNF), sozialdemokratisch, CDI
  - Botswana Congress Party (BCP), sozialdemokratisch, (2014: 20,4 %/3 Sitze)
  - Botswana People’s Party (BPP), zentristisch
- Alliance for Progressives (AP), sozialliberal, 4,7 %/1 Sitz (2017 von BMD abgespalten)
- Botswana Patriotic Front (BPF), populistisch, 4,3 %/3 Sitze (Juli 2019 von BDP abgespalten)
- Botswana Movement for Democracy (BMD), liberal, LI-Regionalorganisation, 0,3 %/0 Sitze (bis 2018 Teil des UDC)

## Brasilien
Wahldemokratie, letzte Wahlen: Wahlen in Brasilien 2014, Wahlen in Brasilien 2018, Wahlen in Brasilien 2022
2018:
- Partido Social Liberal (PSL), rechtspopulistisch, 11,7 % (0,8 %)
- Partido dos Trabalhadores (PT), sozialdemokratisch, PA, COPPPAL, FSP, 10,3 % (14,0 %)
- Partido da Social Democracia Brasileira (PSDB), zentristisch, CDI (Beobachter), 6,0 % (11,4 %)
- Partido Social Democrático (PSD), liberal, 5,8 % (6,2 %)
- Partido Progressista (PP), konservativ, 5,6 % (6,4 %)
- Partido do Movimento Democrático Brasileiro (PMDB), zentristisch, COPPPAL, 5,5 % (11,2 %)
- Partido Socialista Brasileiro (PSB), demokratisch sozialistisch, PA, FSP, 5,5 % (6,5 %)
- Partido da República (PR), konservativ, 5,3 % (5,8 %)
- Partido Republicano Brasileiro (PRB), religiös-konservativ (evangelikal), 5,1 % (4,6 %)
- Democratas (DEM), liberalkonservativ, CDI, IDU, 4,7 % (4,2 %)
- Partido Democrático Trabalhista (PDT), sozialdemokratisch, linkspopulistisch, SI, COPPPAL, FSP, 4,6 % (3,6 %)
- Partido Socialismo e Liberdade (PSOL), sozialistisch, 2,8 % (1,8 %)
- Partido Novo (NOVO), liberal, 2,8 % (2015 gegründet)
- Podemos (PODE), zentristisch, direktdemokratisch, 2,3 % (2014: Vorgängerpartei Partido Trabalhista Nacional, PTN, 0,7 %)
- Partido Republicano da Ordem Social (PROS), 2,1 % (2,0 %)
- Partido Trabalhista Brasileiro (PTB), populistisch, nationalkonservativ, 2,1 % (4,0 %)
- Solidariedade (SDD), 2,0 % (2,7 %)
- Partido Social Cristão (PSC), konservativ, 1,8 % (2,5 %)
- Partido Verde (PV), grün, GG, 1,6 % (2,1 %)
- Partido Comunista do Brasil (PCdoB), kommunistisch, IMCWP, FSP, 1,4 % (2,0 %)

## Bulgarien
Wahldemokratie; Wahl von 2023 (2022); 4-%-Klausel
- GERB-SDS, konservativ, 26,5 % (25,3 %)
  - Graždani za evropejsko razvitie na Bălgarija (GERB; Wappen/Bürger für eine europäische Entwicklung Bulgariens), konservativ, IDU, EVP
  - Săjuz na Demokratični Sili (SDS; Union der Demokratischen Kräfte), konservativ, CDI, IDU, EVP
- Koalicija Prodălžavame Promjanata – Demokratična Bălgarija (PP-DB; Koalition Wir setzen den Wandel fort – Demokratisches Bulgarien), liberal, liberalkonservativ, grün, 24,6 % (2022: PP und DB einzeln)
  - Prodălžavame Promjanata (PP; Wir setzen den Wandel fort), anti Korruption, liberal, (2022: 20,2 %)
    - Sredna evropejska klasa (SEK; Mitteleuropäische Klasse), regionalistisch (Burgas), wirtschaftsliberal
    - Volt Bălgarija (Volt), europäisch föderalistisch, sozialliberal, Volt

  - Demokratična Bălgarija – Obedinenie (DB; Demokratisches Bulgarien – Vereinigung), liberalkonservativ, grün, (2022: 7,4 %)
    - Da, Balgarija! (DA; Ja, Bulgarien!), liberal
    - Demokrati za silna Bălgarija (DSB; Demokraten für ein Starkes Bulgarien), konservativ, EVP
    - Zeleno dviženie (ZD; Grüne Bewegung), grün, sozialliberal, GG, EGP
- Văzraždane (V; Wiedergeburt), nationalkonservativ, ID, 14,2 % (10,2 %)
- Dviženie za Prava i Svobodi (DPS; Bewegung für Rechte und Freiheiten), ethnisch (Türken und Pomaken), zentristisch, LI, ALDE, LIBSEEN, 13,7 % (13,8 %)
- BSP za Bălgarija (BSP für Bulgarien), sozialdemokratisch, grün, 8,9 % (9,3 %)
  - Bălgarska Socialističeska Partija (BSP; Bulgarische Sozialistische Partei), sozialdemokratisch, PA, SI, SPE
  - Nezavisimo sdruženie „Ekoglasnost“ (EKO; Unabhängiger Verein „Ökoglasnost“), grün, zentristisch
- Ima Takăv Narod (ITN; Es gibt ein solches Volk), anti Korruption, gesellschaftskonservativ, 4,1 % (3,8 %)
- Bălgarski Văzhod (BV; Bulgarischer Aufstieg), nationalkonservativ, 3,1 % (4,6 %)
- Lewizata! (L; Linke!), sozialdemokratisch, anti Korruption, 2,2 % (gegründet 2023)
  - Izpravi se Bălgarija (IS.BG; Steh auf Bulgarien), anti Korruption, sozialdemokratisch, (2022: 1,0 %)
  - Dviženie 21 (D21; Bewegung 21), sozialdemokratisch, (2022: nicht angetreten)
  - Alternativa za Bălgarsko Văzraždane (ABV; Alternative für die Bulgarische Wiedergeburt), sozialdemokratisch, (2022: in Koalition mit BV)
  - Bălgarska progresivna linija (BPL; Bulgarische Progressive Linie), demokratisch sozialistisch, (2022: nicht angetreten)

## Chile
Wahldemokratie; Wahl von 2017 (2013)
- Chile Vamos, 38,7 % (2013: Alianza por Chile, 36,2 %)
  - Renovación Nacional (RN), liberalkonservativ, CDI, IDU, 17,8 % (14,9 %)
  - Unión Demócrata Independiente (UDI), rechtskonservativ, IDU, 16,0 % (19,0 %)
  - Evolución Política (Evópoli), konservativ liberal, LI-Regionalorganisation, 4,3 % (2013 als Teil von RN angetreten)
  - Partido Regionalista de los Independientes (PRI), regionalistisch, zentristisch, 0,7 % (2013: ohne Bündnis, 1,2 %)
- La Fuerza de la Mayoría, 24,1 % (2013: Nueva Mayoría einschließlich PDC, 47,7 %)
  - Partido Socialista de Chile (PS), demokratisch sozialistisch, PA, SI, COPPPAL, FSP, 9,8 % (11,1 %)
  - Partido por la Democracia (PPD), sozialdemokratisch, progressiv, PA, SI, COPPPAL, 6,1 % (11,0 %)
  - Partido Comunista de Chile (PCCh), kommunistisch, IMCWP, FSP, 5,0 % (4,1 %)
  - Partido Radical de Chile (PR; bis Juli 2015 Partido Radical Socialdemócrata (PRSD)), sozialliberal, moderat sozialdemokratisch, SI, COPPPAL, 3,6 % (3,6 %)
- Frente Amplio, 16,5 % (neu)
  - Revolución Democrática (RD), demokratisch sozialistisch, FSP, 5,7 % (2016 als Partei registriert)
  - Partido Humanista de Chile (PH), humanistisch, libertär sozialistisch, HI, FSP, 4,2 % (3,4 %)
  - Partido Igualdad (PI), kommunistisch, FSP, 2,2 % (1,1 %)
  - Partido Ecologista Verde de Chile (PEV), grün, GG, 2,2 % (0,5 %)
  - Partido Liberal de Chile (PLC), liberal, LI, 0,8 % (2013: im Bündnis mit PRO, 0,3 %)
- Convergencia Democrática, 10,7 % (neu)
  - Partido Demócrata Cristiano (PDC), christdemokratisch, christlichsozial, CDI, 10,3 % (15,5 %)
  - Izquierda Ciudadana (IC), christlich links, demokratisch sozialistisch, FSP, 0,2 % (0,6 %)
- Por Todo Chile, 3,9 % (2013: Si tú quieres, Chile cambia einschließlich PLC, 5,4 %)
  - Partido Progresista (PRO), progressiv, sozialliberal, 3,3 % (3,8 %)

## China (Republik)
Wahldemokratie; Wahl von 2020 (2016); 113 Abgeordnete, davon 79 nach Mehrheits- und 34 nach Verhältniswahlrecht mit 5-%-Klausel
- Demokratische Fortschrittspartei (DPP), pro Unabhängigkeit, liberal, LI, 34,0 %/61 Sitze (44,1 %/68 Sitze)
- Kuomintang (KMT; Nationale Volkspartei), pro Wiedervereinigung, konservativ, CDI, IDU, 33,4 %/38 Sitze (26,9 %/35 Sitze)
- Taiwanische Volkspartei (TPP), anti Korruption, zentristisch, 11,2 %/5 Sitze (gegründet 2019)
- New Power Party (NPP), pro Unabhängigkeit, sozialliberal, 7,8 %/3 Sitze (6,1 %/5 Sitze)
- Qinmindang (PFP; Volksnahe Partei), pro Wiedervereinigung, konservativ, 3,7 %/0 Sitze (6,5 %/3 Sitze)
- Taiwanische Staatsbildungspartei (TSP), pro Unabhängigkeit, sozialliberal, 3,2 %/1 Sitz (gegründet 2016)
- Unabhängige, 5 Sitze (1 Sitz)
- Unparteiische Solidaritätsunion (NPSU), pro Wiedervereinigung, zentristisch, nicht angetreten (0,6 %/1 Sitz)

## Costa Rica
Wahldemokratie; Wahl von 2022 (2018)
- Partido Liberación Nacional (PLN), sozialdemokratisch, zentristisch, SI, COPPPAL, 24,8 % (19,5 %)
- Partido Progreso Social Democrático (PSD), sozialdemokratisch, gesellschaftspolitisch konservativ, 15,0 % (gegründet 2018)
- Partido de Unidad Socialcristiana (PUSC), christdemokratisch, CDI-Regionalorganisation, 11,3 % (14,6 %)
- Partido Nueva República (PNR), konservativ, evangelikal, 10,1 % (gegründet 2019)
- Partido Liberal Progresista (PLP), liberal, 9,1 % (0,6 %)
- Frente Amplio (FA), demokratisch sozialistisch, FSP, 8,3 % (4,0 %)
- Partido Acción Ciudadana (PAC), progressiv, sozialdemokratisch, PA, 2,2 % (16,3 %)
- Partido Restauración Nacional (PRN), konservativ, evangelikal, 2,0 % (18,2 %)
- Partido Republicano Socialcristiano (PRSC), christdemokratisch, konservativ, IDU-Regionalorganisation, 1,5 % (4,2 %)
- Partido Integración Nacional (PIN), konservativ, 1,1 % (7,7 %)

## Königreich Dänemark

### Dänemark
Wahldemokratie;
Folketingswahl 2022 (2019); 2-%-Klausel
- Socialdemokratiet (S), sozialdemokratisch, PA, SPE, SAMAK, 27,5 % (25,9 %)
- Venstre, Danmarks Liberale Parti (V), konservativ liberal, agrarisch, LI, ALDE, MG, 13,3 % (23,4 %)
- Moderaterne (M), zentristisch, MG, 9,3 % (gegründet 2022)
- Socialistisk Folkeparti (SF), grün, demokratisch sozialistisch, GG, EGP, NGV, 8,3 % (7,7 %)
- Danmarksdemokraterne (DD), rechtspopulistisch, 8,1 % (gegründet 2022)
- Liberal Alliance (LA), liberal, MG, 7,9 % (2,3 %)
- Det Konservative Folkeparti (KF), liberalkonservativ, IDU, EVP, 5,5 % (6,6 %)
- Enhedslisten – De Rød-Grønne (EL), sozialistisch, ökosozialistisch, EU-skeptisch, AEL, MLP, NGV, 5,1 % (6,9 %)
- Radikale Venstre (RV), sozialliberal, LI, ALDE, MG, 3,8 % (8,6 %)
- Nye Borgerlige (NB), nationalkonservativ, wirtschaftsliberal, 3,7 % (2,4 %)
- Alternativet (ALT), grün, NGV, 3,3 % (3,0 %)
- Dansk Folkeparti (DF), nationalkonservativ, gesellschaftspolitisch konservativ, rechtspopulistisch, 2,6 % (8,7 %)

### Färöer
Løgtingswahl 2022 (2019); 3,03-%-Klausel
- Javnaðarflokkurin (JV; Sozialdemokratische Partei), unionistisch, sozialdemokratisch, SAMAK, 26,6 % (22,5 %)
- Sambandsflokkurin (SF; Unionspartei), unionistisch, konservativ liberal, agrarisch, MG, 20,0 % (20,6 %)
- Fólkaflokkurin (FF; Volkspartei), separatistisch, konservativ, wirtschaftsliberal, 18,9 % (24,9 %)
- Tjóðveldi (TJ; Republik), separatistisch, demokratisch sozialistisch, NGV, 17,7 % (18,4 %)
- Framsókn (F; Fortschritt), separatistisch, liberal, MG, 7,5 % (4,7 %)
- Miðflokkurin (MF; Zentrumspartei), regionalistisch, christdemokratisch, gesellschaftspolitisch konservativ, MG, 6,6 % (5,4 %)
- Sjálvstýri (SJ; Selbstverwaltung), regionalistisch, sozialliberal, MG, 2,7 % (3,5 %)

### Grönland
Wahl von 2025 (2021)
- Demokraatit/Demokraterne (D), sozialliberal, MG, 29,9 %/10 Sitze (9,3 %/3 Sitze)
- Naleraq (N; Peilmarke), separatistisch, zentristisch, 24,5 %/8 Sitze (12,3 %/4 Sitze)
- Inuit Ataqatigiit (IA; Gemeinschaft der Menschen), separatistisch, demokratisch sozialistisch, NGV, 21,4 %/7 Sitze (37,4 %/12 Sitze)
- Siumut (S; Vorwärts), sozialdemokratisch, separatistisch, SAMAK, 14,7 %/4 Sitze (30,1 %/10 Sitze)
- Atassut (A; Gemeinsinn), unionistisch, konservativ liberal, MG, 7,3 %/2 Sitze (7,1 %/2 Sitze)

## Deutschland
Wahldemokratie; Bundestagswahl 2025 (2021 inkl. teilweiser Wiederholungswahl in Berlin von 2024); 5-%-Klausel (außer für Minderheitenparteien, aufgehoben durch mindestens drei Direktmandate)
- Unionsparteien (CDU/CSU), christdemokratisch, konservativ, 28,6 %/208 Sitze (24,2 %/197 Sitze)
  - Christlich Demokratische Union Deutschlands (CDU), außerhalb Bayerns, christdemokratisch, liberalkonservativ, IDU, CDI, EVP, 22,6 %/164 Sitze (19,0 %/152 Sitze)
  - Christlich-Soziale Union in Bayern (CSU), Bayern, regionalistisch, christdemokratisch, konservativ, IDU, EVP, 6,0 %/44 Sitze (5,2 %/45 Sitze)
- Alternative für Deutschland (AfD), nationalkonservativ, rechtspopulistisch, ESN, 20,8 %/152 Sitze (10,4 %/83 Sitze)
- Sozialdemokratische Partei Deutschlands (SPD), sozialdemokratisch, PA, SPE, 16,4 %/120 Sitze (25,7 %/206 Sitze)
- Bündnis 90/Die Grünen (GRÜNE), grün, GG, EGP, 11,6 %/85 Sitze (14,7 %/118 Sitze)
- Die Linke (DIE LINKE), demokratisch sozialistisch, EL, MLP, 8,8 %/64 Sitze (4,9 %/39 Sitze)
- Bündnis Sahra Wagenknecht - Vernunft und Gerechtigkeit (BSW), demokratisch sozialistisch, gesellschaftskonservativ, 5,0 %/kein Sitz (gegründet 2024)
- Freie Demokratische Partei (FDP), liberal, LI, ALDE, 4,3 %/kein Sitz (11,4 %/91 Sitze)
- Südschleswigscher Wählerverband (SSW), Schleswig-Holstein, ethnisch (Dänen und Nordfriesen), sozialliberal, EFA, 0,2 %/1 Sitz (0,1 %/1 Sitz)

## Dominica
Wahldemokratie; Wahl von 2022 (2019); Mehrheitswahlrecht
- Dominica Labour Party (DLP), sozialdemokratisch, COPPPAL, 82,4 %/19 Sitze (59,0 %/18 Sitze)
- Unabhängige, 16,8 %/2 Sitze (—)
- Team Unity Dominica (TUD), progressiv, 0,8 %/kein Sitz (gegründet 2022)
- United Workers Party (UWP), zentristisch, boykottiert (41,0 %/3 Sitze)

## Dominikanische Republik
Wahldemokratie; Wahl von 2016 (2010)
- Partido de la Liberación Dominicana (PLD), sozialdemokratisch, progressiv, COPPPAL, FSP, 41,8 % (46,1 %)
- Partido Revolucionario Moderno (PRM), sozialdemokratisch, PA, FSP, 20,4 % (2014 vom PRD abgespalten)
- Partido Reformista Social Cristiano (PRSC), christdemokratisch, CDI, IDU-Regionalorganisation, 9,2 % (6,2 %)
- Partido Revolucionario Dominicano (PRD), sozialdemokratisch, populistisch, SI, COPPPAL, FSP, 7,8 % (31,4 %)
- Partido de Unidad Nacional (PUN), christsozial, 3,2 % (0,4 %)
- Movimiento Democrático Alternativo (MODA), zentristisch, christsozial, 2,1 % (1,4 %)
- Bloque Institucional Social Demócrata (BIS), sozialdemokratisch, COPPPAL, 2,1 % (1,3 %)
- Alianza País (ALPAIS), progressiv, sozialdemokratisch, FSP, 1,5 % (gegründet 2011)
- Partido Quisqueyano Demócrata Cristiano (PQDC), christdemokratisch, 1,3 % (1,1 %)
- Frente Amplio (FRENTE AMPLIO; 2010: Movimiento Independencia, Unidad y Cambio (MIUCA)), progressiv, sozialistisch, 1,1 % (1,0 %)
- Fuerza Nacional Progresista (FNP), konservativ, wirtschaftsliberal, IDU, 0,9 % (0,7 %)
- Partido Reformista Liberal (PRL; 2010: Partido Liberal de República Dominicana (PLRD)), liberal, 0,7 % (0,4 %)
- Partido Popular Cristiano (PPC), christdemokratisch, 0,5 % (0,5 %)
- Alianza por la Democracia (APD), progressiv, FSP, 0,4 % (1,4 %)

## Dschibuti
Keine Wahldemokratie; Wahl von 2018 (2013)
- Union pour la majorité présidentielle (UMP), Mitte-links, regierungsnah, 87,8 % (61,5 %)
  - Rassemblement populaire pour le progrès (RPP), sozialdemokratisch, autoritär
  - Front pour la restauration de l’unité et la démocratie (FRUD), ethnisch (Afar)
  - Union des partisans de la réforme (UPR), ethnisch (Afar)
  - Parti national démocratique (PND), offizieller Minderheitsflügel
  - Parti populaire social démocrate (PPSD), sozialdemokratisch
- Union pour la démocratie et la justice/Parti djiboutien pour le développement (UDJ/PDD; 2013: Union pour le salut national (USN)), Mitte-rechts, oppositionell, 10,9 % (35,6 %)
  - Union pour la démocratie et la justice (UDJ)
  - Parti djiboutien pour le développement (PDD)
- Centre des démocrates unifiés (CDU), zentristisch, oppositionell, 0,7 % (3,0 %)
- Alliance républicaine pour le développement (ARD), Mitte-rechts, oppositionell, 0,6 % (2013: Teil der USN)
- Mouvement pour le renouveau démocratique et le développement (MRD), konservativ, Wahlboykott (2013: Teil der USN)
- Parti national démocratique (PND), inoffizieller Mehrheitsflügel, Wahlboykott (2013: Teil der USN)
- Mouvement pour le développement et la liberté (MoDeL), islamisch demokratisch, Wahlboykott (2013: Teil der USN)
- Rassemblement pour l’action, la démocratie et le développement (RADD), Mitte-rechts, Wahlboykott (2013: Teil der USN)

## Ecuador
Wahldemokratie; Wahl von 2017 (2013)
- Movimiento PAÍS (PAIS), demokratisch sozialistisch, COPPPAL, FSP, 39,1 % (52,3 %)
- Alianza por el Cambio (CREO-SUMA), konservativ, liberal, 20,1 % (2013: Parteien einzeln)
  - Creando Oportunidades (CREO), konservativ, wirtschaftsliberal, (2013: 11,4 %)
  - Movimiento SUMA, Sociedad Unida Más Acción (SUMA), liberal, (2013: 3,2 %)
- Partido Social Cristiano (PSC), christdemokratisch, konservativ, IDU, 15,9 % (9,0 %)
- Fuerza Ecuador (FE; bis 2014 Partido Roldosista Ecuadoriano (PRE)), zentristisch, populistisch, COPPPAL, 4,7 % (4,5 %)
- Izquierda Democrática (ID), sozialdemokratisch, 3,8 % (2013: nicht angetreten)
- Partido Sociedad Patriótica 21 de Enero (PSP 21), populistisch, 2,9 % (5,6 %)
- Movimiento de Unidad Plurinacional Pachakutik – Nuevo País (MUPP-NP; Pachakutik), ethnisch (Indigene), links, FSP, 2,7 % (2013: mit MPD und RED, 4,7 %)
- Partido Avanza (AVANZA), sozialdemokratisch, 2,2 % (2,9 %)
- Partido Renovador Institucional Acción Nacional (PRIAN), konservativ, rechtspopulistisch, aufgelöst 2014 (3,0 %)

## Elfenbeinküste
Wahldemokratie; Wahl von 2016 (2011/12); Mehrheitswahlrecht, z. T. mit Mehrpersonenwahlkreisen
- Rassemblement des Houphouëtistes pour la Démocratie et la Paix (RHDP; 2011/12: Gemeinschaftskandidaturen inkl. UDPCI und UPCI), Mitte-rechts, 50,3 %/167 Sitze (1,8 %/4)
  - Rassemblement des Républicains (RDR), liberal, zentristisch, CDI, LI, (2011/12: 41,8 %/127 Sitze)
  - Parti Démocratique de Côte d’Ivoire-Rassemblement Démocratique Africain (PDCI-RDA), liberalkonservativ, panafrikanistisch, IDU-Regionalorganisation, (2011/12: 28,8 %/77 Sitze)
  - Parti ivoirien des travailleurs (PIT), sozialdemokratisch, (2011/12: 0,9 %/0 Sitze)
  - Mouvement des forces d’avenir (MFA), (2011/12: 0,8 %/ 3 Sitze)
- Unabhängige, 38,5 %/76 Sitze (21,4 %/35)
- Front Populaire Ivoirien (FPI), demokratisch sozialistisch, linksnationalistisch, bis 2011 SI, 5,8 %/3 Sitze (2011/12: Wahlboykott)
- Union pour la démocratie et la paix en Côte d’Ivoire (UDPCI), 3,0 %/6 Sitze (3,2 %/7)
- Union pour la Côte d’Ivoire (UPCI), 1,0 %/3 Sitze (0,5 %/1)

## El Salvador
Wahldemokratie; Wahl von 2018 (2015)
- Alianza Republicana Nacionalista (ARENA), nationalkonservativ, IDU, 41,7 % (38,9 %)
- Frente Farabundo Martí para la Liberación Nacional (FMLN), demokratisch sozialistisch, COPPPAL, FSP, 24,5 % (37,2 %)
- Gran Alianza por la Unidad Nacional (GANA), liberalkonservativ, 11,5 % (9,2 %)
- Partido de Concertación Nacional (PCN), konservativ, 10,9 % (6,8 %)
- Partido Demócrata Cristiano (PDC), christdemokratisch, CDI, 3,1 % (2,5 %)
- Gemeinsame Liste ARENA–PCN, 1,7 % (1,7 %)
- Gemeinsame Liste FMLN-CD, 1,1 % (-)
- Gemeinsame Liste PDC-PCN, 1,1 % (0,3 %)
- Cambio Democrático (CD), sozialdemokratisch, COPPPAL, 0,9 % (1,6 %)
- Partido Social Demócrata (PSD), sozialdemokratisch, 0,7 % (0,7 %)
- Nicht Parteigebundene, 0,7 % (0,1 %)
- Gemeinsame Liste FMLN-PSD-CD, 0,6 % (-)
- Gemeinsame Liste FMLN-PSD, 0,5 % (-)
- Democracia Salvadoreña (DS), Mitte-rechts, nicht angetreten (0,9 %)
- Gemeinsame Liste PCN/DS, nicht angetreten (0,2 %)

## Estland
Wahldemokratie; Wahl von 2023 (2019); 5-%-Klausel
- Eesti Reformierakond (RE; Estnische Reformpartei), liberal, LI, ALDE, 31,2 % (28,9 %)
- Eesti Konservatiivne Rahvaerakond (EKRE; Estnische Konservative Volkspartei), nationalkonservativ, Patriots.eu, 16,1 % (17,8 %)
- Eesti Keskerakond (K; Estnische Zentrumspartei), zentristisch, sozialliberal, 15,3 % (23,1 %)
- Erakond Eesti 200 (E200; Partei Estland 200), liberal, 13,3 % (4,4 %)
- Sotsiaaldemokraatlik Erakond (SDE; Sozialdemokratische Partei), sozialdemokratisch, SPE, 9,3 % (9,8 %)
- Isamaa Erakond (ISAMAA; Vaterlandspartei), konservativ, christdemokratisch, IDU, EVP, 8,2 % (11,4 %)

## Europäische Union
Staatenverbund; Europawahl 2019 (2014); Prozentzahlen beziehen sich mangels EU-weiter Listen auf die Sitze
- Fraktion der Europäischen Volkspartei (Christdemokraten), liberalkonservativ, christdemokratisch, konservativ, 24,2 % (29,4 %)
  - Europäische Volkspartei (EVP), liberalkonservativ, christdemokratisch, konservativ, IDU, CDI (assoziiert)
- Fraktion der Progressiven Allianz der Sozialdemokraten im Europäischen Parlament (S&D), sozialdemokratisch, PA (assoziiert), 20,5 % (25,3 %)
  - Sozialdemokratische Partei Europas (SPE), sozialdemokratisch, PA (assoziiert), SI (assoziiert)
- Renew Europe (RE; bis 2019 Fraktion der Allianz der Liberalen und Demokraten für Europa (ALDE)), liberal, zentristisch, LI, 14,4 % (8,9 %)
  - Allianz der Liberalen und Demokraten für Europa (ALDE), liberal, LI
  - Europäische Demokratische Partei (EDP), zentristisch
- Die Grünen/Europäische Freie Allianz (Grüne/EFA), grün, regionalistisch, ethnisch (Minderheiten), 9,9 % (6,7 %)
  - Europäische Grüne Partei (EGP), grün, GG
  - Europäische Freie Allianz (EFA), regionalistisch, ethnisch (Minderheiten)
  - Europäische Piratenpartei (PPEU), direktdemokratisch, pro Urheberrechtsreform und Transparenz, PPI (assoziiert)
  - Volt Europa (Volt), föderalistisch, sozialliberal, (gegründet 2017)
- Fraktion Identität und Demokratie (ID; 2015–2019 Europa der Nationen und der Freiheit (ENF)), nationalkonservativ, rechtspopulistisch, 9,7 % (5,3 %)
  - Identität und Demokratie Partei (ID; 2015–2019 Bewegung für ein Europa der Nationen und der Freiheit (MENL)), nationalkonservativ, rechtspopulistisch
- Europäische Konservative und Reformer (EKR), konservativ, nationalkonservativ, wirtschaftsliberal, 8,3 % (9,2 %)
  - Partei Europäische Konservative und Reformer (EKR; bis 2019 Allianz der Konservativen und Reformer in Europa (AKRE)), konservativ, nationalkonservativ, wirtschaftsliberal, IDU
  - Europäische Christliche Politische Bewegung (ECPM), christlich rechts, gesellschaftlich konservativ
- Konföderale Fraktion der Vereinten Europäischen Linken/Nordische Grüne Linke (GUE/NGL), demokratisch sozialistisch, kommunistisch, linkspopulistisch, 5,5 % (6,9 %)
  - Allianz der Europäischen Linken für die Menschen und den Planeten (AEL)
  - Europäische Linke (EL), demokratisch sozialistisch, kommunistisch
  - Now the People (MLP), linkspopulistisch, sozialistisch, EU-skeptisch, (gegründet 2018)
  - Europeans United for Democracy (EUD), EU-skeptisch, aufgelöst 2017
- Fraktionslose (NI), 7,6 % (1,9 %)
- Europa der Freiheit und der direkten Demokratie (EFDD), EU-skeptisch, populistisch, aufgelöst 2019 (6,4 %)
  - Alliance for Direct Democracy in Europe (ADDE), EU-skeptisch, nationalkonservativ, rechtspopulistisch, aufgelöst 2017

## Fidschi
Wahldemokratie; Wahl von 2018 (2014); 5-%-Klausel
- FijiFirst (FF), Mitte-rechts, 50,0 % (59,2 %)
- Social Democratic Liberal Party (SODELPA), nationalkonservativ, rechtspopulistisch, 39,9 % (28,2 %)
- National Federation Party (NFP), sozialdemokratisch, 7,4 % (5,5 %)

## Finnland
Wahldemokratie; Wahl von 2023 (2019)
- Kansallinen Kokoomus (KOK; Nationale Sammlungspartei), liberalkonservativ, IDU, EVP, 20,8 % (17,0 %)
- Perussuomalaiset (PS; Wahre Finnen), nationalkonservativ, gesellschaftspolitisch konservativ, 20,1 % (17,5 %)
- Suomen Sosialidemokraattinen Puolue (SDP; Finnische Sozialdemokratische Partei), sozialdemokratisch, PA, SI, SPE, SAMAK, 19,9 % (17,7 %)
- Suomen Keskusta (KESK; Finnisches Zentrum), zentristisch, agrarisch, LI, ALDE, MG, 11,3 % (13,8 %)
- Vasemmistoliitto (VAS; Linksbündnis), demokratisch sozialistisch, ökosozialistisch, AEL, MLP, NGV, 7,1 % (8,2 %)
- Vihreä Liitto (VIHR; Grüner Bund), grün, GG, EGP, MG, 7,0 % (11,5 %)
- Svenska folkpartiet i Finland (SFP), ethnisch (Finnlandschweden), sozialliberal, LI, ALDE, MG, 4,3 % (4,5 %)
- Suomen Kristillisdemokraatit (KD; Finnische Christdemokraten), christdemokratisch, gesellschaftspolitisch konservativ, EVP, MG, 4,2 % (3,9 %)
- Liike Nyt (LIIKE NYT; Bewegung Jetzt), direktdemokratisch, wirtschaftsliberal, 2,4 % (2,3 %)
- För Åland, Åland, regionalistisch, 0,4 % (0,4 %)

### Åland
Wahl von 2023 (2019)
- Liberalerna på Åland (Lib), liberal, sozialliberal, MG, 29,9 %/9 Sitze (19,7 %/6 Sitze)
- Åländsk Center (C), zentristisch, agrarisch, liberal, MG, 21,2 %/7 Sitze (27,8 %/9 Sitze)
- Obunden Samling på Åland (ObS), konservativ, EU-skeptisch, 15,3 %/5 Sitze (13,6 %/4 Sitze)
- Ålands Socialdemokrater (ÅSD), sozialdemokratisch, SAMAK, 12,8 %/4 Sitze (9,2 %/3 Sitze)
- Moderat Samling för Åland (MSÅ), liberalkonservativ, 12,5 %/4 Sitze (13,8 %/4 Sitze)
- Hållbart initiativ (HI), grün, EGP (assoziiert), MG, 5,1 %/1 Sitz (8,3 %/2 Sitze)
- Ålands Framtid (ÅF), separatistisch, zentristisch, EFA, MG, 2,9 %/0 Sitze (4,7 %/1 Sitz)
- Åländsk Demokrati (ÅD), nationalkonservativ, nicht angetreten (2019: 2,9 %/1 Sitz)

## Frankreich
Wahldemokratie; Wahl von 2017 (2012); 577 Sitze, gewählt nach Mehrheitswahlrecht; Prozentzahlen beziehen sich auf den ersten Wahlgang
- La République en Marche (LREM), liberal, 28,2 %/308 Sitze (2016 gegründet)
- Les Républicains (LR), gaullistisch, liberalkonservativ, CDI, EVP, 15,8 %/113 Sitze (2012: UMP, 27,1 %/194)
- Rassemblement National (RN; bis Juni 2018 Front National (FN)), nationalistisch, rechtsextrem, ID, 13,2 %/8 Sitze (13,6 %/2)
- La France insoumise (FI), sozialistisch, AEL, MLP, 11,0 %/17 Sitze (2012: Parti de Gauche als Bestandteil der Front de gauche mit PCF, 1 Sitz)
- Parti socialiste (PS), sozialdemokratisch, PA, SI, SPE, 7,4 %/29 Sitze (29,4 %/280)
- Europe Écologie-Les Verts (EELV), grün, GG, EGP, 4,3 %/1 Sitz (5,5 %/17)
- Mouvement démocrate (MoDem), zentristisch, sozialliberal, EDP, 4,1 %/42 Sitze (1,8 %/2)
- Union des démocrates et indépendants (UDI), liberal, ALDE, 3,0 %/18 Sitze (2012: Parteien einzeln)
  - Les Centristes (LC), zentristisch, (2012: 2,2 %/12 Sitze)
  - Mouvement radical (MR; bis Dez. 2017 Parti radical (valoisien) (PR)), liberal, ALDE, (2012: 1,2 %/6 Sitze)
- Parti communiste français (PCF), kommunistisch, IMCWP, EL, 2,7 %/10 Sitze (2012: Bestandteil der Front de Gauche/7 Sitze)
- Debout la France (DLF), gaullistisch, nationalkonservativ, 1,2%/1 Sitz (2012: 2 Sitze)
- Parti radical de gauche, (PRG), sozialliberal, 0,5 %/3 Sitze (1,7 %/12 Sitze)
- Divers gauche (parteilose Linke), 1,6 %/12 Sitze (3,4 %/22)
- Divers droite (parteilose Rechte), 2,8 %/6 Sitze (3,5 %/15)
- Regionalisten, 0,9 %/5 Sitze
- Sonstige, 2,2 %/3 Sitze

## Gambia
Keine Wahldemokratie; Wahl von 2017 (2012); Mehrheitswahlrecht; 2012 Boykott der meisten Oppositionsparteien
- United Democratic Party (UDP), sozialdemokratisch, SI (assoziiert), 37,5 %/31 Sitze (2012: Boykott)
- Gambia Democratic Congress (GDC), konservativ, 17,4 %/5 Sitze (gegründet 2016)
- Alliance for Patriotic Reorientation and Construction (APRC), konservativ, autoritär, 15,9 %/5 Sitze (51,8 %/43)
- Unabhängige, 9,6 %/1 Sitz (38,8 %/4)
- People’s Democratic Organisation for Independence and Socialism (PDOIS), sozialistisch, 8,9 %/4 Sitze (2012: Boykott)
- National Reconciliation Party (NRP), zentristisch, 6,3 %/5 Sitze (9,4 %/1)
- People’s Progressive Party (PPP), liberal, 2,5 %/2 Sitze (2012: Boykott)

## Georgien
Wahldemokratie; Wahl von 2016 (2012); gemischtes Wahlrecht, 5-%-Klausel für Verhältniswahl
- Georgischer Traum – Demokratisches Georgien (K’art’uli ots’neba – Demokratiuli Sak’art’velo, KODS), zentristisch, PA, SPE (Beobachter), 48,7 % (2012: mit anderen 54,9 %)
- Vereinte Nationale Bewegung (Ertiani Natsionaluri Modzraoba, ENM), liberalkonservativ, IDU, EVP (Beobachter), 27,1 % (40,4 %)
- Allianz der Patrioten Georgiens (Sakartvelos Patriotta Aliansi, SPA), nationalkonservativ, 5,0 % (gegründet 2012)
- Freie Demokraten (T’avisup’ali Demokratebi, TD), liberal, ALDE (assoziiert), 4,6 % (2012: Teil der Koalition Georgischer Traum)
- Demokratische Bewegung – Vereintes Georgien (Demokratiuli Modzraoba – Ert’iani Sak’art’velo, DMES), konservativ, christdemokratisch, 3,5 % (-)
  - Christlich-Demokratische Bewegung (K’ristianul-demokratiuli modzraoba, KDM), christdemokratisch, gesellschaftspolitisch konservativ, ECPM, schloss sich 2014 der DMES an (2012: 2,1 %)
- Staat für das Volk (Sakhelmtsip'o khalkhist'vis, SX), christdemokratisch, konservativ, 3,4 % (gegründet 2016)
  - Neue Rechte (Akhali Memarjvneebi, AM), konservativ, (2012: 0,4 %)
- Georgische Arbeiterpartei (Sarkatvelos Leoboristuli Partia, SLP), sozialistisch, 3,1 % (1,2 %)
- Republikanische Partei Georgiens (Sak’art’velos Respublikuri Partia, SRP), liberal, LI, ALDE (assoziiert), 1,5 % (2012: Teil der Koalition Georgischer Traum)
- Nationales Forum (Erovnuli P'orumi, EP), nationalistisch, pro parlamentarische Republik, 0,8 % (2012: Teil der Koalition Georgischer Traum)
- Die Industrie wird Georgien retten (Mretsveloba Gadaarchens Sak'art'velos, MGS), konservativ, 0,7 % (2012: Teil der Koalition Georgischer Traum)

## Ghana
Wahldemokratie (Zwei-Parteien-System);
Wahl von 2020 (2016); Mehrheitswahlrecht
- New Patriotic Party (NPP), liberalkonservativ, IDU, 50,4 %/137 Sitze (52,5 %/169 Sitze)
- National Democratic Congress (NDC), sozialdemokratisch, PA, SI, 46,2 %/137 Sitze (42,3 %/106 Sitze)
- Unabhängige, 2,3 %/1 Sitz (2,2 %/kein Sitz)

## Grenada
Wahldemokratie (Zweiparteiensystem); Wahl von 2022 (2018); Mehrheitswahlrecht
- National Democratic Congress (NDC), sozialdemokratisch, PA, 51,9 %/9 Sitze (40,5 %/kein Sitz)
- New National Party (NNP), konservativ, IDU, 47,8 %/6 Sitze (58,9 %/15 Sitze)

## Griechenland
Wahldemokratie; Wahl von Juni 2023 (Mai 2023); 3-%-Klausel
- Nea Dimokratia (ND; Neue Demokratie), liberalkonservativ, christdemokratisch, IDU, CDI, EVP, 40,6 % (40,8 %)
- Synaspismos Rizospastikis Aristeras – Proodeftiki Symmachia (SYRIZA-PS; Koalition der Radikalen Linken – Progressive Allianz), demokratisch sozialistisch, EL, 17,8 % (20,1 %)
- Panellinio Sosialistiko Kinima - Kinima Allagis (PASOK-KINAL; Panhellenische Sozialistische Bewegung – Bewegung für den Wandel), sozialdemokratisch, PA, SI, SPE, 11,8 % (11,5 %)
- Kommounistiko Komma Elladas (KKE; Kommunistische Partei Griechenlands), kommunistisch, marxistisch-leninistisch, IMCWP, EKA, 7,7 % (7,2 %)
- Spartiates (SPARTIATES; Spartiaten), nationalistisch, rechtsextrem, 4,7 % (Mai 2023: nicht angetreten)
- Elliniki Lysi (EL; Griechische Lösung), nationalkonservativ, 4,4 % (4,4 %)
- Dimokratiko Patriotiko Kinima - NIKI (NIKI; Demokratische Patriotische Bewegung – SIEG), nationalkonservativ, christlich rechts, 3,7 % (2,9 %)
- Plefsi Eleftherias (PE; Kurs der Freiheit), sozialistisch, linkspopulistisch, 3,2 % (2,9 %)
- Metopo Evropaikis Realistikis Anypakois (MeRA25; Front für Europäischen Realistischen Ungehorsam), demokratisch sozialistisch, DiEM25, 2,5 % (2,6 %)

## Großbritannien und Nordirland
Wahldemokratie; Wahl von 2024 (2019); Mehrheitswahlrecht, 650 Sitze
- Labour Party (LAB), sozialdemokratisch, PA, SI (Beobachter), SPE, 33,7 %/412 Sitze (32,2 %/201 Sitze)
- Conservative and Unionist Party (CON), konservativ, wirtschaftsliberal, EU-skeptisch, IDU, 23,7 %/121 Sitze (43,6 %/372 Sitze)
- Reform UK (REFORM; bis 2021 Brexit Party (BREXIT)), EU-skeptisch, rechtspopulistisch, 14,3 %/5 Sitze (2,0 %/kein Sitz)
- Liberal Democrats (LD), liberal, sozialliberal, LI, ALDE, 12,2 %/72 Sitze (11,5 %/8 Sitze)
- Green Party (GRN), grün, 6,7 %/4 Sitze (2,7 %/1 Sitz)
  - Green Party of England and Wales (GPEW), England und Wales, grün, GG, EGP, 4 Sitze (1 Sitz)
  - Scottish Green Party (SGP), Schottland, grün, separatistisch, GG, EGP
  - Green Party in Northern Ireland (GPNI), Nordirland, grün, GG, EGP
- Scottish National Party (SNP), Schottland, separatistisch, sozialdemokratisch, EFA, 2,5 %/9 Sitze (3,9 %/48 Sitze)
- Unabhängige, 2,0 %/6 Sitze (0,6 %/kein Sitz)
- Plaid Cymru – Party of Wales (PC), Wales, separatistisch, sozialdemokratisch, EFA, 0,7 %/4 Sitze (0,5 %/2 Sitze)

Nur in Nordirland
- Sinn Féin (SF), irisch republikanisch, demokratisch sozialistisch, 0,7 %/7 Sitze (0,6 %/7 Sitze)
- Democratic Unionist Party (DUP), unionistisch, nationalkonservativ, gesellschaftskonservativ, 0,6 %/5 Sitze (0,8 %/8 Sitze)
- Alliance Party of Northern Ireland (APNI), liberal, LI, ALDE (assoziiert), 0,4 %/1 Sitz (0,4 %/1 Sitz)
- Ulster Unionist Party (UUP), unionistisch, konservativ, EKR (Partner), 0,3 %/1 Sitz (0,3 %/kein Sitz)
- Social Democratic and Labour Party (SDLP), irisch republikanisch, sozialdemokratisch, SI (Beobachter), SPE, 0,3 %/2 Sitze (0,4 %/2 Sitze)
- Traditional Unionist Voice (TUV), unionistisch, nationalkonservativ, gesellschaftskonservativ, 0,2 %/1 Sitz (nicht angetreten)

### Landesteile

#### Nordirland
Wahl von 2022 (2017); Präferenzwahlsystem
- Sinn Féin (SF), irisch republikanisch, demokratisch sozialistisch, 29,0 %/27 Sitze (27,9 %/27 Sitze)
- Democratic Unionist Party (DUP), unionistisch, nationalkonservativ, gesellschaftskonservativ, 21,3 %/25 Sitze (28,1 %/28 Sitze)
- Alliance Party of Northern Ireland (APNI), liberal, LI, ALDE (assoziiert), 13,5 %/17 Sitze (9,1 %/8 Sitze)
- Ulster Unionist Party (UUP), unionistisch, konservativ, EKR (Partner), 11,2 %/9 Sitze (12,9 %/10 Sitze)
- Social Democratic and Labour Party (SDLP), irisch republikanisch, sozialdemokratisch, SI (Beobachter), SPE, 9,1 %/8 Sitze (11,9 %/12 Sitze)
- Traditional Unionist Voice (TUV), unionistisch, nationalkonservativ, gesellschaftskonservativ, 7,6 %/1 Sitz (2,6 %/1 Sitz)
- Unabhängige, 2,9 %/2 Sitze (1,8 %/1 Sitz)
- Green Party in Northern Ireland (GPNI), grün, GG, EGP, 1,9 %/0 Sitze (2,3 %/2 Sitze)
- Aontú (AON; Einheit), irisch republikanisch, gesellschaftskonservativ, 1,5 %/0 Sitze (gegründet 2019)
- People Before Profit (PBP), sozialistisch, trotzkistisch, irisch republikanisch, 1,1 %/1 Sitz (1,8 %/1 Sitz)

#### Schottland
Wahl von 2021 (2016)
- Scottish National Party (SNP), separatistisch, sozialdemokratisch, EFA, 40,3 %/64 Sitze (41,7 %/63 Sitze)
- Scottish Conservative and Unionist Party (CON), konservativ, wirtschaftsliberal, EU-skeptisch, IDU, 23,5 %/31 Sitze (22,9 %/31 Sitze)
- Scottish Labour Party (LAB), sozialdemokratisch, PA, SI (Beobachter), SPE, 17,9 %/22 Sitze (19,1 %/24 Sitze)
- Scottish Green Party (SGP), grün, separatistisch, GG, EGP, 8,1 %/8 Sitze (6,6 %/6 Sitze)
- Scottish Liberal Democrats (LD), liberal, sozialliberal, LI, ALDE, 5,1 %/4 Sitze (5,2 %/5 Sitze)

#### Wales
Wahl von 2021 (2016)
- Welsh Labour Party (LAB), sozialdemokratisch, PA, SI (Beobachter), SPE, 36,2 %/30 Sitze (31,5 %/29 Sitze)
- Welsh Conservative Party (CON), konservativ, wirtschaftsliberal, EU-skeptisch, IDU, 25,1 %/16 Sitze (18,8 %/11 Sitze)
- Plaid Cymru (PC), separatistisch, sozialdemokratisch, EFA, 20,7 %/13 Sitze (20,8 %/12 Sitze)
- Wales Green Party (WGP), grün, GG, EGP, 4,4 %/0 Sitze (3,0 %/0 Sitze)
- Welsh Liberal Democrats (LD), liberal, sozialliberal, LI, ALDE, 4,3 %/1 Sitz (6,5 %/1 Sitz)
- UK Independence Party (UKIP), EU-skeptisch, rechtspopulistisch, wirtschaftsliberal, 1,6 %/0 Sitze (13,0 %/7 Sitze)

### Britische Überseegebiete

#### Anguilla
Wahl von 2020 (2015); Mehrheitswahl, davon 7 Abgeordnete in Einzelwahlkreisen und 2020 4 landesweit
- Anguilla Progressive Movement (APM; bis Okt. 2019 Anguilla United Movement (AUM)), liberal, progressiv, zentristisch, 44,6 %/7 Sitze (38,2 %/0 Sitze)
- Anguilla United Front (AUF), liberalkonservativ, 37,0 %/4 Sitze (54,5 %/6 Sitze)
- Unabhängige, 18,5 %/0 Sitze (5,9 %/1 Sitz)

#### Bermuda
Wahl von 2020 (2017); Mehrheitswahlrecht
- Progressive Labour Party (PLP), sozialdemokratisch, 62,1 %/30 Sitze (58,9 %/24 Sitze)
- One Bermuda Alliance (OBA), konservativ, 32,3 %/6 Sitze (40,6 %/12 Sitze)
- Free Democratic Movement (FDM), liberal, 5,4 %/0 Sitze (gegründet 2020)

#### Britische Jungferninseln
Wahl von 2023 (2019); Mehrheitswahl, davon 9 Abgeordnete in Einzelwahlkreisen und 4 landesweit
- Virgin Islands Party (VIP), konservativ, 33,5 %/6 Sitze (46,5 %/8 Sitze)
- Progressive Virgin Islands Movement (PVIM), sozialdemokratisch, 30,5 %/3 Sitze (17,4 %/1 Sitz)
- National Democratic Party (NDP), sozialdemokratisch, 26,7 %/3 Sitze (28,2 %/3 Sitze)
- Progressives United (PU), konservativ, 1,0 %/1 Sitz (3,9 %/1 Sitz)

#### Cayman Islands
Wahl von 2021 (2017); Mehrheitswahlrecht
- Unabhängige, 79,1 %/12 Sitze (44,7 %/9 Sitze)
- People’s Progressive Movement (PPM), sozialdemokratisch, 19,6 %/7 Sitze (31,2 %/7 Sitze)
- Cayman Islands People's Party (CIPP), liberal, 1,3 %/kein Sitz (gegründet 2020)
- Cayman Democratic Party (CDP), konservativ, aufgelöst 2021 (24,1 %/3 Sitze)

#### Gibraltar
Wahl von 2023 (2019); Blockwahl
- Alliance (GSLP/Libs), sozialdemokratisch, liberal, 50,0 %/9 Sitze (52,5 %/10 Sitze)
  - Gibraltar Socialist Labour Party (GSLP), sozialdemokratisch, 35,4 %/7 Sitze (37,0 %/7 Sitze)
  - Liberal Party of Gibraltar (Libs), liberal, sozialliberal, LI, ALDE (assoziiert), 14,6 %/2 Sitze (15,5 %/3 Sitze)
- Gibraltar Social Democrats (GSD), konservativ, 48,1 %/8 Sitze (25,6 %/6 Sitze)
- Together Gibraltar (TG), sozialliberal, ökologisch, nicht angetreten (20,5 %/1 Sitz)

#### Montserrat
Wahl von 2024 (2019); Blockwahl der neun stimmenstärksten Kandidaten
- United Alliance (UA), Mitte-rechts, 38,7 %/5 Sitze (gegründet 2024)
- People’s Democratic Movement (PDM), sozialdemokratisch, 28,9 %/3 Sitze (29,9 %/3 Sitze)
- Movement for Change and Prosperity (MCAP), Mitte-rechts, 27,7 %/1 Sitz (42,7 %/5 Sitze)
- Unabhängige, 4,5 %/kein Sitz (17,1 %/1 Sitz)

#### Turks- und Caicosinseln
Wahl von 2021 (2016); Mehrheitswahl, davon 10 Abgeordnete in Einzelwahlkreisen und 5 landesweit
- Progressive National Party (PNP), konservativ, 56,1 %/14 Sitze (36,7 %/5 Sitze)
- People’s Democratic Movement (PDM), sozialliberal, IDU-Regionalorganisation, 40,7 %/1 Sitz (48,0 %/10 Sitze)

### Kronbesitzungen der britischen Krone

#### Guernsey
Wahl von 2020 (2016); Mehrheitswahlrecht
- Unabhängige, 62,61 %/22 Sitze (100 %/38 Sitze)
- Future Guernsey, Politische Mitte, 24,02 %/10 Sitze (gegründet 2020)
- Guernsey Party, konservativ, 10,01 %/6 Sitze (gegründet 2020)
- Alliance Party Guernsey, 3,36 %/0 Sitze (gegründet 2020)

#### Isle of Man
Wahl von 2021 (2016); Mehrheitswahlrecht mit Zweipersonenwahlkreisen
- Unabhängige, 86,3 %/21 Sitze (91,7 %/21 Sitze)
- Liberal Vannin (LibVan), liberal, 5,3 %/1 Sitz (6,4 %/3 Sitze)
- Manx Labour Party (MLP), sozialdemokratisch, 5,1 %/2 Sitze (1,4 %/0 Sitze)
- Isle of Man Green Party (GP), grün, 3,3 %/0 Sitze (2016: nicht angetreten)

#### Jersey
Wahl von 2022 (2018); Mehrheitswahlrecht, gewählt werden 37 Abgeordnete und 12 Connétables (Gemeindevorsteher).
- Unabhängige, 31 Sitze (44 Sitze)
- Better Way, eine Gruppe unabhängiger Kandidaten mit ähnlichen Prinzipien, 4 Sitze (gegründet 2022)
- Reform Jersey, sozialdemokratisch, 10 Sitze (5 Sitze)
- Jersey Liberal Conservatives, Liberaler Konservatismus, 2 Sitze (gegründet 2021)
- Progress Party, Politische Mitte, Catch-all-Partei, 1 Sitz (gegründet 2021)
- Jersey Alliance, Mitte-rechts, 1 Sitz (gegründet 2021)

## Guatemala
Wahldemokratie; Wahl von 2019 (2015)
- Unidad Nacional de la Esperanza (UNE), sozialdemokratisch, SI, COPPPAL, 17,9 % (14,8 %)
- Vamos por una Guatemala diferente (VAMOS), konservativ, wirtschaftsliberal, 8,0 % (gegründet 2017)
- Unión del Cambio Nacional (UCN), konservativ liberal, 5,5 % (5,4 %)
- Movimiento Semilla (SEMILLA), sozialdemokratisch, anti Korruption, direktdemokratisch, 5,2 % (gegründet 2018)
- Frente de Convergencia Nacional (FCN NACION), nationalkonservativ, 5,2 % (8,8 %)
- Bienestar Nacional (BIEN), Mitte-rechts, 4,8 % (2015: nicht angetreten)
- Visión con Valores (VIVA), liberalkonservativ, 4,7 % (3,7 %)
- Partido Humanista de Guatemala (PHG), humanistisch, säkular, 4,7 % (gegründet 2018)
- Valor (VALOR), nationalkonservativ, 4,6 % (gegründet 2017)
- Compromiso, Renovación y Orden (CREO), konservativ liberal, 4,4 % (2015: mit UNIONISTA 5,7 %)
- Todos (TODOS), humanistisch, zentristisch, 4,4 % (9,7 %)
- Winaq (WINAQ), ethnisch (Indigene), demokratisch sozialistisch, FSP, 3,5 % (2015: mit URNG 4,3 %)
- Prosperidad Ciudadana (PC), Mitte-rechts, 3,3 % (gegründet 2018)
- Movimiento para la Liberación de los Pueblos (MLP), ethnisch (Indigene), sozialistisch, 2,9 % (gegründet 2018)
- Partido Unionista (UNIONISTA), konservativ, IDU, 2,9 % (2015: mit CREO 5,7 %)
- Unidad Revolucionaria Nacional Guatemalteca (URNG), sozialistisch, COPPPAL, FSP, 2,8 % (2015: mit Winaq 4,3 %)
- Partido de Avanzada Nacional (PAN), konservativ, 2,7 % (3,4 %)
- Victoria (VICTORIA), konservativ, 2,5 % (2015: nicht angetreten)
- Fuerza (FUERZA), nationalistisch, zentristisch, 1,9 % (2,1 %)
- Encuentro por Guatemala (EG), ethnisch (Indigene), sozialdemokratisch, 1,8 % (6,2 %)
- Podemos (PODEMOS; bis 2018 Movimiento Reformador (MR)), konservativ liberal, 1,7 % (0,8 %)
- Convergencia CPO-CRD (CONVERGENCIA), sozialistisch, FSP, 1,2 % (3,8 %)
- Libertad Democrática Renovada (LIDER), zentristisch, populistisch, COPPPAL, aufgelöst 2016 (19,1 %)
- Partido Patriota (PP), konservativ liberal, aufgelöst 2017 (9,4 %)

## Guinea
Keine Wahldemokratie; Wahl von 2013
- Rassemblement du peuple de Guinée (RPG ARC EN CIEL), sozialdemokratisch, PA, SI, 46,3 %
- Union des forces démocratiques de Guinée (UFDG), liberal, LI, 30,5 %
- Union des forces républicaines (UFR), liberal, LI, 7,0 %
- Parti de l’espoir pour le développement national (PEDN), 2,6 %
- Union pour la Guinée (UPG), 1,7 %
- Rassemblement pour le développement intégré de la Guinée (RDIG), 1,6 %
- Guinée pour tous (GPT), 1,5 %
- Union pour le progrès et le renouveau (UPR), 1,1 %
- Union guinéenne pour la démocratie et le développement (UGDD), 1,1 %
- Parti du travail et de la solidarité (PTS), 1,0 %
- Nouvelle génération pour la république (NGR), 0,8 %
- Parti guinéen pour la renaissance et le progrès (PGRP), 0,7 %
- Guinée unie pour le développement (GUD), 0,6 %
- Génération pour la réconciliation, l’union et la prospérité (GRUP), 0,6 %
- Parti national pour le renouveau (PNR), 0,6 %

## Guinea-Bissau
Keine Wahldemokratie; Wahl von 2019 (2014)
- Partido Africano da Independência da Guiné e Cabo Verde (PAIGC), demokratisch sozialistisch, linksnationalistisch, SI (assoziiert), 35,2 % (47,3 %)
- Partido para a Renovação Social (PRS), sozialdemokratisch, CDI, 21,1 % (31,1 %)
- Movimento para Alternância Democrática (MADEM G.-15), sozialdemokratisch, demokratisch sozialistisch, 21,1 % (2018 von PAIGC abgespalten)
- Assembleia do Povo Unido – Partido Democrático da Guiné-Bissau (APU-PDGB), zentristisch, populistisch, 8,5 % (gegründet 2014)
- Partido de Convergência Democrática (PCD), 1,6 % (3,4 %)
- Partido da Nova Democracia (PND), 1,5 % (4,9 %)
- União para a Mudança (UM), progressiv, 1,4 % (1,9 %)

## Guyana
Wahldemokratie; Wahl von 2020 (2015)
- People’s Progressive Party/Civic (PPP/C), demokratisch sozialistisch, 50,7 % (49,2 %)
- A Partnership for National Unity + Alliance for Change (APNU+AFC), 47,3 % (50,3 %)
  - People’s National Congress Reform (PNCR), sozialistisch
  - Guyana Action Party (GAP), ethnisch (Indigene), links
  - National Front Alliance (NFA)
  - Working People’s Alliance (WPA), demokratisch sozialistisch, sozialdemokratisch
  - Alliance for Change (AFC), multiethnisch, reformistisch
- Joinder of Lists: A New and United Guyana, Liberty and Justice Party & The New Movement (ANUG, LJP & TNM), 1,1 % (gegründet 2020)
  - Liberty and Justice Party (LJP), 0,6 % (neu gegründet)
  - A New and United Guyana (ANUG), 0,5 % (neu gegründet)
  - The New Movement (TNM), 0,1 % (neu gegründet)

## Honduras
keine Wahldemokratie; Wahlen von 2017 (2013)
- Partido Nacional de Honduras (PNH), konservativ, christdemokratisch, IDU, CDI (Beobachter), 47,7 % (33,6 %)
- Libertad y Refundación (LIBRE), demokratisch sozialistisch, COPPPAL, FSP, 23,4 % (27,5 %)
- Partido Liberal de Honduras (PLH), liberal, LI, COPPPAL, 20,3 % (17,0 %)
- Partido Innovación y Unidad (PINU), sozialdemokratisch, 3,1 % (1,8 %)
- Alianza Patriótica Hondureña, konservativ, 3,1 % (1,0 %)
- Partido Anticorrupción de Honduras (PAC), anti Korruption, 0,8 % (15,2 %)
- Partido Demócrata Cristiano de Honduras (PDCH), christdemokratisch, CDI-Regionalorganisation, 0,8 % (1,6 %)
- Partido Unificación Democrática (PUD), sozialistisch, kommunistisch, 0,8 % (1,7 %)

## Indien
Wahldemokratie;
Wahlen von 2014 (2009); Mehrheitswahlrecht
- National Democratic Alliance (NDA)
  - Bharatiya Janata Party (BJP), hinduistisch-konservativ, Hindu-nationalistisch, wirtschaftsliberal, 31,0 %/282 Sitze (18,8 %/116 Sitze)
  - Telugu Desam Party (TDP), Andhra Pradesh, regionalistisch, 2,6 %/16 Sitze (2009: in der Third Front 2,5 %/6 Sitze)
  - Shiv Sena (SHS), Maharashtra, Hindu-nationalistisch, Marathi-nationalistisch, 1,9 %/18 Sitze (1,6 %/11 Sitze)
  - Shiromani Akali Dal (SAD), Sikhs, religiös, 0,7 %/4 Sitze (1,0 %/4 Sitze)
  - Lok Janshakti Party (LJP), Bihar, 0,4 %/6 Sitze (2009: in der Fourth Front: 0,5 %/kein Sitz)
- United Progressive Alliance (UPA)
  - India National Congress (INC), progressiv, sozialdemokratisch, populistisch, sozialliberal, 19,3 %/44 Sitze (28,6 %/206 Sitze)
  - Rashtriya Janata Dal (RJD), Bihar, populistisch, 1,3 %/4 Sitze (2009: in der Fourth Front 1,3 %/4 Sitze)
- Left Front (2009: in der Third Front 7,5 %)
  - Communist Party of India – Marxist (CPI-M), kommunistisch, 3,3 %/9 Sitze (5,3 %/16 Sitze)
  - Communist Party of India (CPI), kommunistisch, 0,8 %/1 Sitz (1,4 %/4 Sitze)
- Asom Gana Parishad (AGP), regionalistische Partei im Bundesstaat Assam
- Bahujan Samaj Party (BSP), Dalit, sozialistisch, 4,1 %/kein Sitz (2009: in der Third Front 6,2 %/21 Sitze)
- All India Trinamool Congress (AITC), Westbengalen, sozialistisch, linksnational, 3,8 %/34 Sitze (2009: in der UPA 3,2 %/19 Sitze)
- Samajwadi Party (SP), Uttar Pradesh, sozialistisch, 3,4 %/5 Sitze (2009: in der Fourth Front 3,4 %/23 Sitze)
- All India Anna Dravida Munnetra Kazhagam (AIADMK), Tamil Nadu, populistisch, sozialdemokratisch, 3,3 %/37 Sitze (2009: in der Third Front 1,7 %/9 Sitze)
- YSR Congress Party, Andhra Pradesh, 3,3 %/9 Sitze (2011 gegründet)
- Aam Aadmi Party, anti-Korruption, 2,1 %/4 Sitze (2012 gegründet)
- Biju Janata Dal, Orissa, populistisch, sozialdemokratisch, 1,7 %/20 Sitze (2009: in der Third Front 1,6 %/14 Sitze)
- Dravida Munnetra Kazhagam (DMK), Tamil Nadu, populistisch, sozialdemokratisch, 1,7 %/kein Sitz (2009: in der UPA 1,8 %/18 Sitze)
- Nationalist Congress Party (NCP), populistisch, 1,6 %/6 Sitze (2009: in der UPA 2,0 %/9 Sitze)
- Bharat Rashtra Samithi (BRS), Telangana, 1,2 %/11 Sitze (2009: in der NDA 0,6 %/2 Sitze)
- Janata Dal (United) (JD(U)), hinduistisch-konservativ, 1,1 %/2 Sitze (2009: in der NDA 1,5 %/20 Sitze)

## Indonesien
Wahldemokratie;
Wahlen von 2014 (2009)
- Partai Demokrasi Indonesia Perjuangan (PDIP; Demokratische Partei des Kampfes), säkular, national, populistisch, sozialdemokratisch, PA, LI-Regionalorganisation, 19,0 % (14,0 %)
- Partai Golongan Karya (Golkar), säkular, national, wirtschaftsliberal, CDI-Regionalorganisation, 14,8 % (14,5 %)
- Partai Gerakan Indonesia Raya (Gerindra), säkular, nationalistisch, populistisch, 11,8 % (4,5 %)
- Partai Demokrat (PD; Demokratische Partei), säkular, national, liberalkonservativ, 10,2 % (20,9 %)
- Partai Kebangkitan Bangsa (PKB; Nationale Erweckungspartei), moderat islamisch, zentristisch, LI-Regionalorganisation, 9,0 % (4,9 %)
- Partai Amanat Nasional (PAN; Nationale Mandatspartei), moderat islamisch, progressiv, 7,6 % (6,0 %)
- Partai Keadilan Sejahtera (PKS; Wohlstands- und Gerechtigkeitspartei), islamisch, konservativ, 6,8 % (7,9 %)
- Partai Nasdem (National-Demokratische Partei), säkular, PA, 6,7 %
- Partai Persatuan Pembangunan (PPP; Vereinigte Entwicklungspartei), islamisch, konservativ, 6,5 % (5,3 %)
- Partai Hati Nurani Rakyat (Hanura), Pancasila, nationalistisch, populistisch, 5,3 % (3,8 %)
- Partai Bulan Bintang (PBB; Partei des Halbmonds und des Sterns), islamisch, religiös konservativ, 1,5 % (1,8 %)

## Irak
keine Wahldemokratie;
Wahlen von 2010
- Irakische Nationalbewegung (Irakija), 24,7 %
  - Nationale Irakische Vereinbarung (Wifaq), säkular-nationalistisch, liberal
  - Irakische Front für Nationalen Dialog (Hiwar), nationalistisch (v. a. Sunniten)
  - Nationalbewegung für Entwicklung und Reform (al-Hal), sunnitisch
  - Al-Hadba, arabisch nationalistisch
  - Die Iraker
  - Turkmenenfront des Irak, turkmenisch nationalistisch
- Rechtsstaat-Koalition, 24,2 %
  - Islamische Dawa-Partei, islamisch konservativ (v. a. Schiiten)
- Irakische Nationalallianz, 18,2 %
  - Oberster Islamischer Rat im Irak, schiitisch islamistisch
  - Sadr-Bewegung, schiitisch islamistisch
  - Irakische Islamische Wertepartei (Al-Fadhila), schiitisch islamistisch
  - Nationale Reformentwicklung (Islah), schiitisch konservativ
  - Irakischer Nationalkongress (INC)
- Kurdistanallianz
  - Demokratische Partei Kurdistans (DPK), kurdisch nationalistisch, sozialdemokratisch
  - Patriotische Union Kurdistans (PUK), kurdisch nationalistisch, sozialdemokratisch, SI
  - Kurdische Kommunistische Partei, kommunistisch
  - Islamische Bewegung in Kurdistan, kurdisch nationalistisch, islamistisch

## Irland
Wahldemokratie; Wahlen zum Dáil Éireann 2024 (2020); Präferenzwahlsystem
- Fianna Fáil (FF), zentristisch, LI, ALDE, 21,9 %/48 Sitze (22,2 %/38 Sitze)
- Fine Gael (FG), liberalkonservativ, christdemokratisch, CDI, EVP, 20,8 %/38 Sitze (20,9 %/35 Sitze)
- Sinn Féin (SF), irisch republikanisch, demokratisch sozialistisch, 19,0 %/39 Sitze (24,5 %/37 Sitze)
- Unabhängige, 13,2 %/16 Sitze (12,2 %/19 Sitze)
- Social Democrats (SD), sozialdemokratisch, 4,8 %/11 Sitze (2,9 %/6 Sitze)
- Labour Party (LAB), sozialdemokratisch, PA, SI (Beobachter), SPE, 4,7 %/11 Sitze (4,4 %/6 Sitze)
- Aontú (AON; Einheit), irisch republikanisch, gesellschaftskonservativ, 3,9 %/2 Sitze (1,9 %/1 Sitz)
- Independent Ireland (II), konservativ, 3,6 %/4 Sitze (gegründet 2023)
- Green Party (GP), grün, GG, EGP, 3,0 %/1 Sitz (7,1 %/12 Sitze)
- People Before Profit/Solidarity (PBP-SOL; 2020: Solidarity–People Before Profit (SOL-PBP)), sozialistisch, trotzkistisch, 2,8 %/3 Sitze (2,6 %/5 Sitze)
  - People Before Profit (PBP), sozialistisch, trotzkistisch, 2,2 %/2 Sitze (1,8 %/3 Sitze)
  - Solidarity (SOL), sozialistisch, trotzkistisch, 0,6 %/1 Sitz (0,6 %/1 Sitz)
  - RISE - Revolutionary Internationalist Socialist Environmentalist, sozialistisch, trotzkistisch, FI (Beobachter), 2021 in PBF aufgegangen (0,2 %/1 Sitz)
- 100% Redress (100%RDR), Donegal, pro Schadenersatz für fehlerhafte Betonprodukte, 0,3 %/1 Sitz (gegründet 2023)
- Independents 4 Change (I4C), sozialistisch, 0,2 %/kein Sitz (0,4 %/1 Sitz)

## Island
Wahldemokratie; Wahl von 2024 (2021); Mehrpersonenwahlkreise mit Kompensationssitzen, 5-%-Hürde für Kompensationssitze
- Samfylkingin – jafnaðarmannaflokkur Íslands (S; Allianz – Sozialdemokratische Partei Islands), sozialdemokratisch, SPE (assoziiert), SAMAK, 20,8 %/15 Sitze (9,9 %/6 Sitze)
- Sjálfstæðisflokkurinn (SSF; Unabhängigkeitspartei), liberalkonservativ, EU-skeptisch, IDU, EVP (assoziiert), 19,4 %/14 Sitze (24,4 %/16 Sitze)
- Viðreisn (VIÐREISN; Erneuerung), liberal, ALDE, MG, 15,8 %/11 Sitze (8,3 %/5 Sitze)
- Flokkur fólksins (F; Partei der Leute), pro Behindertenrechte und Rentnerinteressen, MG, 13,8 %/10 Sitze (8,8 %/6 Sitze)
- Miðflokkurinn (M; Zentrumspartei), zentristisch, agrarisch, konservativ, MG, 12,1 %/8 Sitze (5,4 %/3 Sitze)
- Framsóknarflokkurinn (FSF; Fortschrittspartei), zentristisch, agrarisch, liberal, LI, MG, 7,8 %/5 Sitze (17,3 %/13 Sitze)
- Sósíalistaflokkur Íslands (SF; Sozialistische Partei Islands), sozialistisch, 4,0 %/kein Sitz (4,1 %/kein Sitz)
- Píratar (P; Piraten), direktdemokratisch, pro Urheberrechtsreform und Transparenz, PPEU, 3,0 %/kein Sitz (8,6 %/6 Sitze)
- Vinstrihreyfingin – grænt framboð (VG; Linksbewegung – Grüne Kandidatur), demokratisch sozialistisch, ökosozialistisch, feministisch, NGV, 2,3 %/kein Sitz (12,6 %/8 Sitze)

## Israel
Wahldemokratie; Wahl von 2020 (September 2019); 3,25-%-Klausel
- Likud („Zusammenschluss“), konservativ, nationalkonservativ, IDU, EKR (Regionalpartner), 29,5 %/36 Sitze (25,1 %/32 Sitze)
- Kachol Lavan („Blau Weiß“), 26,6 %/33 Sitze (26,0 %/33 Sitze)
  - Chosen LeJisra’el, zentristisch, 14 Sitze (14 Sitze)
  - Jesch Atid („Es gibt eine Zukunft“), liberal, säkular, LI (Beobachter), 13 Sitze (13 Sitze)
  - Telem (Tnua'a Leumit Mamlachtit „Nationale Staatsbewegung“), liberal, 5 Sitze (5 Sitze)
  - Unabhängiger, 1 Sitz (1 Sitz)
- Vereinte Liste, 12,7 %/15 Sitze (10,6 %/13 Sitze)
  - HaChasit haDemokratit leSchalom uleSchiwjon (Chadasch; Demokratische Front für Frieden und Gleichberechtigung), sozialistisch-kommunistische Listenverbindung, 5 Sitze (5 Sitze)
    - Maki (Kommunistische Partei), 3 Sitze
    - Unabhängige, 2 Sitze

  - Reschima Arawit Meuhedet (Ra'am; Vereinigte Arabische Liste), Araber, ethnische Partei, islamistisch, 4 Sitze (3 Sitze)
  - Tnu'a Arawit leHithadschut (Ta'al; Arabische Bewegung für Erneuerung), Araber, ethnische Partei, 3 Sitze (2 Sitze)
  - Brit Le'umit Demokratit (Balad; Nationale Demokratische Allianz), Araber, ethnische Partei, linksnationalistisch, 3 Sitze (3 Sitze)
- Hitachdut haSfardim haOlamit Schomrei Torah (Schas), Sephardim und Misrahim, jüdisch-religiös, ultraorthodox, 7,7 %/9 Sitze (7,4 %/9 Sitze)
- Jahadut haTorah haMeuchedet (JTM; Vereinte Tora-Partei), Aschkenasim, jüdisch-religiös, ultraorthodox, 6,0 %/7 Sitze (6,1 %/7 Sitze)
  - Agudat Jisra’el, jüdisch-religiös, ultraorthodox, 4 Sitze (4 Sitze)
  - Degel haTora, jüdisch-religiös, ultraorthodox, 3 Sitze (3 Sitze)
- Awoda-Gescher-Meretz, 5,8 %/7 Sitze (Sep. 2019: Awoda+Gescher 4,8 %/6 Sitze; Demokratische Union 4,3 %/5 Sitze)
  - HaAwoda (Awoda; Arbeitspartei), sozialdemokratisch, PA, SI, SPE (Beobachter), 3 Sitze (5 Sitze)
  - Gescher („Brücke“), linksliberal, 1 Sitz (1 Sitz)
  - Meretz („Energie“), sozialdemokratisch, linksliberal, grün, PA, SI, SPE (Beobachter), 2 Sitze (3 Sitze)
    - Bechira Demokratit („Die demokratische Wahl“), sozialdemokratisch, 1 Sitz (1 Sitz)
- Jisra’el Beitenu („Unser Haus Israel“), Russische Immigranten, nationalistisch, rechtspopulistisch, 5,7 %/7 Sitze (7,0 %/8 Sitze)
- Jamina („nach rechts“), 5,2 %/6 Sitze (5,9 %/7 Sitze)
  - HaJamin HeChadasch („Neue Rechte“), nationalkonservativ, wirtschaftsliberal, 3 Sitze (3 Sitze)
  - Tkuma („Wiedergeburt“), nationalistisch, jüdisch-religiös, 2 Sitze (2 Sitze)
  - haBajit haJehudi („Jüdische Heimat“), nationalistisch, jüdisch-religiös, 1 Sitz (2 Sitze)

## Italien
Wahldemokratie; Wahl zur Abgeordnetenkammer von 2022 (2018); gemischtes Wahlsystem, abgestufte Sperrklausel (10 % Koalitionen; 3 % Einzellisten; 1 % einzelne Liste innerhalb der Koalition)
- Coalizione di centrodestra, 43,8 % (37,0 %)
  - Fratelli d’Italia (FdI), nationalkonservativ, IDU, EKR, 26,0 % (4,4 %)
  - Lega per Salvini Premier (LEGA), rechtspopulistisch, regionalistisch, Patriots.eu, 8,8 % (17,4 %)
  - Forza Italia (FI), liberalkonservativ, christdemokratisch, IDU, EVP, 8,1 % (14,0 %)
  - Noi Moderati (NM; 2018: Noi con l’Italia – Unione di Centro (NcI-UdC)), christdemokratisch, liberalkonservativ, 0,9 % (1,3 %)
    - Noi con l’Italia (NcI), christdemokratisch, liberalkonservativ
    - Unione di Centro (UdC), christdemokratisch, gesellschaftskonservativ, CDI, EVP
    - Italia al Centro (IaC), liberalkonservativ, (gegründet 2022)
    - Coraggio Italia (CI), liberalkonservativ, liberal, (gegründet 2021)
- Coalizione di centrosinistra, 26,1 % (22,9 %)
  - Partito Democratico (PD), sozialdemokratisch, christsozial, PA, SPE, 19,0 % (18,7 %)
    - Articolo 1 – Movimento Democratico e Progressista (Art.1-MDP), demokratisch sozialistisch, sozialdemokratisch, 2023 aufgegangen in PD, (2018: Teil von Liberi e Uguali)
    - Partito Socialista Italiano, sozialdemokratisch, SI, SPE, (2018: Teil von Italia Europa Insieme)

  - Alleanza Verdi e Sinistra (AVS), demokratisch sozialistisch, grün, 3,6 % (gegründet 2022)
    - Europa Verde (EV; bis 2021 Federazione dei Verdi (VERDI)), grün, GG, EGP, (2018: Teil von Italia Europa Insieme)
    - Sinistra Italiana (SI), demokratisch sozialistisch, MLP, EL (Beobachter), (2018: Teil von Liberi e Uguali)

  - Più Europa (+E), liberal, ALDE, 2,8 % (2,6 %)
    - Radicali Italiani (RI), liberal, ALDE

  - Impegno Civico Luigi di Maio - Centro Democratico (IC-CD), zentristisch, 0,6 % (gegründet 2022)
    - Insieme per il Futuro (IpF), zentristisch, (gegründet 2022)
    - Centro Democratico (CD), zentristisch, (2018: Teil von Più Europa)

  - Italia Europa Insieme (INSIEME), sozialdemokratisch, grün, aufgelöst Dez. 2018 (0,6 %)
  - Civica Popolare (CP), christdemokratisch, zentristisch, nicht angetreten (0,5 %)
    - Alternativa Popolare (AP), christdemokratisch, konservativ, EVP
    - Italia dei Valori (IdV), anti Korruption, zentristisch
    - Unione per il Trentino (UpT), regionalistisch (Trentino), christdemokratisch
- MoVimento 5 Stelle (M5S), anti Korruption, direktdemokratisch, ökologisch, 15,4 % (32,7 %)
- Azione - Italia Viva - Calenda (Az-IV), liberal, 7,8 % (neu gegründet)
  - Azione (Az), liberal, ALDE, (gegründet 2019)
  - Italia Viva (IV), liberal, EDP, (gegründet 2019)
- Sud chiama Nord (ScN), Sizilien, regionalistisch, 0,8 % (gegründet 2023)
- SVP – PATT, Trentino-Südtirol, ethnisch (Deutschsprachige und Ladiner), regionalistisch, christdemokratisch, 0,4 % (2018: Teil der Coalizione di centrosinistra, 0,4 %)
  - Südtiroler Volkspartei (SVP), Südtirol, ethnisch (Deutschsprachige und Ladiner), christdemokratisch, EVP
  - Partito Autonomista Trentino Tirolese (PATT), Trentino, regionalistisch, christdemokratisch, EVP
- Liberi e Uguali (LeU), demokratisch sozialistisch, sozialdemokratisch, aufgelöst Nov. 2018 (2018: 3,4 %)

### Aostatal
Wahl von 2020 (2018); 5,7-%-Klausel
- Lega Salvini Vallée d’Aoste (LEGA), regionalistisch, rechtspopulistisch, Patriots.eu, 23,9 % (17,1 %)
- Union Valdôtaine (UV), regionalistisch, ethnisch (Französischsprachige), zentristisch, EFA, 15,8 % (19,2 %)
- Progetto Civico Progressista (PCP), sozialdemokratisch, grün, 15,3 % (gegründet 2019)
  - Rete Civica – Alliance citoyenne (RC-AC; bis 2019 Impegno Civico (IC)), regionalistisch, sozialdemokratisch, grün, (2018: 7,5 %)
  - Partito Democratico (PD), sozialdemokratisch, christsozial, PA, SPE, (2018: 5,4 %)
  - Europa Verde (VERDI), grün, GG, EGP, (gegründet 2019 als Liste, 2021 als Partei)
- Alliance Valdôtaine - Stella Alpina - Italia Viva (AV-SA-IV), regionalistisch, christdemokratisch, sozialliberal, 8,9 % (neues Wahlbündnis)
  - Alliance Valdôtaine (AV), regionalistisch, sozialliberal, grün, EFA, (gegründet 2019)
    - Union Valdôtaine Progressiste (UVP), regionalistisch, sozialliberal, 2019 in AV aufgegangen (2018: 10,6 %)
    - Autonomie Liberté Participation Écologie (ALPE), regionalistisch, sozialdemokratisch, grün, 2019 in AV aufgegangen (2018: 9,0 %)

  - Stella Alpina (SA), regionalistisch, christdemokratisch, (2018: mit PNV, 10,7 %)
  - Italia Viva (IV), liberal, EDP, (gegründet 2019)
- Vallée d’Aoste unie (VdAU), regionalistisch, sozialliberal, 8,1 % (neues Wahlbündnis)
  - Mouv’ (MOUV’), regionalistisch, sozialliberal, (2018: 7,1 %)
  - Vallée d’Aoste ensemble (ENSEMBLE), regionalistisch, zentristisch, (gegründet 2020)
- Pour l’Autonomie – Per l’Autonomia (PLA), regionalistisch, christdemokratisch, 6,4 % (gegründet 2020)
- Centro Destra Valle d’Aosta (CDVdA), konservativ, christdemokratisch, 5,7 % (2,9 %)
  - Forza Italia (FI), liberalkonservativ, christdemokratisch, IDU, EVP
  - Fratelli d’Italia (FdI), nationalkonservativ, IDU, EKR
- MoVimento 5 Stelle (M5S), anti Korruption, direktdemokratisch, ökologisch, 3,9 % (10,4 %)

### Trentino-Südtirol

#### Südtirol
Wahl von 2018 (2013)
- Südtiroler Volkspartei, (SVP), ethnisch (Deutschsprachige und Ladiner), christdemokratisch, EVP (Beobachter), 41,9 % (45,7 %)
- Team Köllensperger (TK), regionalistisch, direktdemokratisch, sozialliberal, ALDE (assoziiert), 15,2 % (gegründet 2018)
- Lega (LEGA; 2013: Lega Nord (LN) inkl. Forza Alto Adige), regionalistisch, rechtspopulistisch, Patriots.eu, 11,1 % (2,5 %)
- Verdi Grüne Vërc (VGV), grün, GG, EGP, 6,8 % (8,7 %)
- Die Freiheitlichen (F), ethnisch (Deutschsprachige), nationalkonservativ, separatistisch, 6,2 % (17,9 %)
- Süd-Tiroler Freiheit (STF), ethnisch (Deutschsprachige), separatistisch, nationalkonservativ, EFA, 6,0 % (7,2 %)
- Partito Democratico (PD), sozialdemokratisch, christsozial, PA, SPE, 3,8 % (6,7 %)
- MoVimento 5 Stelle (M5S), anti Korruption, direktdemokratisch, ökologisch, 2,4 % (2,5 %)
- L’Alto Adige nel cuore Fratelli d’Italia uniti (AAnc-FdI), nationalkonservativ, italienisch nationalistisch, 1,7 % (gegründet 2017)
  - L’Alto Adige nel cuore (AAnc), nationalkonservativ, italienisch nationalistisch, (2013: 2,1 %)
  - Fratelli d’Italia (FdI), nationalkonservativ, italienisch nationalistisch, IDU, EKR, (2013: nicht angetreten)
- BürgerUnion für Südtirol (BU; 2013 inkl. Ladins Dolomites und Wir Südtiroler), ethnisch (Deutschsprachige), nationalkonservativ, separatistisch, 1,3 % (2,1 %)

#### Trentino
Wahl von 2018 (2013); Wahlkoalitionen für die Präsidentschaft der Provinz
Koalition von Maurizio Fugatti (2013: nur LN; PT, CT + AT Diego Mosna)
- Lega (LEGA; 2013: Lega Nord (LN)), regionalistisch, rechtspopulistisch, Patriots.eu, 27,1 % (6,2 %)
- Civica Trentina (CT), regionalistisch, christdemokratisch, konservativ, 4,6 % (3,7 %)
- Progetto Trentino (PT), regionalistisch, christdemokratisch, 3,2 % (9,0 %)
- Autonomisti Popolari (AP), regionalistisch, christdemokratisch, 3,0 % (gegründet 2018)
- Forza Italia (FI), liberalkonservativ, christdemokratisch, IDU, EVP, 2,8 % (4,4 %)
- Agire per il Trentino (AGIRE), christdemokratisch, konservativ, regionalistisch, 2,1 % (gegründet 2016)
- Associazione Fassa (FASSA), ethnisch (Ladiner), christdemokratisch, 1,0 % (0,8 %)
- Administrare il Trentino (AT), regionalistisch, christdemokratisch, nicht angetreten (2,1 %)

Koalition von Giorgio Tonini (2013: Teil der Koalition von Ugo Rossi)
- Partito Democratico (PD), sozialdemokratisch, christsozial, PA, SPE, 13,9 % (22,1 %)
- Unione per il Trentino (UpT), regionalistisch, christdemokratisch, zentristisch, 4,0 % (13,3 %)
- Futura 2018 (FUTURA 2018), grün, sozialdemokratisch, 6,9 % (gegründet 2018)
  - Verdi del Trentino (VERDI), grün, GG, EGP, (2013: 1,9 %)

Koalition von Ugo Rossi
- Partito Autonomista Trentino Tirolese (PATT), regionalistisch, christdemokratisch, EVP (Beobachter), 12,6 % (17,6 %)
- Union Autonomista Ladina (UAL), ethnisch (Ladiner), nicht angetreten (1,1 %)

Koalition von Filippo Degasperi
- MoVimento 5 Stelle (M5S), anti Korruption, direktdemokratisch, ökologisch, 7,2 % (5,8 %)

## Jamaika
Wahldemokratie (Zweiparteiensystem); Wahl von 2020 (2016); Mehrheitswahlrecht
- Jamaica Labour Party (JLP), konservativ, IDU-Regionalorganisation, 57,1 %/49 Sitze (50,1 %/32 Sitze)
- People’s National Party (PNP), sozialdemokratisch, SI, COPPPAL, 42,8 %/14 Sitze (49,7 %/31 Sitze)

## Japan
Wahldemokratie;
Wahlen von 2017 (2014); Grabenwahl: 289 Sitze über Mehrheitswahl, 176 Sitze über Verhältniswahl; Stimmenanteile Mehrheitswahl/Verhältniswahl:
- Liberaldemokratische Partei (LDP, Jiyūminshutō, englisch Liberal Democratic Party of Japan), konservativ, 47,8 %/33,3 % (48,1 %/33,1 %)
- Konstitutionell-Demokratische Partei (KDP, Rikken Minshutō, engl. Constitutional Democratic Party of Japan, CDPJ, CDP etc.), linksliberal-konservativ, LI-Regionalorganisation (Beobachter), 8,5 %/19,9 % (2017 gegründet)
- Demokratische Volkspartei (DVP, Kokumin Minshutō, engl. Democratic Party for the People, DPFP), liberal-konservativ, 2018 entstanden aus großen Teilen von
  - Demokratische Fortschrittspartei (DFP, Minshintō, engl. Democratic Party, DP), liberal-konservativ, 2017 nicht als Partei angetreten, 14 Mitglieder ohne Parteinominierung gewählt (2016 gegründet)
  - Kibō no Tō („Partei der Hoffnung“, engl. Party of Hope, Kibo no To etc.), konservativ-liberal, 20,6 %/17,4 % (2017 gegründet)
- Kōmeitō (engl. Komeito), buddhistisch-zentristisch, konservativ, 1,5 %/12,5 % (1,5 %/13,7 %)
- Kommunistische Partei Japans (KPJ, Nihon Kyōsantō, engl. Japanese Communist Party, JCP), reformkommunistisch, 9,0 %/7,9 % (13,3 %/11,4 %)
- Nippon Ishin no Kai („Versammlung der Erneuerung/Restauration Japan“, engl. Nippon Ishin no Kai etc.), nationalkonservativ, wirtschaftsliberal, regionalistisch, 3,2 %/6,1 % (2015 als Ōsaka Ishin no Kai gegründet)
- Liberale Partei (Jiyūtō, engl. Liberal Party), anti-marktliberal/sozialliberal, 2017 nicht als Partei angetreten, 2 Mitglieder ohne Parteinominierung gewählt (2014 1,0 %/1,9 %)
- Sozialdemokratische Partei (Shakaiminshutō, engl. Social Democratic Party, SDP), sozialdemokratisch, SI, 1,2 %/1,7 % (0,8 %/2,5 %)

## Jemen
keine Wahldemokratie (System mit einer dominanten Partei);
Wahlen von 2003
- al-Mu'tammar al-Sha'bi al-'Am (MSA; Allgemeiner Volkskongress), autoritär-nationalistisch, 58,0 %
- at-Tadschammu' al-Yamani li l-Islah (Islah; Vereinigung für Reform), islamistisch, 22,6 %
- Hizb al-Ishtirakiya al-Yamaniya (YSP; Jemenitische Sozialistische Partei), demokratisch sozialistisch, PA, SI, 3,8 %
- al-Tantheem al-Wahdawi al-Sha'bi al-Nasseri (TWSN; Nasseristische Unionistische Volkspartei), arabisch-sozialistisch, 1,9 %
- Hizb al Baath al'Arabi al Ishtiraki (Baath; Arabische Sozialistische Baath-Partei), linksnationalistisch, 0,9 %

## Kambodscha
Keine Wahldemokratie (System mit einer dominanten Partei); Wahl von 2018 (2013); offizielle Wahlergebnisse von Opposition bestritten
- Kambodschanische Volkspartei (CPP; Kanakpak Pracheachon Kampuchea (KPK)), reformsozialistisch, autoritär, CDI, 76,8 % (48,8 %)
- Front Uni National pour un Cambodge Indépendant, Neutre, Pacifique, et Coopératif (FUNCINPEC), royalistisch, CDI, 5,9 % (3,7 %)
- Liga für Demokratie (LDP; Konabaksa Sampnth Daembi Brachathibtey), sozialliberal, 4,9 % (1,0 %)
- Khmer Will Party (KWP; Konabaksa Chhant Khmer), liberal, 3,3 % (gegründet 2018)
- Nationale Rettungspartei Kambodschas (CNRP; Kanakpak Songkruos Cheat Kampuchea), liberal, LI, verboten 2017 (44,5 %)

## Kanada
Wahldemokratie; Wahl von 2021 (2019); Mehrheitswahlrecht
- Conservative Party of Canada/Parti conservateur du Canada (CPC/PCC), konservativ, IDU, 33,7 %/119 Sitze (34,3 %/121 Sitze)
- Liberal Party of Canada/Parti libéral du Canada (LPC/PLC), liberal, LI, 32,6 %/160 Sitze (33,1 %/157 Sitze)
- New Democratic Party/Nouveau Parti démocratique (NDP/NPD), sozialdemokratisch, PA, 17,8 %/25 Sitze (16,0 %/24 Sitze)
- Bloc Québécois (BQ), Québec, separatistisch, sozialdemokratisch, linksnational, 7,6 %/32 Sitze (7,6 %/32 Sitze)
- People’s Party of Canada/Parti populaire du Canada (PPC), nationalkonservativ, rechtspopulistisch, 4,9 %/0 Sitze (1,6 %/0 Sitze)
- Green Party of Canada/Parti vert du Canada (GPC/PVC), grün, GG, 2,3 %/2 Sitze (6,5 %/3 Sitze)
- Unabhängige, 0,2 %/0 Sitze (0,4 %/1 Sitz)

### Alberta
Wahl von 2023 (2019); Mehrheitswahlrecht
- United Conservative Party (UCP), konservativ, 52,6 %/49 Sitze (54,9 %/63 Sitze)
- Alberta New Democratic Party (NDP), sozialdemokratisch, PA, 44,0 %/38 Sitze (32,7 %/24 Sitze)
- Alberta Party (AP), zentristisch, 0,7 %/kein Sitz (9,1 %/kein Sitz)

### British Columbia
Wahl von 2024 (2020); Mehrheitswahlrecht
- British Columbia New Democratic Party (NDP), sozialdemokratisch, PA, 44,9 %/47 Sitze (47,7 %/57 Sitze)
- British Columbia Conservative Party (CON), konservativ, 43,3 %/44 Sitze (1,9 %/kein Sitz)
- British Columbia Green Party (GP), grün, 8,2 %/2 Sitze (15,1 %/2 Sitze)
- British Columbia United (BCU; bis 2023 British Columbia Liberal Party (LIB)), liberal, konservativ, nicht teilgenommen (33,8 %/28 Sitze)

### Manitoba
Wahl von 2023 (2019); Mehrheitswahlrecht
- New Democratic Party of Manitoba (NDP), sozialdemokratisch, PA, 45,6 %/34 Sitze (31,4 %/18 Sitze)
- Progressive Conservative Party of Manitoba (PC), konservativ, 41,9 %/22 Sitze (47,1 %/36 Sitze)
- Manitoba Liberal Party (MLP), liberal, 10,6 %/1 Sitz (14,5 %/3 Sitze)
- Green Party of Manitoba (GPM), grün, 0,7 %/kein Sitz (6,4 %/kein Sitz)

### Neufundland und Labrador
Wahl von 2021 (2019); Mehrheitswahlrecht
- Liberal Party of Newfoundland and Labrador (LIB), liberal, LI, 48,2 %/22 Sitze (44,0 %/20 Sitze)
- Progressive Conservative Party of Newfoundland and Labrador (PC), liberalkonservativ, 38,8 %/13 Sitze (42,7 %/15 Sitze)
- New Democratic Party of Newfoundland and Labrador (NDP), sozialdemokratisch, PA, 8,0 %/2 Sitze (6,3 %/3 Sitze)
- Unabhängige, 4,6 %/3 Sitze (4,7 %/2 Sitze)

### New Brunswick
Wahl von 2024 (2020); Mehrheitswahlrecht
- New Brunswick Liberal Association/Association libérale du Nouveau-Brunswick (L), liberal, LI, 48,2 %/31 Sitze (34,3 %/17 Sitze)
- Progressive Conservative Party of New Brunswick/Parti progressiste-conservateur du Nouveau-Brunswick (PC), konservativ, 35,0 %/16 Sitze (39,3 %/27 Sitze)
- Green Party of New Brunswick/Parti vert du Nouveau-Brunswick (PVNBGP), grün, 13,8 %/2 Sitze (15,2 %/3 Sitze)
- People’s Alliance of New Brunswick/Alliance des gens du Nouveau-Brunswick (PANB/AGNB), nationalkonservativ, rechtspopulistisch, 0,9 %/kein Sitz (9,2 %/2 Sitze)

### Nova Scotia
Wahl von 2021 (2017); Mehrheitswahlrecht
- Progressive Conservative Association of Nova Scotia (PC), liberalkonservativ, 38,4 %/31 Sitze (35,7 %/17 Sitze)
- Nova Scotia Liberal Party (NSLP), liberal, LI, 36,7 %/17 Sitze (39,5 %/27 Sitze)
- Nova Scotia New Democratic Party (NSNDP), sozialdemokratisch, PA, 20,9 %/6 Sitze (21,5 %/7 Sitze)
- Unabhängige, 1,2 %/1 Sitz (0,1 %/0 Sitze)

### Ontario
Wahl von 2022 (2018); Mehrheitswahlrecht
- Progressive Conservative Party of Ontario (PC), konservativ, 40,8 %/83 Sitze (40,5 %/76 Sitze)
- Ontario Liberal Party (OLP), liberal, 23,8 %/8 Sitze (19,6 %/7 Sitze)
- Ontario New Democratic Party (NDP), sozialdemokratisch, PA, 23,7 %/31 Sitze (33,6 %/40 Sitze)
- Green Party of Ontario (GPO), grün, 6,0 %/1 Sitz (4,6 %/1 Sitz)
- Unabhängige, 0,5 %/1 Sitz (0,1 %/0 Sitze)

### Prince Edward Island
Wahl von 2023 (2019); Mehrheitswahlrecht
- Progressive Conservative Association of Prince Edward Island (PC), liberalkonservativ, 55,9 %/22 Sitze (36,7 %/13 Sitze)
- Green Party of Prince Edward Island (Green), grün, 21,6 %/2 Sitze (30,6 %/8 Sitze)
- Prince Edward Island Liberal Association (Liberal), liberal, LI, 17,2 %/3 Sitze (29,4 %/6 Sitze)
- New Democratic Party of Prince Edward Island (NDP), sozialdemokratisch, PA, 4,5 %/kein Sitz (3,0 %/kein Sitz)

### Québec
Wahl von 2022 (2018); Mehrheitswahlrecht
- Coalition avenir Québec (C.A.Q.), liberalkonservativ, autonomistisch, 40,1 %/90 Sitze (37,4 %/74 Sitze)
- Parti libéral du Québec/Quebec Liberal Party (P.L.Q./Q.L.P.), liberal, föderalistisch, 14,4 %/21 Sitze (24,8 %/31 Sitze)
- Québec solidaire (Q.S.), demokratisch sozialistisch, separatistisch, 15,4 %/11 Sitze (16,1 %/10 Sitze)
- Parti québécois (P.Q.), separatistisch, sozialdemokratisch, linksnationalistisch, COPPPAL, 14,6 %/3 Sitze (17,1 %/10 Sitze)
- Parti conservateur du Québec/Conservative Party of Québec (P.C.Q./C.P.Q.), konservativ, föderalistisch, 12,9 %/kein Sitz (1,5 %/kein Sitz)

### Saskatchewan
Wahl von 2024 (2020); Mehrheitswahlrecht
- Saskatchewan Party (SP), liberalkonservativ, 52,3 %/34 Sitze (61,1 %/48 Sitze)
- Saskatchewan New Democratic Party (NDP), sozialdemokratisch, PA, 40,4 %/27 Sitze (31,8 %/13 Sitze)

### Yukon
Wahl von 2021 (2016); Mehrheitswahlrecht
- Yukon Party (YP), konservativ, 39,3 %/8 Sitze (33,2 %/6 Sitze)
- Yukon Liberal Party (LIB), liberal, 32,4 %/8 Sitze (39,4 %/11 Sitze)
- Yukon New Democratic Party (NDP), sozialdemokratisch, PA, 28,2 %/3 Sitze (26,4 %/2 Sitze)

## Kap Verde
Wahldemokratie;
Wahlen von 2021 (2016)
- Movimento para a Democracia (MpD), zentristisch, liberal, CDI, 48,8 % (53,6 %)
- Partido Africano da Independencia de Cabo Verde (PAICV), sozialdemokratisch, SI, 38,6 % (37,5 %)
- União Caboverdiana Independente e Democrática (UCID), konservativ, christdemokratisch, 8,8 % (6,8 %)

## Kasachstan
Keine Wahldemokratie (eine dominante Partei); Wahl von 2021 (2016); 7-%-Klausel
- Nur Otan (Licht des Vaterlands), säkular, zentristisch, autoritär, 71,1 % (82,2 %)
- Aq Jol Demokratıalyq Partıasy (AQJOL; Demokratische Partei Aq Jol), konservativ liberal, 10,9 % (7,2 %)
- Qazaqstan Halyq partıasy (QHP; Volkspartei Kasachstans), kommunistisch, SKP-KPSS (Beobachter), 9,1 % (7,1 %)
- Demokratisch Patriotische Volkspartei Auyl (Auyl), sozialdemokratisch, agrarisch, 5,3 % (2,0 %)

## Kirgisistan
Wahldemokratie; Wahl von 2015 (2010); 7-%-Klausel (2010: 5-%-Klausel von allen Wahlberechtigten)
- Sozial-demokratitscheskaja partija Kyrgysstana (SDPK; Sozialdemokratische Partei Kirgistans), sozialdemokratisch, SI, 27,6 % (14,1 %)
- Respublika – Ata Jurt, liberalkonservativ, präsidialdemokratisch, 20,3 % (2010: RP+Ata Jurt 28,0 %)
  - Respublika (RP), populistisch, wirtschaftsliberal, 2014 mit Ata Jurt verschmolzen (2010: 12,6 %)
  - Ata Jurt (Vaterland), nationalkonservativ, 2014 mit RP verschmolzen (2010: 15,4 %)
- Kirgisistan, zentristisch, 13,1 % (gegründet 2015)
- Önügüü-Progress (Entwicklung-Fortschritt), zentristisch, 9,4 % (gegründet 2013)
- Bir Bol (Bleibt vereint), konservativ, präsidialdemokratisch, 8,6 % (gegründet 2014)
- Ata Meken (ATM; Heimat), sozialdemokratisch, demokratisch sozialistisch, 7,8 % (10,0 %)
- Butun Kirgisistan-Emgek (BKE; Vereinigtes Kirgistan Arbeit; 2010: Butun Kirgisistan (BK)), nationalistisch, präsidialdemokratisch, gesellschaftspolitisch konservativ, 6,1 % (8,4 %)
- Ar-Namys (ARN; Würde), konservativ, prorussisch, 0,8 % (13,8 %)

## Kolumbien
Wahldemokratie; Wahl von 2018 (2014)
- Partido Liberal Colombiano (PLC), sozialliberal, sozialdemokratisch, SI, COPPPAL, 17,1 % (17,3 %)
- Centro Democrático (CD), uribistisch, konservativ, CDI, IDU-Regionalorganisation, 16,5 % (11,6 %)
- Cambio Radical (CR), konservativ liberal, 14,8 % (9,5 %)
- Partido Social de Unidad Nacional (PSUN), liberalkonservativ, 12,7 % (19,6 %)
- Partido Conservador Colombiano (PCC), konservativ, christdemokratisch, CDI, IDU, 12,6 % (16,1 %)
- Alianza Verde (AV), grün, GG, FSP, 6,1 % (4,1 %)
- Movimiento Independiente de Renovación Absoluta (MIRA), miraistisch, christdemokratisch, 4,0 % (3,5 %)
- Polo Democrático Alternativo (PDA), demokratisch sozialistisch, COPPPAL, FSP, 3,1 % (3,5 %)
- Opción Ciudadana (OC), konservativ, wirtschaftsliberal, 2,2 % (4,0 %)
- Coalición Lista de la Decencia (DECENTES), progressiv, demokratisch sozialistisch, ethnisch (Indigene), 1,8 % (gegründet 2017)
  - Colombia Humana (CH), progressiv, FSP
  - Unión Patriótica (UP), demokratisch sozialistisch, FSP
  - Alianza Social Independiente (ASI), progressiv, ethnisch (Indigene)
  - Movimiento Alternativo Indígena y Social (MAIS), ethnisch (Indigene), progressiv

## Korea (Republik)
Wahldemokratie;
Wahlen von 2016 (2012); Grabenwahl: 47 Sitze über Parteilisten, 253 Sitze direkt in Wahlkreisen
- Deobureo-minju-Partei (더불어민주당, Deobureo-minju-dang, Demokratische Partei des Miteinanders), liberal, 121 Sitze
- Jayu-hanguk-Partei (자유한국당, Jayu-hanguk-dang, Freiheitspartei Koreas), konservativ, IDU, 117 Sitze
- Gungminui-Partei (국민의당, Partei der Bürger), liberal, 39 Sitze
- Bareun-Partei (바른정당, Bareun-jeongdang, Richtig-Partei), konservativ, 10 Sitze
- Jeongui-Partei (정의당, Jeongui-Partei, Gerechtigkeitspartei) 6 Sitze

## Kosovo
Wahldemokratie; Wahl von 2019 (2017); 5-%-Klausel (außer für Minderheitenparteien)
- Lëvizja Vetëvendosje! (LV; Bewegung Selbstbestimmung!), sozialdemokratisch, linksnationalistisch, PA, SI (Beobachter), 25,5 % (27,5 %)
  - Alternativa (A; Die Alternative), liberal, Kandidaten auf Liste LV (2017: Kandidaten auf Liste LDK-AKR)
- Lidhja Demokratike e Kosovës (LDK; Demokratische Liga des Kosovo), konservativ, EVP (Beobachter), 24,8 % (2017: mit AKR und A, 25,5 %)
- Partia Demokratike e Kosovës (PDK; Demokratische Partei des Kosovo), konservativ, 21,2 % (2017: mit AAK, NISMA u. a., 33,7 %)
- AAK-PSD Koalicioni 100 % Kosovë (AAK-PSD; AAK-PSD-Koalition 100 % Kosovo), 11,6 % (neue Wahlkoalition)
  - Aleanca për Ardhmërinë e Kosovës (AAK; Allianz für die Zukunft Kosovos), konservativ, (2017: mit PDK, NISMA u. a., 33,7 %)
  - Partia Socialdemokrate e Kosovës (PSD; Sozialdemokratische Partei des Kosovo), sozialdemokratisch, (2017: Teil der PDK-AAK-NISMA-Koalition)
- Srpska lista (SL; 2017: Građanska inicijativa Srpska lista (GiSL; Bürgerinitiative Serbische Liste)), ethnisch (Serben), 6,6 % (6,1 %)
- Nisma Socialdemokrate – Aleanca Kosova e Re – Partia e Drejtësisë (NISMA-AKR-PD; Sozialdemokratische Initiative – Allianz Neues Kosovo – Partei der Gerechtigkeit), 5,0 % (neue Wahlkoalition)
  - Nisma Socialdemokrate (NISMA; Sozialdemokratische Initiative; bis 2018 Nisma për Kosovën (Initiative für Kosovo)), sozialdemokratisch, (2017: mit PDK, AAK u. a., 33,7 %)
  - Aleanca Kosova e Re (AKR; Allianz Neues Kosovo), liberal, ALDE, LIBSEEN, (2017: mit LDK und A, 25,5 %)
  - Partia e Drejtësisë (PD; Partei der Gerechtigkeit), islamisch demokratisch, gesellschaftspolitisch konservativ, wirtschaftsliberal, (2017: Teil der PDK-AAK-NISMA-Koalition)
- Koalicija Vakat (VAKAT; Koalition Vakat), ethnisch (Bosniaken), 0,9 % (0,9 %)
- Kosova Demokratik Türk Partisi (KDTP; Türkische Demokratische Partei des Kosovo), ethnisch (Türken), konservativ, 0,8 % (1,1 %)
- Partia Liberale Egjiptiane (PLE; Ägyptische Liberale Partei), ethnisch (Balkan-Ägypter), 0,6 % (0,3 %)
- Nova demokratska stranka (NDS; Neue Demokratische Partei), ethnisch (Bosniaken), 0,5 % (0,5 %)
- Partia e Ashkalinjëve për Integrim (PAI; Partei der Aschkali für Integration), ethnisch (Aschkali), 0,4 % (0,2 %)
- Samostalna liberalna stranka (SLS; Unabhängige Liberale Partei), ethnisch (Serben), liberal, LI, 0,2 % (0,5 %)
- Partia Demokratike e Ashkanlive të Kosovës (PDAK; Demokratische Partei der Aschkali des Kosovo), ethnisch (Aschkali), 0,2 % (0,3 %)
- Jedinstvena goranska partija (JGP; Einheitliche Goranische Partei), ethnisch (Goranen), 0,1 % (0,3 %)
- Partia Rome e Bashkuar e Kosovës (PRBK; Vereinigte Roma-Partei des Kosovo), ethnisch (Roma), 0,1 % (0,1 %)

## Kroatien
Wahldemokratie; Wahl von 2016 (2015); 5-%-Klausel (im Wahlkreis, nicht landesweit)
- HDZ-HSLS-HDS (2015: Domoljubna koalicija (DK; Patriotische Koalition)), 36,3 % (33,4 %)
  - Hrvatska demokratska zajednica (HDZ; Kroatische Demokratische Gemeinschaft), konservativ, christdemokratisch, IDU, CDI, EVP
  - Hrvatska socijalno-liberalna stranka (HSLS; Kroatische Sozial-Liberale Partei), konservativ liberal, ALDE (assoziiert), LIBSEEN
  - Hrvatska demokršćanska stranka (HDS; Kroatische Christdemokratische Partei), Mittel- und Süddalmatien, christdemokratisch
- Narodna koalicija (Volkskoalition; 2015: Hrvatska raste (Kroatien wächst)), 33,8 % (33,2 %)
  - Socijaldemokratska partija Hrvatske (SDP; Sozialdemokratische Partei Kroatiens), sozialdemokratisch, PA, SI, SPE
  - Hrvatska narodna stranka – Liberalni demokrati (HNS; Kroatische Volkspartei – Liberaldemokraten), liberal, sozialliberal, ALDE, LIBSEEN
  - Hrvatska seljačka stranka (HSS; Kroatische Bauernpartei), agrarisch, christdemokratisch, EVP, (2015: Teil der Domoljubna koalicija)
  - Hrvatska stranka umirovljenika (HSU; Kroatische Rentnerpartei), pro Rentnerinteressen
- Most nezavisnih lista (MOST; Unabhängige Liste Brücke), konservativ, 9,9 % (13,5 %)
- Živi zid (ZZ; Lebende Wand), populistisch, globalisierungskritisch, EU-skeptisch, EADF, 6,2 % (4,2 %)
- Koalicija za Premijera (Koalition für den Premier), 4,0 % (neues Wahlbündnis)
  - Milan Bandić 365 – Stranka rada i solidarnosti (MB365; Milan Bandić 365 – Partei der Arbeit und Solidarität), sozialdemokratisch, (2015: 3,3 %)
  - Narodna stranka – Reformisti (NSR; Volkspartei – Reformisten), liberal, EDP, (2015: 1,5 %)
  - Blok umirovljenici zajedno (BUZ; Block Rentner gemeinsam), pro Rentnerinteressen (2015: Teil der Domoljubna koalicija)
- Istarski demokratski sabor – Dieta Democratica Istriana (IDS-DDI), regionalistisch (Istrien), sozialliberal, LI, ALDE, LIBSEEN, 2,3 % (1,8 %)
- Hrvatski demokratski sabor Slavonije i Baranje (HDSSB; Kroatische demokratische Vereinigung von Slawonien und Baranja), regionalistisch (Slawonien und Baranja), nationalistisch, 1,3 % (1,4 %)
- Hrvatska stranka prava dr. Ante Starčević (HSP AS; Kroatische Partei des Rechts Dr. Ante Starčević), nationalistisch, 0,6 % (2015: Teil der Domoljubna koalicija)
- Hrvatski laburisti – Stranka rada (HL; Kroatische Laboristen – Arbeitspartei), sozialdemokratisch, demokratisch sozialistisch, 0,3 % (2015: Teil von Hrvatska raste)

## Lesotho
Wahldemokratie; Wahl von 2022 (2017); 80 Sitze nach Mehrheitswahlrecht, 40 Sitze als Ausgleichsmandate
- Revolution for Prosperity (RFP), liberal, sozialliberal, 38,8 %/57 Sitze (gegründet 2022)
- Democratic Congress (DC), sozialdemokratisch, panafrikanistisch, 24,9 %/29 Sitze (25,9 %/30 Sitze)
- All Basotho Convention (ABC), liberal, 7,3 %/8 Sitze (40,7 %/51 Sitze)
- Basotho Action Party (BAP), sozialdemokratisch, linkspopulistisch, 5,7 %/6 Sitze (gegründet 2021)
- Alliance of Democrats (AD), sozialdemokratisch, 4,0 %/5 Sitze (7,4 %/9 Sitze)
- Movement for Economic Change (MEC), anti Korruption, 3,3 %/4 Sitze (5,1 %/6 Sitze)
- Lesotho Congress for Democracy (LCD), sozialdemokratisch, panafrikanistisch, SI (Beobachter), 2,4 %/3 Sitze (9,0 %/11 Sitze)
- Socialist Revolutionaries Party (SR), sozialistisch, 2,0 %/2 Sitze (registriert 2018)
- Basotho National Party (BNP), konservativ, christdemokratisch, IDU-Regionalorganisation, 1,4 %/1 Sitz (4,1 %/5 Sitze)
- Popular Front for Democracy (PFD), demokratisch sozialistisch, 0,9 %/1 Sitz (2,3 %/3 Sitze)
- Mpulule Political Summit (MPS), konservativ, christdemokratisch, 0,9 %/1 Sitz (registriert 2017)
- Basotho Covenant Movement (BCM), konservativ, christdemokratisch, 0,8 %/1 Sitz (gegründet 2021)
- HOPE – Mphatlalatsane (HOPE), 0,7 %/1 Sitz (registriert 2021)
- National Independent Party (NIP), konservativ, christdemokratisch, 0,7 %/1 Sitz (1,1 %/1 Sitz)
- Basutoland Congress Party (BCP), panafrikanistisch, afrikanisch sozialistisch, 0,4 %/kein Sitz (0,6 %/1 Sitz)
- Reformed Congress of Lesotho (RCL), zentristisch, sozialliberal, 0,4 %/kein Sitz (0,7 %/1 Sitz)
- Marematlou Freedom Party (MFP), konservativ, royalistisch, 0,3 %/kein Sitz (0,5 %/1 Sitz)
- Democratic Party of Lesotho (DPL), nicht teilgenommen (0,5 %/1 Sitz)

## Lettland
Wahldemokratie; Wahl von 2022 (2018); 5-%-Klausel
- Jaunā Vienotība (JV; Neue Einheit), liberalkonservativ, regionalistisch, 19,0 % (6,7 %)
  - Vienotība (V; Einheit), liberalkonservativ, EVP
  - Latgales partija (LP; Lettgallische Partei), Lettgallen, regionalistisch, ethnisch (Lettgallen)
  - Kuldīgas novadam (KN; Für den Bezirk Kuldīga), Bezirk Kuldīga, regionalistisch
  - Tukuma pilsētai un novadam (TPN; Für Stadt und Bezirk Tukums), Bezirk Tukums, regionalistisch
  - Valmierai un Vidzemei (VV; Für Valmiera und Vidzeme), Bezirk Valmiera, regionalistisch
  - Jēkabpils reģionālā partija (JRP; Regionale Partei von Jēkabpils) Bezirk Jēkabpils, regionalistisch
- Zaļo un Zemnieku Savienība (ZZS; Union der Grünen und Bauern), zentristisch, agrarisch, 12,4 % (9,9 %)
  - Latvijas Zemnieku Savienība (LZS; Lettische Bauernunion), agrarisch, zentristisch, EU-skeptisch
  - Latvijai un Ventspilij (LuV; Für Lettland und Ventspils), Ventspils, regionalistisch
  - Latvijas Sociāldemokrātiskā Strādnieku partija (LSDSP; Lettische Sozialdemokratische Arbeiterpartei), sozialdemokratisch, SPE (Beobachter), (2018: LSDSP/KDS/GKL, 0,2 %)
- Apvienotais saraksts (AS; Vereinte Liste), ökologisch, regionalistisch, 11,0 % (gegründet 2022)
  - Latvijas Zaļā Partija (LZP; Lettische Grüne Partei), ökologisch, konservativ, (2018: Teil der ZZS)
  - Latvijas Reģionu apvienība (LRA; Lettische Allianz der Regionen), regionalistisch, zentristisch, (2018: 4,2 %)
  - Liepājas partija (LP; Liepājaische Partei), Liepāja, regionalistisch, (2018: Teil der ZZS)
- Nacionālā apvienība „Visu Latvijai!“ – „Tēvzemei un Brīvībai/LNNK“ (NA; Nationale Allianz), nationalistisch, nationalkonservativ, EKR, 9,3 % (11,0 %)
- Latvija pirmajā vietā (LPV; Lettland zuerst), gesellschaftskonservativ, 6,2 % (gegründet 2021)
- Progresīvie (PRO; Progressive), grün, sozialliberal, EGP, 6,2 % (2,6 %)
- PLI (bis Juli 2023 Attīstībai/Par! (AP!; Entwicklung/Dafür!)), liberal, 5,0 % (12,0 %)
  - Latvijas attīstībai (LA; Für Lettlands Entwicklung), liberal, ALDE
  - Kustība Par! (Par!; Bewegung Dafür!), liberal, ALDE
  - Izaugsme (I; Wachstum), sozialliberal
- Sociāldemokrātiskā Partija „Saskaņa“ (SDPS; Sozialdemokratische Partei „Harmonie“), sozialdemokratisch, PA, SPE, 4,8 % (19,8 %)
  - Latvijas Sociālistiskā partija (LSP; Sozialistische Partei Lettlands), sozialistisch, kommunistisch, IMCWP, INITIATIVE
- Konservatīvie (K; Konservative; bis 2022 Jaunā konservatīvā partija (JKP; Neue Konservative Partei)), konservativ, 3,1 % (13,6 %)
- Apvienība Latvijai (APL; Allianz für Lettland), populistisch, anti Korruption, EU-skeptisch, 0,3 % (gegründet 2022)
  - Par cilvēcīgu Latviju (PCL; Für ein humanes Lettland; bis 2021 Kam pieder valsts? (KPV LV; Wem gehört der Staat?)), populistisch, anti Korruption, EU-skeptisch, (2018: 14,3 %)
  - Nacionālā Savienība „Taisnīgums“ (NST; Nationale Union "Gerechtigkeit), nationalistisch, rechtsextrem, (2018: nicht angetreten)

## Liberia
Wahldemokratie; Wahl zum Repräsentantenhaus von 2017 (2011); Mehrheitswahlrecht
- Unabhängige, 15,6 %/12 Sitze (21,0 %/9 Sitze)
- Coalition for Democratic Change (CDC), zentristisch, populistisch, nationalistisch, 15,6 %/21 Sitze (gegründet 2017)
  - Congress for Democratic Change (CDC), zentristisch, populistisch, anti Korruption, (2011: 13,7 %/11 Sitze)
  - National Patriotic Party (NPP), nationalistisch, autoritär, pro Charles Taylor, (2011: 3,6 %/3 Sitze)
  - Liberia People Democratic Party (LPDP), zentristisch, populistisch, nationalistisch, (gegründet 2015)
- Unity Party (UP), zentristisch, liberal, IDU-Regionalorganisation, 14,3 %/20 Sitze (19,0 %/24 Sitze)
- Liberty Party (LP), liberal, 8,6 %/4 Sitze (9,9 %/7 Sitze)
- People’s Unification Party (PUP), ethnisch (Indigene), 5,9 %/5 Sitze (gegründet 2014)
- All Liberian Party (ALP), pro Benoni Urey, 5,0 %/3 Sitze (neu gegründet)
- Movement for Economic Empowerment (MOVEE), 3,8 %/1 Sitz (neu gegründet)
- Movement for Democracy and Reconstruction (MDR), 3,7 %/2 Sitze (neu gegründet)
- Liberia Transformation Party (LTP), 3,2 %/1 Sitz (4,9 %/1 Sitz)
- United People’s Party (UPP), sozialistisch, 3,2 %/1 Sitz (2011: Teil von APD bzw. NDC)
- Victory for Change Party (VCP), 1,8 %/1 Sits (0,9 %/0 Sitze)
- Liberian People’s Party (LPP), panafrikanistisch, sozialistisch, 1,6 %/1 Sitz (2011: Teil von APD bzw. NDC)
- Liberian National Union (LINU), 1,3 %/1 Sitz (0,4 %/0 Sitze)
- Movement for Progressive Change (MPC), 1,3 %/0 Sitze (2,5 %/2 Sitze)
- National Democratic Coalition (NDC), UPP, LPP u. a., Mitte-links, 2017 als UPP bzw. LPP, (5,9 %/5 Sitze)
- National Union for Democratic Progress (NUDP), pro Yormie Johnson, aufgelöst (4,2 %/6 Sitze)
- Alliance for Peace and Democracy (APD), UPP & LPP, sozialistisch, panafrikanistisch, 2017 als UPP bzw. LPP (2,2 %/3 Sitze)
- Liberia Destiny Party (LDP), aufgelöst (1,1 %/1 Sitz)
- National Reformation Party (NRP), aufgelöst (0,8 %/1 Sitz)

## Libyen
Wahlen zum Allgemeinen Nationalkongress (Übergangsparlament) 2012
- Allianz der Nationalen Kräfte (Taḥāluf al-quwa al-waṭaniya), liberal, 48,1 %
- Partei für Gerechtigkeit und Aufbau (ḥizb al-ʿadāla wa-l-bināʾ), islamistisch, 10,3 %
- Union für das Vaterland (al-ittihad min ajl al-watan), Misrata, regionalistisch, 4,5 %
- Partei der Nationalen Front (hizb al-dschabha al-wataniyya), liberal, 4,1 %
- Nationale Zentrumspartei, 4,0 %
- Al-Watan-Partei (Vaterlandspartei), islamistisch, 3,5 %

## Liechtenstein
Wahldemokratie; Landtagswahl 2025 (2021); 8-%-Klausel
- Vaterländische Union (VU), christdemokratisch, 38,3 %/10 Sitze (35,9 %/10 Sitze)
- Fortschrittliche Bürgerpartei in Liechtenstein (FBP), konservativ, christdemokratisch, 27,5 %/7 Sitze (35,9 %/10 Sitze)
- Demokraten pro Liechtenstein (DpL), nationalkonservativ, wirtschaftsliberal, 23,3 %/6 Sitze (11,1 %/2 Sitze)
- Freie Liste (FL), grün, 10,9 %/2 Sitze (12,9 %/3 Sitze)

## Litauen
Wahldemokratie; Wahl von 2020 (2016); 71 Abgeordnete nach Mehrheitswahlrecht mit möglicher zweiter Runde, 70 nach Verhältniswahlrecht mit 5-%-Klausel (7 % für kombinierte Listen)
- Tėvynės sąjunga – Lietuvos krikščionys demokratai (TS-LKD; Vaterlandsunion – Litauische Christdemokraten), konservativ, christdemokratisch, IDU, EVP, 24,9 %/50 Sitze (21,7 %/31 Sitze)
- Lietuvos valstiečių ir žaliųjų sąjunga (LVŽS; Bund der Bauern und Grünen Litauens), agrarisch, zentristisch, 17,4 %/32 Sitze (21,5 %/54 Sitze)
- Darbo partija (DP; Arbeitspartei), zentristisch, ALDE, 9,4 %/10 Sitze (4,7 %/2 Sitze)
- Lietuvos socialdemokratų partija (LSDP; Litauische Sozialdemokratische Partei), sozialdemokratisch, PA, SI, SPE, 9,2 %/13 Sitze (14,4 %/17 Sitze)
- Laisvės partija (LP; Freiheitspartei), liberal, sozialliberal, ALDE, 9,1 %/11 Sitze (gegründet 2019)
- Lietuvos Respublikos liberalų sąjūdis (LRLS; Liberale Bewegung der Republik Litauen), liberal, ALDE, 6,8 %/13 Sitze (9,1 %/14 Sitze)
- Lietuvos lenkų rinkimų akcija – Krikščioniškų šeimų sąjunga (LLRA; Wahlaktion der Polen Litauens – Bund der christlichen Familien), ethnisch (Polen), christdemokratisch, EKR, 4,8 %/3 Sitze (5,5 %/8 Sitze)
- Lietuvos socialdemokratų darbo partija (LSDDP; Litauische Sozialdemokratische Arbeitspartei), sozialdemokratisch, 3,2 %/3 Sitze (gegründet 2018)
- Centro partija – tautininkai (CPT; Zentrumspartei – Nationalisten; 2016: Lietuvos centro partija (LCP; Litauische Zentrumspartei)), zentristisch, EU-skeptisch, 2,3 %/0 Sitze (2016: mit Lietuvos pensininkų partija (LPP; Litauische Pensionärspartei), 6,1 %/1 Sitz)
- Partija „Laisvė ir teisingumas“ (PLT; Partei „Freiheit und Gerechtigkeit“), konservativ liberal, 2,0 %/1 Sitz (gegründet 2020 aus PTT und LLS)
  - Partija Tvarka ir teisingumas (PTT; Partei Ordnung und Gerechtigkeit), nationalkonservativ, 2020 in PLT aufgegangen (2016: 5,3 %/8 Sitze)
  - Lietuvos laisvės sąjunga (liberalai) (LLS; Litauische Freiheitsunion (Liberale)), liberal, 2020 in PLT aufgegangen (2016: 2,1 %/0 Sitze)
- Lietuvos žaliųjų partija (LŽP; Litauische Grüne Partei), grün, zentristisch, GG, EGP, 1,6 %/1 Sitz (1,9 %/1 Sitz)
- Lietuvos sąrašas (LS; Litauische Liste), zentristisch, anti Korruption, nur Wahlkreiskandidat/0 Sitze (1,7 %/1 Sitz)
- Unabhängige, 4 Sitze (4 Sitze)

## Luxemburg
Wahldemokratie; Kammerwahl 2023 (2018)
- Chrëschtlech Sozial Vollekspartei (CSV), christdemokratisch, CDI, EVP, 29,2 % (28,3 %)
- Lëtzebuerger Sozialistesch Arbechterpartei (LSAP), sozialdemokratisch, PA, SI, SPE, 18,9 % (17,6 %)
- Demokratesch Partei (DP), liberal, LI, ALDE, 18,7 % (16,9 %)
- Alternativ Demokratesch Reformpartei (ADR), nationalkonservativ, EKR, 9,3 % (8,3 %)
- Déi Gréng (GRÉNG), grün, GG, EGP, 8,6 % (15,1 %)
- Piratepartei Lëtzebuerg (PIRATEN), direktdemokratisch, pro Urheberrechtsreform und Transparenz, PPI, PPEU, 6,7 % (6,5 %)
- Déi Lénk (LÉNK), demokratisch sozialistisch, EL, 3,9 % (5,5 %)
- Fokus (FOKUS.), zentristisch, 2,5 % (gegründet 2022)

## Malaysia
keine Wahldemokratie;
Mehrheitswahlrecht; Wahlen von 2018 (Ergebnisse von 2013)
- Pakatan Harapan (PR; Allianz der Hoffnung), (2013: Pakatan Rakyat 50,1 %)
  - Democratic Action Party (DAP), multiethnisch (v. a. Chinesen), sozialdemokratisch, PA, SI, 18,9 % (15,5 %)
  - Parti Keadilan Rakyat (PKR; People’s Justice Party), multiethnisch, zentristisch, sozialliberal, LI (Beobachter), 16,9 % (20,1 %)
  - Parti Pribumi Bersatu Malaysia (PPBM), Malaien, nationalistisch, 5,9 % (2016 abgespalten von UMNO)
  - Parti Amanah Negara (AMANAH), islamisch-demokratisch, 5,4 % (2015 abgespalten von PAS)
  - Parti Warisan Sabah (Warisan), Sabah, regionalistisch, 2,3 % (2016 gegründet)

- Barisan Nasional (BN; Nationale Front), 33,8 % (46,7 %)
  - United Malays National Organisation (UMNO), Malaien, islamisch konservativ, autoritär, 20,9 % (28,9 %)
  - Malaysian Chinese Association (MCA), Chinesen, konservativ, 5,4 (8,0 %)
  - Parti Pesaka Bumiputera Bersatu (PBB; United Bumiputera Heritage Party), Sarawak, konservativ, 1,8 % (2,1 %)
  - Malaysian Indian Congress (MIC), Inder, konservativ, 1,4 % (2,6 %)
  - Parti Gerakan Rakyat Malaysia (Gerakan; Malaysian People’s Movement Party), multiethnisch (v. a. Chinesen), zentristisch, liberal, LI (Beobachter), 1,1 % (1,4 %)
  - weitere, kleinere Parteien

- Gagasan Sejahtera (GS; Ideen des Wohlstands), 16,9 % (neues Bündnis)
  - Parti Islam Se-Malaysia (PAS; Islamist Party of Malaysia), islamistisch, 16,8 % (14,6 %)
  - weitere, kleinere Parteien

## Malta
Wahldemokratie (Zweiparteiensystem); Wahl von 2022 (2017)
- Partit Laburista (PL; Arbeiterpartei), sozialdemokratisch, SPE, 55,1 % (55,0 %)
- Partit Nazzjonalista (PN; Nationalistische Partei), christdemokratisch, konservativ, CDI, EVP, 41,7 % (43,7 %)
- ADPD – Malta’s Green Party (ADPD), grün, GG, EGP, 1,6 % (gegründet 2020)
  - Alternattiva Demokratika (AD; Demokratische Alternative), grün, 2020 in ADPD aufgegangen (2017: 0,8 %)
  - Partit Demokratiku (PD; Demokratische Partei), sozialliberal, 2020 in ADPD aufgegangen (2017: zwei Kandidaten auf Liste der PN)

## Marokko
Keine Wahldemokratie; Wahl von 2016 (2011); 395 Abgeordnete, davon 305 in Mehrpersonenwahlkreisen und 90 weibliche und junge Abgeordnete über landesweite Listen
- Parti de la justice et du développement (PJD), islamistisch, islamisch konservativ, 27,9 %/125 Sitze (22,8 %/107)
- Parti Authenticité et Modernité (PAM), royalistisch, zentristisch, 21,0 %/102 Sitze (11,1 %/47)
- Parti de l’Istiqlal (PI), nationalkonservativ, CDI, IDU, 10,7 %/46 Sitze (11,9 %/60)
- Rassemblement national des indépendants (RNI), liberal, 9,4 %/37 Sitze (11,3 %/52)
- Mouvement populaire (MP), konservativ liberal, LI, 6,8 %/27 Sitze (7,5 %/32)
- Union Socialiste des Forces Populaires (USFP), sozialdemokratisch, PA, SI, SPE (Beobachter), 6,2 %/20 Sitze (8,6 %/39)
- Parti du progrès et du socialisme (PPS), demokratisch sozialistisch, 4,7 %/12 Sitze (5,7 %/18)
- Union constitutionnelle (UC), liberalkonservativ, LI, 4,5 %/19 Sitze (5,8 %/23)
- Fédération de la gauche démocratique (FGD), demokratisch sozialistisch, 2,8 %/2 Sitze (-)
- Mouvement démocratique et social (MDS), royalistisch, Mitte-rechts, 1,3 %/3 Sitze (1,7 %/2)
- Front des forces démocratiques (FFD), demokratisch sozialistisch, 0,9 %/0 Sitze (2,8 %/1)
- Parti de l’environnement et du développement durable (PEDD), grün, 0,6 %/0 Sitze (2,3 %/2)
- Parti de l’unité et de la démocratie (PUD), konservativ, 0,4 %/1 Sitz (-/1)
- Parti de la liberté et de la justice sociale (PLJS), zentristisch, nationalistisch, 0,3 %/0 Sitze (-/1)
- Parti travailliste (PT), sozialdemokratisch, 0,1 %/0 Sitze (2,3 %/4)
- Parti de la gauche vert (PGV), ökosozialistisch, -/1 Sitz (0,7 %/1)
- Parti de l’action (PA), sozialdemokratisch, - (0,3 %/1 Sitz)
- Parti Al-Ahd Addimocrati (AHD), Mitte-rechts, - (-/2 Sitze)
- Parti du renouveau et de l’équité (PRE), liberal, - (-/2 Sitze)

## Mexiko
Wahldemokratie; Wahl von 2018 (Wahl von 2015); 3-%-Klausel für Ausgleichsmandate
- Movimiento Regeneración Nacional (MORENA), demokratisch sozialistisch, linksnationalistisch, FSP, 37,3 % (8,4 %)
- Partido Acción Nacional (PAN), konservativ, christdemokratisch, CDI, 17,9 % (21,0 %)
- Partido Revolucionario Institucional (PRI), zentristisch, sozialdemokratisch, korporatistisch, SI, COPPPAL, 16,5 % (29,2 %)
- Partido de la Revolución Democrática (PRD), demokratisch sozialistisch, sozialdemokratisch, PA, SI, COPPPAL, FSP, 5,3 % (10,9 %)
- Partido Verde Ecologista de México (PVEM), grün, konservativ, GG, 4,8 % (6,9 %)
- Movimiento Ciudadano (MC), sozialdemokratisch, PA, COPPPAL, 4,4 % (6,1 %)
- Partido del Trabajo (PT), demokratisch sozialistisch, COPPPAL, FSP, 3,9 % (2,8 %)
- Partido Nueva Alianza (PANAL), liberal, LI, 2,5 % (3,7 %)
- Partido Encuentro Social (PES), christdemokratisch, gesellschaftspolitisch konservativ, 2,4 % (3,2 %)

## Moldau
Wahldemokratie; Wahl von 2021 (2019); 51 Abgeordnete nach Mehrheitswahlrecht, 50 nach Verhältniswahlrecht mit 5-%-Klausel (2019: 6-%-Klausel)
- Partidul Acțiune și Solidaritate (PAS; Partei der Aktion und der Solidarität), liberal, IDU, EVP (Beobachter), 52,8 %/63 Sitze (2019: Teil von ACUM Platforma DA și PAS, 26,8 %/14 von 26 Sitzen)
- Blocul electoral al Comuniștilor și Socialiștilor (BeCS; Wahlblock der Kommunisten und Sozialisten), demokratisch sozialistisch, kommunistisch, EU-skeptisch, 27,2 %/32 Sitze (gegründet 2021)
  - Partidul Socialiștilor din Republica Moldova (PSRM; Partei der Sozialisten der Republik Moldau), demokratisch sozialistisch, EU-skeptisch, 22 Sitze (2019: 31,2 %/35 Sitze)
  - Partidul Comuniștilor din Republica Moldova (PCRM; Partei der Kommunisten der Republik Moldau), demokratisch sozialistisch, kommunistisch, IMCWP, EL, SKP-KPSS, 10 Sitze (2019: 3,8 %/0 Sitze)
- Partidul Politic „Șor“ (PPȘ; Politische Partei „Șor“), nationalkonservativ, EU-skeptisch, 5,7 %/6 Sitze (8,3 %/7 Sitze)
- Platforma Demnitate și Adevăr (Platforma DA; Plattform Würde und Wahrheit), anti Korruption, liberal, EVP (Beobachter), 2,3 %/0 Sitze (2019: Teil von ACUM Platforma DA și PAS, 26,8 %/12 von 26 Sitzen)
- Partidul Democrat din Moldova (PDM; Demokratische Partei Moldaus), sozialdemokratisch, PA, SI, SPE (Beobachter), 1,8 %/0 Sitze (23,6 %/30 Sitze)
- Unabhängige, 0 Sitze (3 Sitze)

## Monaco
Wahldemokratie; Wahl von 2023 (2018); 16 Sitze für Kandidaten mit den meisten Listen- und Einzelstimmen, 8 Sitze nach Verhältniswahl mit 5-%-Klausel
- Union Nationale Monégasque (L’UNION), liberal, konservativ, zentristisch, 89,6 %/24 Sitze (gegründet 2022)
  - Primo ! Priorité Monaco (PRIMO), liberal, EU-skeptisch, (2018: 57,7 %/21 Sitze)
  - Horizon Monaco (HM), konservativ, (2018: 26,2 %/2 Sitze)
  - Union Monégasque (UM), zentristisch, (2018: 16,2 %/1 Sitz)
- Nouvelles Idées pour Monaco (NIM), Mitte-links, 10,4 %/kein Sitz (gegründet 2023)

## Mongolei
Wahldemokratie; Wahl von 2020 (2016); Mehrheitswahlrecht (2020 in Zwei- und Dreipersonenwahlkreisen)
- Mongolische Volkspartei (Mongol Ardyn Nam; MAN), sozialdemokratisch, demokratisch sozialistisch, PA, SI, 44,9 %/62 Sitze (45,7 %/65 Sitze)
- Demokratische Partei (Ardčilsan Nam; AN), liberalkonservativ, IDU, 24,5 %/11 Sitze (33,5 %/9 Sitze)
- Unabhängige, 8,7 %/1 Sitz (4,8 %/1 Sitz)
- Unsere Koalition (Ta Bidnij Ėvsėl; MAChN-IZNN-MUNN), 8,1 %/1 Sitz (gegründet 2020)
  - Mongolische Revolutionäre Volkspartei (Mongol Ardyn Chuv’sgalt Nam; MAChN), sozialdemokratisch, demokratisch sozialistisch, 2021 in MAN aufgegangen, (2016: 8,1 %/1 Sitz)
  - Grüne Partei des Bürgerwillens (Irgėnij Zorig Nogoon Nam; IZNN), liberal, ökologisch, LI, (2016: 0,5 %/0 Sitze)
  - Vereinigte Partei der mongolischen Traditionen (Mongolyn Ulamžlalyn Nėgdsėn Nam; MUNN), nationalkonservativ, (2016: 0,2 %/0 Sitze)
- Neue Koalition (Šinė ėvsėl; ŠĖ), 5,3 %/0 Sitze (gegründet 2020)
  - Vereinigte Koalition gerechter Bürger (Šudarga Irgėdijn Nėgdsėn Ėvsėl; ŠINĖ), (gegründet 2019)
  - Mongolische Republikanische Partei (Mongolyn Bügd Najramdach Nam; MBNN), konservativ, (2016: 1,7 %/0 Sitze)
  - Wahre und richtige Partei (Ünėn ba zöv nam; ÜBZN), sozialdemokratisch, (gegründet 2017)
  - Mongolische Nationaldemokratische Partei (Mongol Ündėsnij Ardčilsan Nam; MÜAN), konservativ, nationalistisch, (2016: nicht angetreten).
- Wahlkoalition der richtigen Person (Zöv chün Ėlektorat ėvsėl; ZChĖĖ), sozialdemokratisch, 5,2 %/1 Sitz (gegründet 2020)
  - Nationale Arbeitspartei (Chödölmörijn Ündėsnij Nam; ChÜN), sozialdemokratisch, (2016: nicht angetreten)
  - Mongolische Sozialdemokratische Partei (Mongolyn Social Demokrat Nam; MSDN), sozialdemokratisch, (2016: 0,4 %/0 Sitze)
  - Gerechtigkeitspartei (Züj Jos nam; ZJN), sozialdemokratisch, (gegründet 2019)

## Montenegro
Wahldemokratie; Wahl von 2016 (2012); 3-%-Klausel (außer für Minderheitenparteien)
- Sigurnim korakom! (Stetiges Tempo!; 2012: Koalicija Evropska Crna Gora (Koalition „Europäisches Montenegro“)), 41,4 % (46,3 %)
  - Demokratska partija socijalista Crne Gore (DPS; Demokratische Partei der Sozialisten), sozialdemokratisch, PA, SI, SPE (assoziiert)
  - Liberalna partija Crne Gore (LPCG; Liberale Partei Montenegros), liberal, LI, ALDE, LIBSEEN
- Demokratski front (DF; Demokratische Front), 20,3 % (22,8)
  - Nova srpska demokratija (NSD; Neue Serbische Demokratie), nationalkonservativ, serbisch-montenegrinisch unionistisch
  - Pokret za promjene (PZP; Bewegung für Wechsel), liberalkonservativ, IDU
  - Demokratska narodna partija Crne Gore (DNP; Demokratische Volkspartei Montenegros), sozialdemokratisch, gesellschaftskonservativ, serbisch-montenegrinisch unionistisch, (gegründet 2015)
  - Radnička partija (RP; Arbeiterpartei), sozialistisch
- Velica koalicija Ključ (Große Koalition „Schlüssel“), 11,1 % (gegründet 2016)
  - Demokratski savez (DEMOS; Demokratische Allianz), konservativ, (gegründet 2015)
  - Socijalistička narodna partija Crne Gore (SNP; Sozialistische Volkspartei), sozialdemokratisch, gesellschaftskonservativ, (2012: 11,2 %)
  - Ujedinjena reformska akcija (URA; Vereinte Reformaktion), sozialliberal, (gegründet 2015)
- Demokratska Crna Gora (DCG; Demokratisches Montenegro), zentristisch, 10,0 % (gegründet 2015)
- Socijaldemokratska Partija Crne Gore (SDP; Sozialdemokratische Partei Montenegros), sozialdemokratisch, PA, SI, SPE (assoziiert), 5,2 % (2012: Teil von Evropska Crna Gora)
- Socijaldemokratene Crne Gore (SD; Sozialdemokraten Montenegros), sozialdemokratisch, 3,3 % (gegründet 2015)
- Bošnjačka stranka (BS; Bosniakische Partei), ethnisch (Bosniaken), 3,2 % (4,2 %)
- Pozitivna Crna Gora (PCG; Positives Montenegro), sozialliberal, 1,3 % (8,4 %)
- Albanci odlučno – Shqiptarët të vendosur (AO; Albaner entscheidend), ethnisch (Albaner), 1,3 % (2012: Parteien einzeln)
  - Nova demokratska snaga – Forca e Re Demokratike (FORCA; Neue Demokratische Kraft), ethnisch (Albaner), (2012: 1,5 %)
  - Demokratska unija albanaca – Unioni Demokratik i Shqiptarëve (DUA-UDSH; Demokratische Union der Albaner), ethnisch (Albaner), konservativ, (2012: 0,8 %)
  - Albanska alternativa – Alternativa Shqiptare (AA-ASH; Albanische Alternative), ethnisch (Albaner), (2012: Teil der AK-KSH)
- Albanska koalicija – Koalicioni Shqiptar (AK-KSH; Albanische Koalition), ethnisch (Albaner), 0,9 % (1,1 %)
  - Demokratski savez u Crnoj Gori – Lidhja Demokratike në Mal të Zi (DS u CG-LD në MZ; Demokratische Allianz in Montenegro), ethnisch (Albaner)
- Hrvatska građanska inicijativa (HGI; Kroatische Bürgerinitiative), ethnisch (Kroaten), 0,5 % (0,4 %)

## Mosambik
Keine Wahldemokratie (System mit einer dominanten Partei); Wahl von 2019 (2014)
- Frente de Libertação de Moçambique (FRELIMO), sozialistisch, SI, 71,3 % (56,0 %)
- Resistência Nacional Moçambicana (RENAMO), konservativ, CDI (Beobachter), 22,3 % (32,5 %)
- Movimento Democrático de Moçambique (MDM), liberalkonservativ, CDI, IDU-Regionalorganisation (Beobachter), 4,2 % (8,4 %)

## Namibia
Wahldemokratie (System mit einer dominanten Partei);
Wahl von 2019 (2014)
- South West Africa People’s Organisation (SWAPO), demokratisch sozialistisch, SI, 65,5 % (80,0 %)
- Popular Democratic Movement (PDM; bus 2017 Democratic Turnhalle Alliance (DTA)), konservativ, IDU, 16,6 % (4,8 %)
- Landless People’s Movement (LPM), sozialistisch, linksnationalistisch, landreformerisch, PI, 4,7 % (gegründet 2019)
- National Unity Democratic Organisation (NUDO), ethnisch (Herero), 1,9 % (2,0 %)
- All People’s Party (APP), sozialdemokratisch, 1,8 % (2,3 %)
- United Democratic Front of Namibia (UDF), zentristisch (progressiv), 1,8 % (2,1 %)
- Republican Party of Namibia (RP), konservativ, 1,8 % (0,7 %)
- Namibian Economic Freedom Fighters (NEFF), sozialistisch, linkspopulistisch, homophob, 1,7 % (0,4 %)
- Rally for Democracy and Progress (RDP), zentristisch, 1,1 % (3,5 %)
- Christian Democratic Voice Party (CDV), christlich fundamentalistisch, 0,7 % (0,3 %)
- South West African National Union (SWANU), sozialistisch, 0,6 % (0,7 %)
- Workers Revolutionary Party (WRP), kommunistisch (trotzkistisch), 0,4 % (1,5 %)
- United People’s Movement (UPM), ethnisch (Baster), regionalistisch (Rehoboth), nicht angetreten (0,7 %)

## Nepal
Wahldemokratie;
Wahlen von 2017 (2013), gemischtes Wahlrecht (165 Sitze nach Mehrheitswahl in den Wahlkreisen; 110 Sitze nach Verhältniswahl)
- Kommunistische Partei Nepals (Vereinigte Marxisten-Leninisten) (CPN-UML), kommunistisch (ML bzw. Reformkommunismus), 33,3 %/ 121 Sitze (2013: 23,7 %)
- Nepalesische Kongresspartei (NC), sozialdemokratisch, SI, 32,8 %/ 63 Sitze (2013: 25,6 %)
- Kommunistische Partei Nepals (Maoistisches Zentrum) (CPN-MC), kommunistisch (maoistisch), 13,7 %/ 53 Sitze (2013: 15,2 %)
- Rastriya Janata Party Nepal (RJPN; Nationale Volkspartei), regional (Terai), ethnisch (Madhesi und Newar), sozialdemokratisch, 5,0 %/ 17 Sitze (2017 hervorgegangen aus der Fusion von Tarai-Madhes-Loktantrik-Partei und anderen)
- Föderales Sozialistisches Forum Nepals (FSFN), ethnisch (Madhesi), föderalistisch, demokratisch sozialistisch, 4,9 %/ 16 Sitze (2015 gegründet)
- Rastriya Prajatantra Party (RPP; Nationaldemokratische Partei), Hindu-nationalistisch, konservativ, monarchistisch, IDU-Regionalorganisation, 2,1 %/ 1 Sitz (2,8 % + vorübergehende Abspaltung RPPN 6,7 %)

## Neuseeland
Wahldemokratie; Wahl von 2023 (2020); 5-%-Klausel für Ausgleichsmandate
- New Zealand National Party (NAT; National), konservativ, IDU, 38,1 %/48 Sitze (25,6 %/33 Sitze)
- New Zealand Labour Party (LAB; Labour), sozialdemokratisch, PA, 26,9 %/34 Sitze (50,0 %/65 Sitze)
- Green Party of Aotearoa New Zealand (GP; Green), grün, GG, 11,6 %/15 Sitze (7,9 %/10 Sitze)
- ACT New Zealand (ACT), liberal, 8,6 %/11 Sitze (7,6 %/10 Sitze)
- New Zealand First (NZF), rechtspopulistisch, nationalistisch, 6,1 %/8 Sitze (2,6 %/0 Sitze)
- Māori Party (MP), ethnisch (Maori), 3,1 %/6 Sitze (1,2 %/2 Sitze)

### Cookinseln
Wahl von 2022 (2018); Mehrheitswahlrecht
- Cook Islands Party (CIP), nationalistisch, liberalkonservativ, 44,1 %/12 Sitze (42,3 %/10 Sitze)
- Democratic Party (DP), liberal, sozialliberal, 26,9 %/5 Sitze (41,9 %/11 Sitze)
- Cook Islands United Party (CIUP), direktdemokratisch, protektionistisch, gesellschaftspolitisch konservativ, 18,8 %/3 Sitze (gegründet 2018)
- One Cook Islands (OCI), zentristisch, 2,7 %/1 Sitz (10,8 %/1 Sitz)
- Unabhängige, 7,3 %/3 Sitze (3,8 %/2 Sitze)

## Nicaragua
Keine Wahldemokratie; Wahl von 2016 (2011)
- Frente Sandinista de Liberación Nacional (FSLN), sozialistisch, linksnationalistisch, autoritär, FSP, 66,8 % (60,8 %)
- Partido Liberal Constitucionalista (PLC), konservativ liberal, 14,7 % (6,4 %)
- Partido Liberal Independiente (PLI), liberal, 6,6 % (31,6 %)
- Alianza Liberal Nicaragüense (ALN), liberal, 5,6 % (0,8 %)
- Partido Conservador de Nicaragua (PCN), konservativ, IDU, 4,3 % (2011: Teil der APRE)
- Alianza por la República (APRE), liberalkonservativ, 2,2 % (0,4 %)

## Königreich der Niederlande

### Niederlande
Wahldemokratie; Wahl von 2023 (2021); 0,67-%-Klausel
- Partij voor de Vrijheid (PVV), rechtspopulistisch, Patriots.eu, 23,5 % (10,8 %)
- GroenLinks-PvdA (GL-PvdA), sozialdemokratisch, grün, 15,8 % (2021: Parteien einzeln)
  - Partij van de Arbeid (PvdA), sozialdemokratisch, PA, SPE, (2021: 5,7 %)
  - GroenLinks (GL), grün, GG, EGP, (2021: 5,2 %)
- Volkspartij voor Vrijheid en Democratie (VVD), konservativ liberal, LI, ALDE, 15,2 % (21,9 %)
- Nieuw Sociaal Contract (NSC), christdemokratisch, 12,8 % (gegründet 2023)
- Democraten 66 (D66), sozialliberal, LI, ALDE, 6,3 % (15,0 %)
- BoerBurgerBeweging (BBB), agrarisch, 4,6 % (1,0 %)
- Christen Democratisch Appèl (CDA), christdemokratisch, CDI, EVP, 3,3 % (9,5 %)
- Socialistische Partij (SP), demokratisch sozialistisch, EU-skeptisch, 3,1 % (6,0 %)
- Denk (DENK), multikulturalistisch, sozialdemokratisch, 2,4 % (2,0 %)
- Partij voor de Dieren (PvdD), tierrechtlich, ökologisch, APEU, 2,3 % (3,8 %)
- Forum voor Democratie (FVD), nationalkonservativ, direktdemokratisch, ESN, 2,2 % (5,0 %)
- Staatkundig Gereformeerde Partij (SGP), christlich rechts (orthodox reformiert), gesellschaftskonservativ, ECPM, 2,1 % (2,1 %)
- ChristenUnie (CU), christdemokratisch (orthodox reformiert), gesellschaftskonservativ, ECPM, 2,0 % (3,4 %)
- Volt Nederland (Volt), europäisch föderalistisch, sozialliberal, Volt, 1,7 % (2,4 %)
- JA21, konservativ liberal, rechtspopulistisch, 0,7 % (2,4 %)
- 50PLUS (50+), pro Rentnerinteressen, EDP, 0,5 % (1,0 %)
- BIJ1, multikulturalistisch, antikapitalistisch, 0,4 % (0,8 %)

### Aruba
Wahl von 2021 (2017); 4,76-%-Klausel
- Movimiento Electoral di Pueblo (MEP), sozialdemokratisch, separatistisch, COPPPAL, 35,3 % (37,6 %)
- Arubaanse Volkspartij (AVP), christdemokratisch, CDI, 31,3 % (39,9 %)
- RAIZ, sozialdemokratisch, progressiv, 9,4 % (3,6 %)
- Movimiento Aruba Soberano (MAS), sozialdemokratisch, 8,0 % (0,5 %)
- Accion 21 (A21), sozialliberal, 5,8 % (gegründet 2020)
- Red Democratico (RED), grün, FSP, 3,0 % (7,1 %)
- Pueblo Orguyoso y Respeta (POR), Mitte-rechts, 1,1 % (9,4 %)

### Curaçao
Wahl von 2021 (2017); 4,76-%-Klausel
- Movementu Futuro Kòrsou (MFK), separatistisch, populistisch, COPPPAL, 27,8 % (19,9 %)
- Partido Alternativa Real (PAR), liberal, 13,9 % (23,3 %)
- Partido Nashonal di Pueblo (PNP), christdemokratisch, CDI, 12,4 % (3,9 %)
- Partido MAN (MAN), sozialdemokratisch, COPPPAL, 6,4 % (20,4 %)
- Kòrsou Esun Miho (KEM), sozialdemokratisch, 5,3 % (gegründet 2019)
- Trabou pa Kòrsou (TPK), zentristisch, 5,2 % (gegründet 2020)
- Partido Inovashon Nashonal (PIN), christdemokratisch, 4,4 % (5,3 %)
- Kòrsou di Nos Tur (KdNT), separatistisch, Mitte-links, 4,1 % (9,4 %)
- Movementu Progresivo (MP), christdemokratisch, 1,7 % (4,9 %)
- Pueblo Soberano (PS), separatistisch, linksnationalistisch, FSP, 1,4 % (5,1 %)

### Sint Maarten
Wahl von August 2024 (Januar 2024); 6,67-%-Klausel
- National Alliance (NA), sozialdemokratisch, 16,5 %/3 Sitze (23,9 %/4 Sitze)
- Unified Resilient Sint Maarten Movement (URSM), christdemokratisch, 16,3 %/3 Sitze (14,0 %/2 Sitze)
- Democratic Party (DP), sozialdemokratisch, 15,1 %/3 Sitze (13,6 %/2 Sitze)
- United People Party (UP), christdemokratisch, 14,9 %/2 Sitze (19,5 %/3 Sitze)
- Party for Progress (PFP), sozialdemokratisch, 14,2 %/2 Sitze (11,9 %/2 Sitze)
- Soualiga Action Movement (SAM), grün, 9,1 %/1 Sitz (gegründet Mai 2024)
- Nation Opportunity Wealth (NOW), konservativ liberal, 9,1 %/1 Sitz (10,3 %/2 Sitze)

## Niger
Wahldemokratie; Wahl von 2016 (2011)
- Parti nigérien pour la démocratie et le socialisme (PNDS Tarraya), sozialdemokratisch, PA, SI, 35,7 % (33,0 %)
- Mouvement Démocratique Nigérien pour une Fédération Africaine (MODEN/FA Lumana Africa), panafrikanistisch, 12,9 % (19,7 %)
- Mouvement national pour la société du développement (MNSD Nassara), liberalkonservativ, 10,3 % (20,6 %)
- Mouvement Patriotique pour la République (MPR Jamhuriya), 7,1 % (gegründet 2015)
- Groupement MNRD Hankuri et PSDN Alhéri, 4,2 % (neue Wahlallianz)
  - Mouvement Nigérien pour le Renouveau Démocratique (MNRD Hankuri), Mitte-links, (2011: nicht teilgenommen)
  - Parti Social Démocrate Nigérien (PSDN Alhéri), sozialdemokratisch, (2011: 0,2 %)
- Mouvement Patriotique Nigérien (MPN Kiishin Kassa), demokratisch sozialistisch, 3,3 % (gegründet 2015)
- Alliance des Mouvements pour l'Émergence du Niger (AMEN-AMIN), 3,0 % (gegründet 2015)
- Alliance nigérienne pour la démocratie et le progrès (ANDP Zaman Lahiya), ethnisch (Zarma), konservativ, 2,9 % (7,5 %)
- Rassemblement social-démocrate (RSD Gaskiya), sozialdemokratisch, 2,9 % (1,8 %)
- Congrès pour la république (CPR-Inganci), 2,6 % (gegründet 2015)
- Convention démocratique et sociale (CDS Rahama), zentristisch, sozialdemokratisch, 2,4 % (3,3 %)
- Rassemblement pour la Démocratie et le Progrès (RDP Jama’a), zentristisch, 2,4 % (6,5 %)
- Union pour la Démocratie et la République (UDR Tabbat), 2,2 % (5,4 %)
- Alliance pour le Renouveau Démocratique (ARD Adaltchi Mutuntchi), 1,5 % (0,5 %)
- Alliance Démocratique pour le Niger (ADN Fusaha), Mitte-rechts, 1,5 % (gegründet 2014)
- Parti social-démocrate (PSD Bassira), sozialdemokratisch, 0,9 % (gegründet 2015)
- Union des Nigériens Indépendants (UNI), 0,3 % (1,0 %)

## Nigeria
Wahldemokratie; Wahl von 2011; Mehrheitswahlrecht
- People’s Democratic Party (PDP), zentristisch, 46,6 %/203 Sitze
- Action Congress of Nigeria (ACN), liberal, 18,0 %/69 Sitze
- Congress for Progressive Change (CPC), progressiv, 14,8 %/38 Sitze
- All Nigeria People’s Party (ANPP), konservativ, 10,2 %/28 Sitze
- Labour Party (LP), sozialdemokratisch, 3,4 %/8 Sitze
- All Progressives Grand Alliance (APGA), progressiv, 1,7 %/7 Sitze
- Democratic People’s Party (DPP), Mitte-rechts, 1,7 %/1 Sitz
- Accord (ACCORD), populistisch, 1,2 %/5 Sitze
- People’s Party of Nigeria (PPN), 0,5 %/1 Sitz

## Nordmazedonien
Wahldemokratie; Wahl von 2020 (2016)
- Koalicija Možeme (Koalition Wir können), 35,9 % (neue Wahlkoalition)
  - Socijaldemokratski Sojuz na Makedonija (SDSM; Sozialdemokratischer Bund Mazedoniens), sozialdemokratisch, PA, SPE (assoziiert), (2016: 36,7 %)
  - Dviženje Besa (BESA; Bewegung Besa), ethnisch (Albaner), (2016: 4,9 %)
  - Liberalno-demokratska partija (LDP; Liberal-Demokratische Partei), liberal, LI, ALDE, LIBSEEN, (2016: in Koalition mit SDSM)
  - Nova socijaldemokratska partija (NSDP; Neue Sozialdemokratische Partei), sozialdemokratisch, (2016: in Koalition mit SDSM)
  - Vnatrešna makedonska revolucionerna organizacija – Narodna partija (VMRO-NP; Innere Mazedonische Revolutionäre Organisation – Volkspartei), nationalkonservativ, EKR, (2016: 2,1 %)
  - Demokratski sojuz (DS; Demokratische Union), konservativ, (2016: Teil der Koalicija za promeni i pravda (KPP; Koalition für Wandel und Gerechtigkeit), 0,8 %)
  - Demokratska Obnova na Makedonija (DOM), grün, sozialliberal, GG, EGP, (2016: in Koalition mit SDSM)
  - Türk Demokratik Partisi/Demokratska Partija na Turcite (TDP/DPT; Türkische Demokratische Partei), ethnisch (Türken), (2016: in Koalition mit VMRO-DPMNE)
  - Partija za dviženje na Turcite vo Makedonija (PDT; Partei für die Bewegung der Türken in Mazedonien), ethnisch (Türken), (2016: in Koalition mit SDSM)
  - Srpska stranka u Makedoniji (SSM; Serbische Partei in Mazedonien), ethnisch (Serben), zentristisch, (2016: in Koalition mit SDSM)
  -  Partija za pensioneri (PP; Partei für Rentner), pro Rentnerinteressen, (2016: als Partija na obedineti penzioneri i građani na Makedonija (POPGM; Partei der Vereinigten Rentner und Bürger Mazedoniens) in Koalition mit SDSM)
  - Partija za opštestven i ekonomski napredok (POEN; Partei für Sozialen und Ökonomischen Fortschritt), sozialdemokratisch, (2016: in Koalition mit SDSM)
  - Partija za evropska idnina (PEI; Partei für Europäische Zukunft), zentristisch, ethnisch (Torbeschen), (2016: in Koalition mit SDSM)
  - Sojuz na Romite od Makedonija (SRM; Union der Roma aus Mazedonien), ethnisch (Roma), (2016: in Koalition mit VMRO-DPMNE)
  - Partija za celosna emancipacija na Romite (PCER; Partei für die vollständige Emanzipation der Roma), ethnisch (Roma), (2016: in Koalition mit SDSM)
- Vnatrešna Makedonska Revolucionerna Organizacija – Demokratska Partija za Makedonsko Nacionalno Edinstvo (VMRO-DPMNE; Innere Mazedonische Revolutionäre Organisation – Demokratische Partei für Mazedonische Nationale Einheit), konservativ, christdemokratisch, IDU, EVP (assoziiert), 34,6 % (38,1 %)
  - Socijalisticka partija na Makedonija (SPM; Sozialistische Partei), sozialdemokratisch, demokratisch sozialistisch
  - Građanska opcija za Makedonija (GROM; Bürgeroption für Mazedonien), zentristisch
  - Demokratska partija Srba u Makedoniji (DPSM; Demokratische Partei der Serben in Mazedonien), ethnisch (Serben), konservativ
  - Stranka demokratske akcije Makedonije (SDA; Partei der demokratischen Aktion Mazedoniens), ethnisch (Bosniaken), konservativ
- Bashkimi Demokratik për Integrim/Demokratska Unija za Integracija (BDI/DUI; Demokratische Union für Integration), ethnisch (Albaner), 11,5 % (7,3 %)
- Alijansa za Albancite / Alternativa (AA / A; Allianz für Albaner / Alternative), ethnisch (Albaner), 8,9 (neue Wahlkoalition)
  - Alijansa za Albancite (AA; Allianz für Albaner), ethnisch (Albaner), konservativ, (2016: 3,0 %)
  - Alternativa (A; Alternative), ethnisch (Albaner), (gegründet 2019)
- Levica (LEVICA; Linke), sozialistisch, 4,1 % (1,1 %)
- Partia Demokratike Shqiptare/Demokratska Partija na Albancite (PDSH/DPA; Demokratische Partei der Albaner), ethnisch (Albaner), konservativ, 1,5 % (2,6 %)

## Norwegen
Wahldemokratie; Wahl von 2021 (2017), Mehrpersonenwahlkreise mit Kompensationssitzen, 4-%-Klausel für Kompensationssitze
- Arbeiderpartiet (Ap), sozialdemokratisch, PA, SPE, SAMAK, 26,3 % (27,4 %)
- Høyre (H), liberalkonservativ, IDU, EVP (assoziiert), 20,4 % (25,0 %)
- Senterpartiet (Sp), zentristisch, agrarisch, MG, 13,5 % (10,3 %)
- Fremskrittspartiet (Frp), konservativ liberal, rechtspopulistisch, 11,6 % (15,2 %)
- Sosialistisk Venstreparti (SV), demokratisch sozialistisch, ökosozialistisch, NGV, 7,6 % (6,0 %)
- Rødt (R), sozialistisch, kommunistisch, NGV, 4,7 % (2,4 %)
- Venstre (V), liberal, sozialliberal, LI, ALDE, MG, 4,6 % (4,4 %)
- Miljøpartiet De Grønne (MDG), grün, GG, EGP, 3,9 % (3,2 %)
- Kristelig Folkeparti (KrF), christdemokratisch, gesellschaftskonservativ, EVP (Beobachter), MG, 3,8 % (4,2 %)
- Pasientfokus (PF), Finnmark, gesundheitspolitisch, 0,2 % (gegründet 2021)

## Österreich
Wahldemokratie; Nationalratswahl 2024 (2019); 4-%-Klausel
- Freiheitliche Partei Österreichs (FPÖ), nationalkonservativ, rechtspopulistisch, Patriots.eu, 28,8 %/57 Sitze (16,2 %/31 Sitze)
- Österreichische Volkspartei (ÖVP), christdemokratisch, konservativ, IDU, EVP, 26,3 %/51 Sitze (37,5 %/71 Sitze)
- Sozialdemokratische Partei Österreichs (SPÖ), sozialdemokratisch, PA, SPE, 21,1 %/41 Sitze (21,2 %/40 Sitze)
- NEOS – Das Neue Österreich und Liberales Forum (NEOS), liberal, LI (Beobachter), ALDE, 9,1 %/18 Sitze (8,1 %/15 Sitze)
- Die Grünen – Die Grüne Alternative (GRÜNE), grün, GG, EGP, 8,2 %/16 Sitze (13,9 %/26 Sitze)
- Kommunistische Partei Österreichs (KPÖ), demokratisch sozialistisch, kommunistisch, EL, 2,4 %/kein Sitz (0,7 %/kein Sitz)

## Osttimor
Wahldemokratie; Wahlen von 2023; 4-%-Klausel
An den Wahlen 2023 nahmen 17 Parteien teil. Fünf zogen in das Parlament ein:
- Congresso Nacional da Reconstrução Timorense (CNRT), konservativ, 41,63 %
- Frente Revolucionária de Timor-Leste Independente (FRETILIN), demokratisch sozialistisch, linksnationalistisch, PA, 25,75 %
- Partido Democrático (PD), Mitte-rechts, 9,32 %
- Kmanek Haburas Unidade Nasional Timor Oan (KHUNTO), anti-Establishment 7,51 %
- Partidu Libertasaun Popular (PLP), Mitte-rechts, anti-Korruption, 5,88 %

- Partido os Verdes de Timor (PVT), grün, 3,63 %
- Partidu Unidade Dezenvolvimentu Demokratiku (PUDD), 3,13 %
- Associação Popular Monarquia Timorense (APMT), monarchistisch, 0,96 %
- Partidu Liberta Povu Aileba (PLPA), konservativ, 0,47 %
- Centro Acção Social Democrata Timorense (CASDT), konservativ, 0,46 %
- Partido Socialista de Timor (PST), marxistisch-leninistisch, 0,35 %
- Partidu Republikanu (PR), Mitte, sozialdemokratisch, 0,23 %
- Partido Democrata Cristão (PDC), christlich, 0,18 %
- União Democrática Timorense (UDT), konservativ, 0,18 %
- União Nacional Democrática de Resistência Timorense (UNDERTIM), pro Veteraneninteressen, 0,15 %
- Movimentu Libertasaun ba Povu Maubere (MLPM), Mitte links, 0,09 %
- Partido do Desenvolvimento Nacional (PDN), konservativ, 0,09 %

## Pakistan
Wahldemokratie;
Parlamentswahl von 2013 (2008)
- Pakistan Muslim League (N) (PML-N), konservativ, 32,8 % (19,6 %)
- Pakistan Tehreek-e-Insaf (PTI; Pakistanische Bewegung für Gerechtigkeit), 16,9 % (2008: Wahlboykott)
- Pakistanische Volkspartei (PPP), sozialdemokratisch, SI, 15,2 % (30,6 %)
- Muttahida-Qaumi-Bewegung (MQM), ethnisch (Muhajirs), säkular, nationalistisch, 5,4 % (7,4 %)
- Jamiat Ulema-e-Islam (F) (JUI-F; Vereinigung islamischer Gelehrter), islamistisch, 3,2 % (2008: Teil der Muttahida Majlis-e-Amal, 2,2 %)
- Pakistan Muslim League (Q) (PML-Q), konservativ, 3,1 % (23,0 %)
- Awami-Nationalpartei (ANP), sozialistisch, linksnationalistisch, 1,0 % (2,0 %)

## Panama
Wahldemokratie;
Wahlen von 2019 (2014)
- Cambio Democrático (CD), konservativ, wirtschaftsliberal, populistisch, IDU, 22,45 % (33,7 %)
- Movimiento Liberal Republicano Nacionalista (MOLIRENA), liberal, 5,11 % (7,2 %)

- Partido Revolucionario Democrático (PRD), sozialdemokratisch, SI, COPPPAL, FSP, 29,99 % (31,5 %)

- Partido Panameñista (PAN), nationalkonservativ, IDU-Regionalorganisation, 17,3 % (20,2 %)
- Partido Popular (PP), christdemokratisch, CDI, 3,6 % (3,3 %)

## Paraguay
Wahldemokratie; Wahlen von 2013 (2008)
- Asociación Nacional Republicana – Partido Colorado (ANR-PC), konservativ, IDU, 41,0 % (33,0 %)
- Partido Liberal Radical Auténtico (PLRA), liberal, LI, 29,3 % (28,3 %)
- Unión Nacional de Ciudadanos Éticos (UNACE), nationalkonservativ, 6,6 % (18,7 %)
- Frente Guasú (FG; Große Front), sozialistisch, PA, COPPPAL, FSP, 5,5 % (2008: Parteien einzeln)
  - Partido Popular Tekojoja (PPT), ethnisch (Indigene), sozialistisch, FSP, (2008: 3,7 %)
  - Partido Comunista Paraguayo (PCP), kommunistisch, FSP
  - Partido País Solidario (PPS), demokratisch sozialistisch, FSP, (2008: 0,4 %)
  - Partido Convergencia Popular Socialista (PCPS), sozialistisch, FSP
- Partido Encuentro Nacional (PEN), sozialdemokratisch, 4,8 % (0,8 %)
- Avanza País (AP), Mitte-links, 3,8 % (2008: Parteien einzeln)
  - Partido del Movimiento al Socialismo (P-MAS), sozialistisch, marxistisch, FSP, (2008: 1,7 %)
  - Partido Revolucionario Febrerista (PRF), sozialdemokratisch, (2008: mit anderen Parteien 0,7 %)
  - Partido Demócrata Cristiano (PDC), christdemokratisch, CDI
- Partido Patria Querida (PPQ), konservativ, christdemokratisch, CDI-Regionalorganisation (Beobachter), 2,8 % (5,8 %)
- Partido Democrático Progresista (PDP), sozialdemokratisch, SI, 1,4 % (1,7 %)

## Peru
Wahldemokratie; Wahl von 2016 (2011); 5-%-Klausel
- Fuerza Popular (FP; 2011: Fuerza 2011 (F2011)), rechtspopulistisch, nationalkonservativ, wirtschaftsliberal, 36,3 % (23,0 %)
- Peruanos Por el Kambio (PPK; 2011: Alianza por el Gran Cambio (AGC)), konservativ liberal, 16,5 % (14,4 %)
- Frente Amplio por Justicia, Vida y Libertad (FA; 2011: Alianza Gana Perú (GP)), sozialistisch, kommunistisch, linksnationalistisch, 13,9 % (25,3 %)
  - Partido Nacionalista Peruano (PNP), sozialistisch, linksnationalistisch, FSP
  - Partido Comunista Peruano (PCP), kommunistisch, FSP
  - Partido Socialista (PS), sozialistisch, FSP
- Alianza para el Progreso del Perú (APP), zentristisch, christdemokratisch, 9,2 % (neue Wahlallianz)
  - Alianza para el Progreso (ApP), zentristisch, (2011: Teil der AGC)
  - Restauración Nacional (RN), evangelikal, gesellschaftspolitisch konservativ, (2011: Teil der AGC)
  - Partido Democrático Somos Perú (PDSP), christdemokratisch, (2011: Teil der AEPP)
- Alianza Popular (AllP), sozialdemokratisch, christdemokratisch, 8,3 % (gegründet 2015)
  - Partido Aprista Peruano (APRA), sozialdemokratisch, SI, COPPPAL, (2011: 6,4 %)
  - Partido Popular Cristiano (PPC), christdemokratisch, CDI, IDU, (2011: Teil der AGC)
- Acción Popular (AP), Mitte-rechts, 7,2 % (2011: Teil der AEPP)
- Perú Posible (PP; 2011: Alianza Electoral Perú Posible (AEPP)), zentristisch, 2,4 % (14,8 %)
- Alianza Solidaridad Nacional (ASN), liberalkonservativ, zentristisch, nicht angetreten (10,2 %)
  - Partido Solidaridad Nacional (PSN), liberalkonservativ
  - Unión por el Perú (UPP), zentristisch

## Philippinen
Wahldemokratie;
Wahlen von 2013 (2010)
- Liberal-geführte Koalition, 39,2 % (20,0 %)
  - Partido Liberal ng Pilipinas (LP; Liberale Partei der Philippinen), liberal, LI, 38,3 % (19,9 %)
- Nationalist People’s Coalition (NPC), konservativ, 17,4 % (16,0 %)
- UNA-geführte Koalition, 13,4 %
  - United Nationalist Alliance (UNA), populistisch, gesellschaftspolitisch konservativ, 11,4 % (gegründet 2012)
  - Partido Demokratiko Pilipino – Lakas ng Bayan (PDP Laban; Philippinische Demokratische Partei – Macht des Volkes), sozialpopulistisch, gesellschaftspolitisch konservativ, 1,0 % (0,7 %)
  - Pwersa ng Masang Pilipino (PMP; Kraft der Philippinischen Massen), konservativ, populistisch, 0,5 % (2,5 %)
- National Unity Party (NUP), christdemokratisch, islamisch demokratisch, 8,7 % (gegründet 2011)
- Nacionalista Party (NP; Nationalistische Partei), konservativ, 8,5 % (11,3 %)
- Lakas Christian Muslim Democrats (Lakas-CMD), zentristisch, christdemokratisch, islamisch demokratisch, CDI, 5,3 % (37,4 %)
- Laban ng Demokratikong Pilipino (LDP; Kampf der Demokratischen Filipinos), liberalkonservativ, CDI, 0,3 % (0,5 %)
- Unabhängige, 6,0 % (6,9 %)

## Polen
Wahldemokratie; Wahl von 2023 (2019); 5-%-Klausel (außer für Minderheitenparteien, 8 % für kombinierte Listen)
- Prawo i Sprawiedliwość (PiS; Recht und Gerechtigkeit), nationalkonservativ, gesellschaftskonservativ, EKR, 35,4 % (43,6 %)
  - Suwerenna Polska (SP; Souveränes Polen; bis Mai 2023 Solidarna Polska (Solidarisches Polen)), gesellschaftskonservativ, nationalkonservativ
  - Republikanie (REP; Republikaner), nationalkonservativ, (gegründet 2021)
  - Kukiz’15 (K), rechtspopulistisch, direktdemokratisch, (2019: Teil von PSL)
- Koalicja Obywatelska (KO; Bürgerkoalition), liberalkonservativ, liberal, 30,7 % (27,4 %)
  - Platforma Obywatelska (PO; Bürgerplattform), liberalkonservativ, EVP
  - Nowoczesna (.N; Moderne), liberal, ALDE
  - Inicjatywa Polska (iPL; Polnische Initiative), sozialliberal
  - Partia Zieloni (ZIELONI; Partei Die Grünen), grün, GG, EGP
- Trzecia Droga (TD; Dritter Weg), christdemokratisch, zentristisch, agrarisch, 14,4 % (gegründet 2023)
  - Polska 2050 (PL2050; Polen 2050), zentristisch, (gegründet 2021)
  - Polskie Stronnictwo Ludowe (PSL; Polnische Volkspartei), agrarisch, christdemokratisch, EVP, (2019: 8,6 %)
  - Unia Europejskich Demokratów (UED; Union Europäischer Demokraten), sozialliberal, (2019: Teil von PSL)
  - Porozumienie (P; Verständigung), konservativ, wirtschaftsliberal, (2019: Teil von PiS)
- Nowa Lewica (NL; Neue Linke; bis 2021 Sojusz Lewicy Demokratycznej (SLD; Bund der Demokratischen Linken)), sozialdemokratisch, PA, SPE, 8,6 % (12,6 %)
  - Wiosna (WIOSNA; Frühling), sozialdemokratisch, sozialliberal, antiklerikal, 2021 in NL aufgegangen
  - Lewica Razem (Razem; Linke gemeinsam), AEL, demokratisch sozialistisch
  - Polska Partia Socjalistyczna (PPS; Polnische Sozialistische Partei), sozialdemokratisch, demokratisch sozialistisch
- Konfederacja Wolność i Niepodległość (KONFEDERACJA; Konföderation Freiheit und Unabhängigkeit), rechtslibertär, nationalistisch, monarchistisch, 7,2 % (6,8 %)
  - Prawica Rzeczypospolitej (PRAWICA; Rechter Flügel der Republik), christlich rechts, gesellschaftskonservativ, ECPM, (2019: 0,0 %)
- Komitet Wyborczy Mniejszość Niemiecka (MN; Wahlkomitee Deutsche Minderheit), ethnisch (Deutsche), Mitte-rechts, 0,1 % (0,2 %)

## Portugal
Wahldemokratie; Wahl von 2024 (2022)
- Aliança Democrática (PPD/PSD.CDS-PP.PPM), liberalkonservativ, christdemokratisch, 28,0 % (2022: Azoren, 0,5 %)
  - Partido Social Democrata (PPD/PSD), liberalkonservativ, CDI, EVP, (2022: 27,8 %)
  - Centro Democrático e Social – Partido Popular (CDS-PP), christdemokratisch, konservativ, IDU, EVP, (2022: 1,6 %)
  - Partido Popular Monárquico (PPM), konservativ, monarchistisch, IMC, ECPM, (2022: 0,0 %)
- Partido Socialista (PS), sozialdemokratisch, PA, SI, SPE, 28,0 % (41,5 %)
- Chega (CH), nationalkonservativ, rechtspopulistisch, wirtschaftsliberal, Patriots.eu, 18,1 % (7,3 %)
- Iniciativa Liberal (IL), liberal, ALDE, 4,9 % (4,9 %)
- Bloco de Esquerda (B.E.), sozialistisch, FI, AEL, MLP, 4,4 % (4,4 %)
- Coligação Democrática Unitária (CDU), kommunistisch, ökosozialistisch, 3,2 % (4,3 %)
  - Partido Comunista Português (PCP), kommunistisch, marxistisch-leninistisch, IMCWP
  - Partido Ecologista Os Verdes (PEV), ökosozialistisch, grün, GG, EGP
- LIVRE (L), grün, demokratisch sozialistisch, EGP, 3,2 % (1,3 %)
- Pessoas – Animais – Natureza (PAN), tierrechtlich, ökologisch, APEU, EGP (assoziiert), 1,9 % (1,6 %)
- Madeira Primeiro (PPD/PSD.CDS-PP), Madeira, liberalkonservativ, christdemokratisch, 0,8 % (0,9 %)
- Partido Popular Monárquico (PPM), Madeira, konservativ, monarchistisch, IMC, ECPM, 0,0 % (0,0 %)

### Azoren
Wahl von 2024 (2020)
- Aliança Democrática (PPD/PSD.CDS-PP.PPM), liberalkonservativ, christdemokratisch, 42,1 % (2020: Parteien einzeln)
  - Partido Social Democrata (PPD/PSD), liberalkonservativ, CDI, EVP, (2020: 33,7 %)
  - Centro Democrático e Social – Partido Popular (CDS-PP), christdemokratisch, konservativ, IDU, EVP, (2020: 5,5 %)
  - Partido Popular Monárquico (PPM), konservativ, monarchistisch, IMC, ECPM, (2020: 2,3 %)
  - Mais Corvo (PPM.CDS-PP), Corvo, konservativ, christdemokratisch, monarchistisch, (2020: 0,1 %)
- Partido Socialista (PS), sozialdemokratisch, PA, SI, SPE, 35,9 % (39,1 %)
- Chega (CH), nationalkonservativ, rechtspopulistisch, wirtschaftsliberal, Patriots.eu, 9,2 % (5,1 %)
- Bloco de Esquerda (B.E.), sozialistisch, FI, AEL, MLP, 2,5 % (3,8 %)
- Iniciativa Liberal (IL), liberal, ALDE, 2,1 % (1,9 %)
- Pessoas – Animais – Natureza (PAN), tierrechtlich, ökologisch, APEU, EGP (assoziiert), 1,6 % (1,9 %)
- Coligação Democrática Unitária (CDU), kommunistisch, ökosozialistisch, 1,6 % (1,7 %)
  - Partido Comunista Português (PCP), kommunistisch, marxistisch-leninistisch, IMCWP
  - Partido Ecologista Os Verdes (PEV), ökosozialistisch, grün, GG, EGP

### Madeira
Wahl von 2023 (2019)
- Somos Madeira (PPD/PSD.CDS-PP), liberalkonservativ, christdemokratisch, 43,1 % (2019: Parteien einzeln)
  - Partido Social Democrata (PPD/PSD), liberalkonservativ, CDI, EVP, (2019: 39,4 %)
  - Centro Democrático e Social – Partido Popular (CDS-PP), christdemokratisch, konservativ, IDU, EVP, (2019: 5,8 %)
- Partido Socialista (PS), sozialdemokratisch, PA, SI, SPE, 21,3 % (35,8 %)
- Juntos pelo Povo (JPP), regionalistisch, sozialliberal, EDP, 11,0 % (5,5 %)
- Chega (CH), nationalkonservativ, rechtspopulistisch, wirtschaftsliberal, Patriots.eu, 8,9 % (0,4 %)
- Coligação Democrática Unitária (CDU), kommunistisch, ökosozialistisch, 2,7 % (1,8 %)
  - Partido Comunista Português (PCP), kommunistisch, marxistisch-leninistisch, IMCWP
  - Partido Ecologista Os Verdes (PEV), ökosozialistisch, grün, GG, EGP
- Iniciativa Liberal (IL), liberal, ALDE, 2,6 % (0,5 %)
- Pessoas – Animais – Natureza (PAN), tierrechtlich, ökologisch, APEU, EGP (assoziiert), 2,2 % (1,5 %)
- Bloco de Esquerda (B.E.), sozialistisch, FI, AEL, MLP, 2,2 % (1,7 %)
- Partido Trabalhista Português (PTP), demokratisch sozialistisch, sozialdemokratisch, 1,0 % (1,0 %)

## Rumänien
Wahldemokratie; Wahl von 2016 (2012)
- Partidul Social Democrat (PSD; Sozialdemokratische Partei), sozialdemokratisch, PA, SI, SPE, 45,5 % (2012: Uniunea Social Liberală mit PNL 58,6 %)
- Partidul Național Liberal (PNL; Nationalliberale Partei), liberalkonservativ, CDI, EVP, 20,0 % (2012: Uniunea Social Liberală mit PSD, 58,6 %)
- Uniunea Salvați România (USR; Union Rettet Rumänien), anti-Korruption, ALDE, 8,9 % (2016 gegründet)
- Uniunea Democrată Maghiară din România (UDMR; Demokratische Union der Ungarn in Rumänien), ethnisch (Ungarn), CDI (Beobachter), EVP, 6,2 % (5,1 %)
- Alianța Liberalilor și Democraților (ALDE; Allianz der Liberalen und Demokraten), liberal, LI (Beobachter), LIBSEEN, 5,6 % (2015 entstanden aus der Fusion von PLR und PC, 2012: Teil der Uniunea Social Liberală von PSD und PNL)
- Partidul Mișcarea Populară (PMP; Partei der Volksbewegung), liberalkonservativ, christdemokratisch, EVP, 5,4 % (2014 gegründet als Abspaltung von PDL)
- Partidul Democrat Liberal (PDL; Demokratisch-Liberale Partei), liberalkonservativ, christdemokratisch, CDI, EVP, 2014 in der PNL aufgegangen, (2012: als Teil der Alianța România Dreaptă 16,5 %)
- Partidul Poporului – Dan Diaconescu (PP-DD; Volkspartei – Dan Diaconescu), populistisch, 2015 in der UNPR aufgegangen (2012: 14,0 %)
- Uniunea Națională pentru Progresul României (UNPR; Nationale Union für den Fortschritt Rumäniens), sozialdemokratisch, 2016 in der PMP aufgegangen (2012: Teil der Uniunea Social Liberală von PSD und PNL)

## Russland
Keine Wahldemokratie (System mit einer dominanten Partei);
Wahl von 2021 (2016); je 225 Abgeordnete nach Verhältnis- und Mehrheitswahlrecht; 5-%-Klausel für Verhältniswahl
- Einiges Russland (Единая Россия (Jedinaja Rossija), ЕР/ER), zentristisch, nationalkonservativ, autoritär, 49,8 %/324 Sitze (54,2 %/343 Sitze)
- Kommunistische Partei der Russischen Föderation (Коммунистическая партия Российской Федерации (Kommunistitscheskaja Partija Rossijskoj Federazii), КПРФ/KPRF), kommunistisch (marxistisch-leninistisch), IMCWP, SKP-KPSS, 18,9 %/57 Sitze (13,3 %/42 Sitze)
- Liberal-Demokratische Partei Russlands (Либерально-Демократическая Партия России (Liberalno-Demokratitscheskaja Partija Rossii), ЛДПР/LDPR), nationalistisch, rechtspopulistisch, 7,5 %/21 Sitze (13,1 %/39 Sitze)
- Gerechtes Russland (Справедливая Россия (Sprawedliwaja Rossija), СР/SR), sozialdemokratisch, demokratisch sozialistisch, 7,5 %/27 Sitze (6,2 %/23 Sitze)
- Neue Leute (Новые люди (Nowyje ljudi), НЛ/NL), liberal, 5,3 %/13 Sitze (gegründet 2020)
- Rodina (Родина), nationalistisch, 0,8 %/1 Sitz (1,5 %/1 Sitz)
- Wachstumspartei (Партия Роста (Partija Rosta), РОСТА/ROSTA), liberalkonservativ, 0,5 %/1 Sitz (1,3 %/0 Sitze)
- Bürgerplattform (Гражданская платформа (Graschdanskaja platforma), ГП/GP), liberalkonservativ, 0,2/1 Sitz % (0,2 %/1 Sitz)
- Unabhängige, 5 Sitze (1 Sitz)

## Saint Kitts und Nevis
Wahldemokratie; Wahl von 2020 (2015); Mehrheitswahlrecht
- Team Unity (TU), 54,9 %/9 Sitze (49,9 %/7 Sitze)
  - People’s Action Movement (PAM), St. Kitts, konservativ, IDU-Regionalorganisation, 28,9 %/4 Sitze (27,9 %/4 Sitze)
  - Concerned Citizens Movement (CCM), Nevis, separatistisch, konservativ, 12,6 %/3 Sitze (13,0 %/2 Sitze)
  - People’s Labour Party (PLP), St. Kitts, sozialdemokratisch, 13,4 %/2 Sitze (9,0 %/1 Sitz)
- Saint Kitts and Nevis Labour Party (SKNLP; Labour), St. Kitts, sozialdemokratisch, 37,1 %/2 Sitze (39,3 %/3 Sitze)
- Nevis Reformation Party (NRP), Nevis, regionalistisch, liberalkonservativ, 8,0 %/0 Sitze (10,8 %/1 Sitz)

## Saint Lucia
Wahldemokratie (Zweiparteiensystem);
Wahl von 2021 (2016); Mehrheitswahlrecht
- Saint Lucia Labour Party (SLP), sozialdemokratisch, PA, COPPPAL, FSP, 50,1 %/13 Sitze (44,1 %/6 Sitze)
- United Workers Party (UWP), konservativ, IDU, 42,9 %/2 Sitze (54,8 %/11 Sitze)
- Unabhängige, 6,6 %/2 Sitza (1,0 %/kein Sitz)

## Saint Vincent und die Grenadinen
Wahldemokratie (Zweiparteiensystem); Wahl von 2020 (2015); Mehrheitswahlrecht
- New Democratic Party (NDP), konservativ, IDU, 50,3 %/6 Sitze (47,4 %/7 Sitze)
- Unity Labour Party (ULP), sozialdemokratisch, COPPPAL, 49,6 %/9 Sitze (52,3 %/8 Sitze)

## Sambia
Wahldemokratie; Wahl von 2016 (2011); Mehrheitswahlrecht
- Patriotic Front (PF), sozialdemokratisch, 42,0 %/80 Sitze (38,3 %/60)
- United Party for National Development (UPND), liberal, LI-Regionalorganisation, 40,4 %/55 Sitze (17,0 %/28)
- Unabhängige, 9,5 %/14 Sitze (7,7 %/3)
- Movement for Multiparty Democracy (MMD), zentristisch, sozialdemokratisch, 2,7 %/3 Sitze (33,6 %/55)
- Forum for Democracy and Development (FDD), zentristisch, reformistisch, 2,2 %/1 Sitz (0,8 %/1)
- Alliance for Development and Democracy (ADD), 0,2 %/0 (1,2 %/1)

## Samoa
Wahldemokratie; Wahl von 2021 (2016); Mehrheitswahlrecht
- Human Rights Protection Party (HRPP), konservativ, christdemokratisch, 55,4 %/25 Sitze (56,9 %/35 Sitze)
- Faʻatuatua i le Atua Samoa ua Tasi (FAST; Glaube an den einen Gott von Samoa), christdemokratisch, anti Korruption, 33,7 %/25 Sitze (gegründet 2020)
- Unabhängige, 4,5 %/1 Sitz (34,7 %/13 Sitze)
- Tautua Samoa Party (TSP), christsozial, agrarisch, 3,3 %/0 Sitze (8,4 %/2 Sitze)

## San Marino
Wahldemokratie; Wahl von 2024 (2019); 5-%-Klausel
- Coalizione Democrazia e Libertà (DeL), christdemokratisch, liberal, 41,5 % (gegründet 2024)
  - Partito Democratico Cristiano Sammarinese (PDCS), christdemokratisch, CDI, EVP (Beobachter), 34,1 % (33,3 %)
  - Alleanza Riformista (AR), liberal, 7,0 % (gegründet 2023)
    - Noi Sammarinesi (NS), liberal, (2019: Teil von NplR)
    - Movimento Ideali Socialisti (MIS), sozialdemokratisch, (2019: Teil von LIBERA)
    - Ēlego (ELEGO), sozialliberal, (2019: 2,0 %)

  - Koalitionsstimmen, 0,4 % (—)
- Coalizione LIBERA - PS - PSD, sozialdemokratisch, demokratisch sozialistisch, 28,3 % (gegründet 2024)
  - LIBERA - PS, demokratisch sozialistisch, sozialdemokratisch, 15,7 % (2019: Parteien einzeln)
    - Libera San Marino (LIBERA), demokratisch sozialistisch, (2019: 16,5 %)
    - Partito Socialista (PS), sozialdemokratisch, (2019: Teil von NplR)

  - Partito dei Socialisti e dei Democratici (PSD), sozialdemokratisch, demokratisch sozialistisch, SI, SPE (Beobachter), (2019: Teil von NplR)
  - Koalitionsstimmen, 0,4 % (—)
- Repubblica Futura (RF), zentristisch, EDP, 12,0 % (10,3 %)
- Domani Motus Liberi (MOTUS), christdemokratisch, EKR (globaler Partner), 8,5 % (6,2 %)
- Movimento Civico RETE (RETE), ökologisch, pro Transparenz, anti Korruption, 5,1 % (18,2 %)
- Movimento Democrazia Solidale (DEMOS)
- Noi per la Repubblica (NplR), sozialdemokratisch, liberal, aufgelöst 2024 (13,1 %)
  - Movimento Democratico San Marino Insieme (MD-SMI), sozialliberal, nicht teilgenommen

## São Tomé und Príncipe
Wahldemokratie; Parlamentswahl 2022 (2018)
- Acção Democrática Independente (ADI), wirtschaftsliberal, christdemokratisch, CDI, 45,2 %/30 Sitze (41,8 %/25 Sitze)
- Movimento de Libertação de São Tomé e Príncipe – Partido Social Democrata (MLSTP/PSD), sozialdemokratisch, PA, SI (assoziiert), 31,6 %/18 Sitze (40,3 %/23 Sitze)
- Basta! (BASTA), konservativ, 8,5 %/2 Sitze (gegründet 2021)
  - Partido de Convergência Democrática – Grupo de Reflexão (PCD), konservativ liberal, (2018: PCD/MDFM-UDD, 9,5 %/5 Sitze)
- Movimento Cidadãos Independentes de São Tomé e Príncipe – Partido Socialista (MCI-PS; bis 2020 Movimento Cidadãos Independentes de São Tomé e Príncipe (MCISTP)), demokratisch sozialistisch, 6,2 %/5 Sitze (2,1 %/2 Sitze)
  - Partido de Unidade Nacional (PUN), regionalistisch, (gegründet 2021)
- Movimento Democrático das Forças da Mudança – União Liberal (MDFM/UL; bis Mai 2022 Movimento Democrático das Forças da Mudança – Partido Liberal (MDFM/PL)), liberal, 2,0 %/kein Sitz (2018: PCD/MDFM-UDD, 9,5 %/5 Sitze)
- União dos Democratas para Cidadania e Desenvolvimento (UDD), zentristisch, 0,9 %/kein Sitz (2018: PCD/MDFM-UDD, 9,5 %/5 Sitze)

## Schweden
Wahldemokratie; Wahl von 2022 (2018); 4-%-Klausel
- Sveriges socialdemokratiska arbetareparti (S; Socialdemokraterna), sozialdemokratisch, PA, SPE, SAMAK, 30,3 % (28,3 %)
- Sverigedemokraterna (SD), nationalkonservativ, rechtspopulistisch, EKR, 20,5 % (17,5 %)
- Moderata samlingspartiet (M; Moderaterna), liberalkonservativ, IDU, EVP, 19,1 % (19,8 %)
- Vänsterpartiet (V), sozialistisch, feministisch, EU-skeptisch, AEL, MLP, NGV, 6,7 % (8,0 %)
- Centerpartiet (C), liberal, agrarisch, LI, ALDE, MG, 6,7 % (8,6 %)
- Kristdemokraterna (KD), christdemokratisch, konservativ, CDI, IDU, EVP, MG, 5,3 % (6,3 %)
- Miljöpartiet de gröna (MP), grün, GG, EGP, MG, 5,1 % (4,4 %)
- Liberalerna (L), liberal, LI, ALDE, MG, 4,6 % (5,5 %)

## Schweiz
Wahldemokratie; Nationalratswahl von 2023 (2019)
- Schweizerische Volkspartei (SVP), nationalkonservativ, rechtspopulistisch, wirtschaftsliberal, 27,9 % (25,6 %)
- Sozialdemokratische Partei der Schweiz (SP), sozialdemokratisch, PA, SPE (assoziiert), 18,3 % (16,8 %)
- FDP.Die Liberalen (FDP), liberal, LI, ALDE, 14,3 % (15,1 %)
- Die Mitte (Mitte), christdemokratisch, konservativ, CDI, EVP (assoziiert), 14,1 % (gegründet 2021)
  - Christlichdemokratische Volkspartei (CVP), christdemokratisch, konservativ, 2021 in Die Mitte aufgegangen (2019: 11,4 %)
  - Bürgerlich-Demokratische Partei (BDP), liberalkonservativ, 2021 in Die Mitte aufgegangen (2019: 2,4 %)
- Grüne Partei der Schweiz (GRÜNE), grün, GG, EGP, 9,8 % (13,2 %)
- Grünliberale Partei Schweiz (glp), liberal, ökologisch, ALDE, 7,6 % (7,8 %)
- Evangelische Volkspartei (EVP), christdemokratisch, gesellschaftskonservativ, evangelisch, ECPM, 2,0 % (2,1 %)
- Eidgenössisch-Demokratische Union (EDU), christlich rechts, nationalkonservativ, 1,2 % (1,0 %)
- Partei der Arbeit der Schweiz/solidaritéS (PdA/Sol.), sozialistisch, kommunistisch, trotzkistisch, 0,7 % (1,0 %)
  - Partei der Arbeit der Schweiz (PdA), sozialistisch, kommunistisch, EL
  - solidaritéS (Sol.), sozialistisch, trotzkistisch
- Lega dei Ticinesi (Lega), Tessin, regionalistisch, rechtspopulistisch, 0,6 % (0,8 %)
- Mouvement citoyens genevois (MCR-MCG), Genf, regionalistisch, rechtspopulistisch, 0,5 % (0,2 %)

## Senegal
Wahldemokratie; Wahl von 2012
- Benno Bokk Yakaar (BBY), 53,1 %
  - Alliance pour la république – Yakaar (APR-Yakaar; Hoffnung), liberal
  - Parti socialiste (PS), sozialdemokratisch, PA, SI
  - Alliance des forces de progrès (AFP), sozialdemokratisch
  - Rewmi, liberal, LI (Beobachter)
- Parti démocratique sénégalais (PDS), liberal, LI, 15,2 %
- Coalition Bokk Giss Giss (BGG), 7,3 %
- Mouvement citoyen pour la refondation nationale (MCRN-Bes Du Ñakk), 5,8 %
- Mouvement de la réforme pour le développement social (MRDS), 3,6 %
- Parti de la vérité pour le développement (PVD), mouridisch, 2,5 %
- Union pour le renouveau et la démocratie (URD), sozialdemokratisch, 1,1 %
- Mouvement patriotique sénégalais (MPS-Faxas), 1,1 %
- Convergence patriotique pour la justice et l’équité (CPJE-Nay Leer), 1,1 %
- Parti de l'emergence citoyenne (Tekki 2012), 1,1 %
- Deggo Souxali Transport ak Commerce (DSTC), 1,0 %
- Coalition Leeral, 0,9 %
- And-Jëf – Parti africain pour la démocratie et le socialisme (AJ-PADS; Gemeinsam handeln), sozialistisch, 0,8 %

## Serbien
Wahldemokratie; Wahl von 2016 (2014); 5-%-Klausel (außer für Minderheitenparteien)
- Srbija pobeđuje (Serbien gewinnt; 2014: Budućnost u koju verujemo (Zukunft, an die wir glauben)), 48,2 % (48,4 %)
  - Srpska napredna stranka, (SNS; Serbische Fortschrittspartei), nationalkonservativ, IDU, EVP (assoziiert)
  - Nova Srbija (NS; Neues Serbien), nationalkonservativ
  - Pokret socijalista (PS; Bewegung der Sozialisten), demokratisch sozialistisch
  - Socijaldemokratska partija Srbije (SDPS; Sozialdemokratische Partei Serbiens), sozialdemokratisch, SI (Beobachter)
  - Srpski pokret obnove (SPO; Serbische Erneuerungsbewegung), konservativ, monarchistisch
  - Partija ujedinjenih penzionera Srbije (PUPS; Partei der vereinigten Pensionäre Serbiens), pro Rentnerinteressen, (2014: zusammen mit SPS-JS)
  - Pokret Snaga Srbije (PSS; Bewegung der Kraft Serbiens), liberalkonservativ, (2014: nicht angetreten)
  - Srpska narodna partija (SNP; Serbische Volkspartei), nationalkonservativ, prorussisch, euroskeptisch, (gegründet 2014)
- SPS-JS (2014: SPS-JS-PUPS), 10,9 % (13,5 %)
  - Socijalistička partija Srbije (SPS; Sozialistische Partei Serbiens), sozialistisch
  - Jedinstvena Srbija (JS; Einiges Serbien), nationalkonservativ, regionalistisch
- Srpska radikalna stranka (SRS; Serbische Radikale Partei), nationalistisch, rechtsextrem, 8,1 (2,0 %)
- Za pravednu Srbiju (Für ein gerechtes Serbien; 2014: Sa Demokratskom strankom za demokratsku Srbiju (Mit der Demokratischen Partei für ein demokratisches Serbien)), 6,0 % (6,0 %)
  - Demokratska stranka (DS; Demokratische Partei), sozialdemokratisch, PA, SI, SPE (assoziiert)
  - Nova stranka (Nova; Neue Partei), liberal, LIBSEEN
  - Demokratska savez Hrvata u Vojvodini (DSHV; Demokratische Allianz der Kroaten in der Vojvodina), Vojvodina, ethnisch (Kroaten)
  - Zajedna za Srbiju (ZZS; Gemeinsam für Serbien), progressiv, regionalistisch, (2014: mit NDS und LSV 5,7 %)
- Dosta je bilo (DJB; Es ist genug), liberal, EKR, 6,0 % (2,1 %)
- Dveri-DSS, 5,0 % (2014: Parteien einzeln)
  - Demokratska stranka Srbije (DSS; Demokratische Partei Serbiens), nationalkonservativ, christdemokratisch, CDI (Beobachter), (2014: 4,2 %)
  - Dveri (Türen), nationalistisch, christlich rechts, (2014: 3,6 %)
- Savez za bolju Srbiju (Allianz für ein besseres Serbien), 5,0 % (neues Wahlbündnis)
  - Socijaldemokratska stranka (SDS; Sozialdemokratische Partei; 2014: Nova demokratska stranka (NDS; Neue Demokratische Partei)), sozialdemokratisch, PA, (2014: mit LSV und ZZS 5,7 %)
  - Liberalno-demokratska partija (LDP; Liberaldemokratische Partei), liberal, LIBSEEN, (2014: mit BDZS 3,4 %)
  - Liga socijaldemokrata Vojvodine (LSV; Liga der Sozialdemokraten der Vojvodina), Vojvodina, regionalistisch, sozialdemokratisch, EFA (assoziiert), (2014: mit NDP und ZZS 5,7 %)
- Vajdásagi Magyar Szövetség – Savez vojvođanskih Mađara (VMSZ-SVM; Allianz der Vojvodiner Ungarn), Vojvodina, ethnisch (Ungarn), liberalkonservativ, CDI, EVP (assoziiert), 1,5 % (2,1 %)
- Bošnjačko demokratska zajednica Sandžaka (BDZS; Bosniakische Demokratische Gemeinschaft Sandžaks), Sandžak, ethnisch (Bosniaken), 0,9 % (2014: mit 3,4 %)
- Stranka demokratske akcije Sandžaka (SDA Sandžaka; Partei der demokratischen Aktion Sandžaks), Sandžak, ethnisch (Bosniaken), konservativ, 0,8 % (1,0 %)
- Zelena stranka (ZES; Grüne Partei), ethnisch (Slowaken), grün, 0,6 % (gegründet 2014)
- Partia për vertim demokratik – Partija za demokratske delovanje (PVD-PDD; Partei für demokratische Aktion), ethnisch (Albaner), 0,4 % (0,7 %)

## Seychellen
Wahldemokratie; Wahl von 2020 (2016); 26 (2016: 25) Sitze nach Mehrheitswahlrecht, außerdem für jede 10 % ein Sitz
- Linyon Demokratik Seselwa (LDS; Seychellische Demokratische Union), liberal, zentristisch, 54,8 %/25 Sitze (49,6 %/19 Sitze)
  - Seychelles National Party (SNP), liberal, LI-Regionalorganisation
  - Seselwa United Party (SUP), konservativ, IDU-Regionalorganisation
  - Seychelles Party for Social Justice and Democracy (SPSJD), sozialdemokratisch
- United Seychelles (US; bis Nov. 2018 Parti Lepep (PL; Volkspartei)), demokratisch sozialistisch, 42,3 %/10 Sitze (49,2 %/14 Sitze)
- Lalyans Seselwa (LS; Seychellische Allianz), sozialdemokratisch, 0,1 %/0 Sitze (bis Feb. 2018 Teil der LDS)

## Sierra Leone
Wahldemokratie; Wahl von 2012 (2007)
- All People’s Congress (APC), demokratisch sozialistisch, 53,7 % (40,7 %)
- Sierra Leone People’s Party (SLPP), sozialdemokratisch, IDU-Regionalorganisation, 38,2 % (39,5 %)
- People’s Movement for Democratic Change (PMDC), liberal, LI-Regionalorganisation, IDU-Regionalorganisation (Beobachter), 3,2 % (15,4 %)

## Singapur
keine Wahldemokratie (System mit einer dominanten Partei), Mehrheitswahlrecht; Wahlen von 2015 (2011)
Regierungspartei (81 der 87 Sitze im Parlament):
- People’s Action Party (PAP), konservativ, autoritär, (bis 1976 SI), 69,9 % (60,1 %)

Opposition (in den meisten Wahlkreisen tritt nur je ein Kandidat der Oppositionsparteien an), 6 Sitze (nur WP, übrige Parteien ohne parlamentarische Repräsentation):
- Workers’ Party of Singapore (WP), sozialdemokratisch, 12,5 % (12,8 %)
- Singapore Democratic Party (SDP), liberal, LI, 3,8 % (4,8 %)
- National Solidarity Party (NSP), moderat sozialdemokratisch, zentristisch, 3,5 % (12,0 %)
- Reform Party, liberal, 2,6 % (4,3 %)
- Singaporeans First (SingFirst), 2,3 % (2014 gegründet)
- Singapore People’s Party (SPP), sozialliberal, 2,2 % (3,1 %)
- Singapore Democratic Alliance (SDA), 2,1 % (2,8 %)
  - Singapore Justice Party (SJP)
  - Pertubuhan Kebangsaan Melayu Singapura (PKMS; Singapore Malay National Organisation), ethnisch (Malaien), islamisch

## Slowakei
Wahldemokratie; Wahl von 2023 (2020); 5-%-Klausel (7-%-Klausel für kombinierte Listen)
- SMER – sociálna demokracia (SMER-SD; Richtung – Sozialdemokratie), sozialdemokratisch, linkspopulistisch, SI, SPE (suspendiert), 22,9 % (18,3 %)
- Progresívne Slovensko (PS; Fortschrittliche Slowakei), liberal, ALDE, 18,0 % (2020: mit SPOLU, 7,0 %)
- HLAS – sociálna demokracia (HLAS-SD; Stimme – Sozialdemokratie), sozialdemokratisch, SPE (assoziiert, suspendiert), 14,7 % (gegründet 2020)
- OĽaNO a priatelia (OĽaNO und Freunde; OĽANO A PRIATELIA, KÚ a ZA ĽUDÍ), konservativ, liberal, christdemokratisch, 8,9 % (gegründet 2023)
  - Hnutie Slovensko (S; Bewegung Slowakei; bis Nov. 2023 Obyčajní ľudia a nezávislé osobnost (OĽANO; Einfache Leute und unabhängige Personen)), konservativ, EVP, (2020: 25,0 %)
  - Nová väčšina (NOVA: Neue Mehrheit), konservativ, christdemokratisch, (2020: Teil von OĽANO)
  - Kresťanská únia (KÚ; Christliche Union), christlich fundamentalistisch, ECPM, (2020: Teil von OĽANO)
  - Za ľudí (ZA ĽUDÍ; Für die Menschen), liberal, (2020: 5,8 %)
- Kresťanskodemokratické hnutie (KDH; Christlich-Demokratische Bewegung), christdemokratisch, gesellschaftskonservativ, CDI (Beobachter), EVP, 6,8 % (4,7 %)
- Sloboda a Solidarita (SaS; Freiheit und Solidarität), liberal, libertär, EU-skeptisch, EKR, 6,3 % (6,2 %)
  - Občianska konzervatívna strana (OKS; Bürgerliche Konservative Partei), konservativ, wirtschaftsliberal, EU-skeptisch
- Slovenská národná strana (SNS; Slowakische Nationalpartei), nationalkonservativ, 5,6 % (3,2 %)
- Hnutie Republika (REPUBLIKA; Bewegung Republik), rechtsextrem, rechtspopulistisch, ESN, 4,8 % (gegründet 2021)
- SZÖVETSÉG – Magyarok. Nemzetiségek. Regiók. ALIANCIA – Maďari. Národnosti. Regióny (SZÖVETSÉG – ALIANCIA; Allianz – Ungarn. Nationalitäten. Regionen; bis 2021 Magyar Közösségi Összefogás – Maďarská komunitná spolupatričnosť (MKÖ-MKS; Ungarischer Gemeinschaftsverband)), ethnisch (Ungarn), konservativ, EVP, 4,4 % (3,9 %)
- Demokrati (D; Demokraten; bis 2023: Spolu – občianska demokracia (SPOLU; Zusammen – Bürgerdemokratie)), liberalkonservativ, EVP, 2,9 % (2020: mit PS, 7,0 %)
  - Zmena zdola, Demokratická únia Slovenska (ZZ; Wandel von unten, Demokratische Union der Slowakei), liberalkonservativ, (2020: Teil von OĽANO)
  - Jablko (JABLKO; Apfel), liberal, (gegründet 2023)
- Sme Rodina (SME RODINA; Wir sind eine Familie), gesellschaftskonservativ, nationalkonservativ, 2,2 % (8,2 %)
- Kotlebovci – Ľudová strana Naše Slovensko (ĽSNS; Kotlebianer – Volkspartei Unsere Slowakei), nationalistisch, rechtsextrem, APF, 0,8 % (8,0 %)

## Slowenien
Wahldemokratie; Wahl von 2022 (2018); 4-%-Klausel
- Gibanje Svoboda (GS; Freiheitsbewegung), sozialliberal, ökologisch, ALDE, 34,5 % (gegründet 2021)
- Slovenska demokratska stranka (SDS; Slowenische Demokratische Partei), konservativ, nationalkonservativ, IDU, CDI, EVP, 23,5 % (24,9 %)
- Nova Slovenija – Krščanski demokrati (NSi; Neues Slowenien – Christliche Demokraten), christdemokratisch, gesellschaftskonservativ, CDI, EVP, 6,9 % (7,2 %)
- Socialni demokrati (SD; Sozialdemokraten), sozialdemokratisch, PA, SPE, 6,7 % (9,9 %)
- Levica (LEVICA; Linke), demokratisch sozialistisch, ökosozialistisch, PI, EL, 4,5 % (9,3 %)
- Lista Marjana Šarca (LMŠ; Liste von Marjan Šarec), sozialliberal, Juli 2022 in GS aufgegangen, 3,7 % (12,7 %)
- Povežimo Slovenijo (PoS; Slowenien verbinden), liberalkonservativ, 3,4 % (gegründet 2021)
  - Konkretno (KONKRETNO; Konkret; bis 2021 Stranka modernega centra (SMC; Partei des modernen Zentrums)), liberal, LIBSEEN, (2018: 9,8 %)
  - Zeleni Slovenije (ZELENI; Grüne Sloweniens), grün, (2018: Andrej Čuš in Zeleni Slovenije, 1,1 %)
  - Slovenska Ljudska Stranka (SLS; Slowenische Volkspartei), christdemokratisch, agrarisch, EVP, (2018: 2,6 %)
- Stranka Alenke Bratušek (SAB; Partei von Alenka Bratušek), liberal, sozialliberal, Juli 2022 in GS aufgegangen, 2,6 % (5,1 %)
- Slovenska nacionalna stranka (SNS; Slowenische Nationale Partei), nationalistisch, 1,5 % (4,2 %)
- Demokratična stranka upokojencev Slovenije (DeSUS; Demokratische Pensionistenpartei Sloweniens), pro Rentnerinteressen, zentristisch, EDP, 0,7 % (4,9 %)

## Somalia

### Somaliland
International nicht anerkannt, de facto unabhängig; keine Wahldemokratie (Dreiparteiensystem); Wahl von 2005
- Unity of Democrats Party (UDUB), 39,0 %
- Peace, Unity and Development Party (KULMIYE), liberal, LI-Regionalorganisation (Beobachter), 34,1 %
- Justice and Welfare Party (UCID), sozialdemokratisch, SI (Beobachter), 26,9 %

## Spanien
Wahldemokratie; Wahl von 2023 (November 2019); 3-%-Klausel auf Wahlkreisebene
- Partido Popular (PP), konservativ, christdemokratisch, IDU, CDI, EVP, 33,1 % (21,2 %)
- Partido Socialista Obrero Español (PSOE), sozialdemokratisch, PA, SI, SPE, 31,7 % (28,0 %)
- Vox (VOX), nationalkonservativ, rechtspopulistisch Patriots.eu, 12,4 % (15,1 %)
- Sumar (SUMAR; Nov. 2019: Unidas Podemos (PODEMOS-IU)), demokratisch sozialistisch, grün, direktdemokratisch, 12,3 % (12,8 %)
  - Movimiento Sumar (SMR), demokratisch sozialistisch, grün, direktdemokratisch, (gegründet 2023)
  - Podemos (PODEMOS), globalisierungskritisch, direktdemokratisch, demokratisch sozialistisch, AEL, MLP
  - Izquierda Unida (IU), sozialistisch, kommunistisch, EL
  - Iniciativa per Catalunya Verds (ICV), Katalonien, regionalistisch, grün, ökosozialistisch, GG, EGP
  - Más País (MÁS PAÍS), globalisierungskritisch, direktdemokratisch, grün, (Nov. 2019: 2,4 %)
  - Verdes Equo (EQUO), grün, GG, EGP, (Nov. 2019: zusammen mit Más País)
  - Compromís (COMPROMÍS), Valencia, regionalistisch, sozialistisch, grün, (Nov. 2019: zusammen mit Más País)
- Esquerra Republicana de Catalunya (ERC), Katalonien, separatistisch, sozialdemokratisch, EFA, 1,9 % (3,7 %)
- Junts per Catalunya-Junts (JxCAT-JUNTS), Katalonien, separatistisch, liberal, 1,6 % (2,2 %)
- Euskal Herria Bildu (EH Bildu; Baskenland versammelt), Baskenland und Navarra, separatistisch, sozialistisch, 1,4 % (1,1 %)
- Eusko Alderdi Jeltzalea-Partido Nacionalista Vasco (EAJ-PNV), Baskenland, separatistisch, christdemokratisch, EDP, 1,1 % (1,6 %)
- Bloque Nacionalista Galego (BNG), Galicien, separatistisch, sozialistisch, EFA, 0,6 % (0,5 %)
- Coalición Canaria (CCa), Kanaren, regionalistisch, zentristisch, EDP, 0,5 % (Nov. 2019: CCa-PNC-NC, 0,5 %)
- Candidatura d’Unitat Popular-Per la Ruptura (CUP-PR), Katalonien, separatistisch, sozialistisch, 0,4 % (1,0 %)
- Unión del Pueblo Navarro (UPN), Navarra, regionalistisch, christdemokratisch, konservativ, 0,2 % (Nov. 2019: zusammen mit PP)
- Nueva Canarias – Bloque Canarista (NC-bc), Kanaren, regionalistisch, sozialdemokratisch, EFA, 0,2 % (Nov. 2019: CCa-PNC-NC, 0,5 %)
- Partit Demòcrata Europeu Català-Espai CiU (PDeCAT-E-CiU), Katalonien, separatistisch, liberal, LI, 0,1 % (Nov. 2019: zusammen mit JxCAT-JUNTS)
- Aragón Existe – Coalición Existe (EXISTE; Nov. 2019: Agrupación de Electores «Teruel Existe» (¡TERUEL EXISTE!)), Aragonien bzw. Teruel, regionalistisch, 0,1 % (0,1 %)
- Ciudadanos-Partido de la Ciudadanía (Cs), liberal, ALDE, nicht angetreten (Nov. 2019: 6,8 %)
- Partido Regionalista de Cantabria (PRC), Kantabrien, regionalistisch, zentristisch, nicht angetreten (Nov. 2019: 0,3 %)
- Foro Asturias (FORO), Asturien, regionalistisch, konservativ, nicht angetreten (Nov. 2019: zusammen mit PP)

### Baskenland
Wahl von 2020 (2016); 3-%-Klausel auf Wahlkreisebene
- Eusko Alderdi Jeltzalea-Partido Nacionalista Vasco (EAJ-PNV), separatistisch, christdemokratisch, EDP, 38,8 % (37,4 %)
- Euskal Herria Bildu (EH Bildu; Baskenland versammelt), separatistisch, sozialistisch, 27,6 % (21,1 %)
  - Sortu (SORTU; Erschaffen), separatistisch, sozialistisch
  - Eusko Alkartasuna (EA; Baskische Solidarität), separatistisch, sozialdemokratisch, EFA
  - Alternatiba (A), separatistisch, sozialistisch
  - Aralar (ARALAR), separatistisch, demokratisch sozialistisch, aufgelöst 2017
- Partido Socialista de Euskadi – Euskadiko Ezkerra (PSE-EE (PSOE)), sozialdemokratisch, PA, SI, SPE, 13,5 % (11,9 %)
- Elkarrekin Podemos-IU (PODEMOS-AHAL-DUGU/EZKER ANITZA-IU; 2016: Elkarrekin Podemos (PODEMOS-AHAL DUGU/EZKER ANITZA-IZQUIERDA UNIDA/EQUO)), sozialistisch, 8,0 % (14,7 %)
  - Podemos-Ahal Dugu (PODEMOS), globalisierungskritisch, direktdemokratisch, demokratisch sozialistisch, MLP
  - Ezker Anitza-Izquierda Unida (EA-IU), kommunistisch, sozialistisch, EL
- Partido Popular + Ciudadanos (PP+Cs), konservativ, christdemokratisch, liberal, 6,7 % (2016: Parteien einzeln)
  - Partido Popular (PP), konservativ, christdemokratisch, IDU, CDI, EVP, (2016: 10,1 %)
  - Ciudadanos – Partido de la Ciudadanía (Cs), liberal, ALDE, (2016: 2,0 %)
- Vox (VOX), nationalkonservativ, rechtspopulistisch, Patriots.eu, 1,9 % (0,1 %)
- Equo Berdeak-Verdes de Euskadi (EQUO), grün, GG, EGP, 1,3 % (2016: Teil von Elkarrekin Podemos)

### Ceuta
Wahl von 2023 (2019); 5-%-Klausel
- Partido Popular (PP), konservativ, christdemokratisch, CDI, IDU, EVP, 34,3 % (31,1 %)
- Partido Socialista Obrero Español (PSOE), sozialdemokratisch, PA, SI, SPE, 21,0 % (25,6 %)
- Vox (VOX), nationalkonservativ, rechtspopulistisch, Patriots.eu, 20,6 % (22,4 %)
- Movimiento por la Dignidad y la Ciudadanía (MDyC), autonomistisch, interkulturell, progressiv, 11,2 % (7,0 %)
- Ceuta Ya! (CEUTA YA!; bis Okt. 2021 Coalición Caballas (CABALLAS)), autonomistisch, demokratisch sozialistisch, ökosozialistisch, 10,0 % (6,2 %)
- Ciudadanos – Partido de la Ciudadanía (Cs), liberal, ALDE, 0,7 % (4,5 %)

### Galicien
Wahl von 2024 (2020); 5-%-Klausel auf Wahlkreisebene
- Partido Popular de Galicia (PP), konservativ, christdemokratisch, IDU, CDI, EVP, 47,4 % (48,0 %)
- Bloque Nacionalista Galego (BNG), separatistisch, sozialistisch, EFA, 31,6 % (23,8 %)
  - Anova – Irmandade Nacionalista (ANOVA), separatistisch, sozialistisch, (2020: Teil von Galicia en Común - Anova Mareas, 3,9 %)
- Partido dos Socialistas de Galicia (PSdeG-PSOE), sozialdemokratisch, PA, SI, SPE, 14,0 % (19,4 %)
- Vox (VOX), nationalkonservativ, rechtspopulistisch, Patriots.eu, 2,2 % (2,0 %)
- Sumar Galicia (SUMAR GALICIA; 2020: Galicia en Común - Anova Mareas (PODEMOS - ESQUERDA UNIDA - ANOVA)), demokratisch sozialistisch, grün, direktdemokratisch, 1,9 % (3,9 %)
  - Movemento Sumar Galicia (MSG), demokratisch sozialistisch, grün, direktdemokratisch, (gegründet 2023)
  - Esquerda Unida (EU-IU), sozialistisch, kommunistisch, EL
  - Equo Galicia (EQUO), grün, GG, EGP, (2020: 0,1 %)
- Democracia Ourensana (DO), Ourense, regionalistisch, wirtschaftsliberal, 1,0 % (2020: nicht angetreten)
- Podemos Galicia (PODEMOS-ALIANZA VERDE), globalisierungskritisch, direktdemokratisch, demokratisch sozialistisch, MLP, 0,3 % (2020: Teil von Galicia en Común - Anova Mareas, 3,9 %)
  - Alianza Verde (AV), ökosozialistisch, (gegründet 2021)

### Katalonien
Wahl von 2021 (2017); 3-%-Klausel auf Wahlkreisebene
- Partit dels Socialistes de Catalunya (PSC-PSOE), sozialdemokratisch, PA, SI, SPE, 23,0 % (13,9 %)
- Esquerra Republicana de Catalunya (ERC; 2017: Esquerra Republicana de Catalunya-Catalunya Sí (ERC-CatSí)), separatistisch, sozialdemokratisch, EFA, 21,3 % (21,4 %)
- Junts per Catalunya (JxCat), separatistisch, liberal, 20,0 % (21,6 %)
  - Moviment d'Esquerres (MES), separatistisch, sozialdemokratisch, (2017: Teil von ERC-CatSi)
  - Demòcrates de Catalunya (DC), separatistisch, christdemokratisch, (2017: Teil von ERC-CatSi)
- Vox (VOX), nationalkonservativ, rechtspopulistisch, Patriots.eu, 7,7 % (nicht angetreten)
- En Comú Podem-Podem en Comú (ECP-PEC; 2017: Catalunya en Comú-Podem (CatComú-Podem)), sozialistisch, grün, 6,9 % (7,5 %)
  - Podem (PODEM), globalisierungskritisch, direktdemokratisch, demokratisch sozialistisch, MLP
  - Verdes Equo (EQUO), grün, GG, EGP
  - Esquerra Unida Catalunya (EUCat; bis 2019 Esquerra Unida i Alternativa (EUiA)), sozialistisch, kommunistisch, EL
- Candidatura d’Unitat Popular-Un nou cicle per Guanyar (CUP-G; 2017: Candidatura d’Unitat Popular (CUP)), separatistisch, sozialistisch, 6,7 % (4,5 %)
  - Guanyem Catalunya (G; Lasst uns Katalonien gewinnen), separatistisch, ökologisch, feministisch, (gegründet 2020)
- Ciutadans – Partit de la Ciutadania (Cs), liberal, ALDE, 5,6 % (25,4 %)
- Partit Popular (PP), konservativ, christdemokratisch, CDI, IDU, EVP, 3,8 % (4,2 %)
- Partit Demòcrata Europeu Català (PDeCAT), separatistisch, liberal, LI, 2,7 % (2017: Teil von JxCat)

### Melilla
Wahl von 2023 (2019); 5-%-Klausel
- Partido Popular (PP), konservativ, christdemokratisch, CDI, IDU, EVP, 52,6 % (37,8 %)
- Coalición por Melilla (CpM), regionalistisch, sozialdemokratisch, ethnisch (Berber), 18,8 % (30,6 %)
- Partido Socialista Obrero Español (PSOE), sozialdemokratisch, PA, SI, SPE, 10,8 % (14,4 %)
- Vox (VOX), nationalkonservativ, rechtspopulistisch, Patriots.eu, 9,9 % (7,8 %)
- Somos Melilla (SML; bis Mai 2022 Adelante Melilla (ADELANTE MELILLA)), autonomistisch, progressiv, zentristisch, 5,1 % (2,0 %)
- Ciudadanos – Partido de la Ciudadanía (Cs), liberal, ALDE, nicht angetreten (5,5 %)

### Navarra
Wahl von 2023 (2019); 3-%-Klausel
- Unión del Pueblo Navarro (UPN), regionalistisch, christdemokratisch, konservativ, 27,9 % (2019: Teil von Navarra Suma)
- Partido Socialista de Navarra (PSN-PSOE), sozialdemokratisch, PA, SI, SPE, 20,7 % (20,6 %)
- Euskal Herria Bildu (EH Bildu; Baskenland versammelt), separatistisch, sozialistisch, 17,3 % (14,6 %)
  - Sortu (SORTU; Erschaffen), separatistisch, sozialistisch
  - Eusko Alkartasuna (EA; Baskische Solidarität), separatistisch, sozialdemokratisch, EFA
  - Alternatiba (A), separatistisch, sozialistisch
- Geroa Bai (GBAI; Ja zur Zukunft), separatistisch, sozialdemokratisch, christdemokratisch, 13,3 % (17,4 %)
  - Eusko Alderdi Jeltzalea-Partido Nacionalista Vasco (EAJ-PNV), separatistisch, christdemokratisch, EDP
  - Zabaltzen (ZBN; Ausbreitung), separatistisch, sozialdemokratisch
  - Atarrabia Taldea (AT; Atarrabia-Gruppe), separatistisch, sozialdemokratisch
  - Geroa Socialverdes (GEROA; Zukunft Sozialgrüne), separatistisch, sozialdemokratisch, ökologisch, (gegründet 2020)
- Partido Popular (PP), konservativ, christdemokratisch, CDI, IDU, EVP, 7,2 % (2019: Teil von Navarra Suma)
- Contigo Navarra-Zurekin Nafarroa (CONTIGO-ZUREKIN), demokratisch sozialistisch, grün, 6,1 % (gegründet 2022)
  - Podemos (PODEMOS), globalisierungskritisch, direktdemokratisch, demokratisch sozialistisch, MLP, (2019: 4,7 %)
  - Izquierda Unida de Navarra-Nafarroako Ezker Batua (IUN-NEB), kommunistisch, sozialistisch, EL, (2019: Teil von Izquierda-Ezkerra (I-E(n)), 3,0 %)
  - Batzarre (B; Versammlung), regionalistisch, sozialistisch, (2019: Teil von Izquierda-Ezkerra (I-E(n)), 3,0 %)
  - Alianza Verde (AV), ökosozialistisch, (gegründet 2021)
  - Berdeak Equo (EQUO), grün, GG, EGP, (2019: 0,5 %)
- Vox (VOX), nationalkonservativ, rechtspopulistisch, Patriots.eu, 4,3 % (1,3 %)
- Ciudadanos – Partido de la Ciudadanía (Cs), liberal, ALDE, 0,4 % (2019: Teil von Navarra Suma)
- Navarra Suma (NA+), regionalistisch, konservativ, liberal, aufgelöst 2022 (2019: 36,5 %)

## Sri Lanka
Wahldemokratie; Wahlen von 2015 (2010)
- United National Front for Good Governance (UNFGG; 2010: United National Front (UNF)), 45,7 % (29,5 %)
  - United National Party (UNP), konservativ, wirtschaftsliberal, IDU
  - Jathika Hela Urumaya (JHU; National Heritage Party), buddhistisch, singhalesisch nationalistisch (2011: Teil der UPFA)
  - Tamil Progressive Alliance (TPA), ethnisch (Hochlandtamilen), sozialistisch, (gegründet 2015)
- United People’s Freedom Alliance (UPFA), sozialdemokratisch, linksnationalistisch, sozialistisch, kommunistisch, 42,4 % (60,7 %)
  - Sri Lanka Freedom Party (SLFP), sozialdemokratisch, singhalesisch nationalistisch
- Janatha Vimukthi Peramuna (JVP; People’s Liberation Front; 2010: Democratic National Alliance (DNA)), linkssozialistisch, singhalesisch nationalistisch, 4,9 % (5,5 %)
- Tamil National Alliance (TNA), tamilisch nationalistisch, 4,6 % (2,9 %)
  - Ilankai Tamil Arasu Kadchi (ITAK; Sri Lanka Tamil State Party), tamilisch nationalistisch
- Sri Lanka Muslim Congress (SLMC), islamisch demokratisch, 0,4 % (2010: Teil der UNF)
- Eelam People’s Democratic Party (EPDP), tamilisch unionistisch, 0,3 % (2010: Teil der UPFA)

## Südafrika
Wahldemokratie; Wahl von 2024 (2019)
- African National Congress (ANC), sozialdemokratisch, SI, 40,2 % (57,5 %)
  - South African Communist Party (SACP), demokratisch sozialistisch, kommunistisch, marxistisch-leninistisch, IMCWP
  - Congress of South African Trade Unions (COSATU), pro Arbeitnehmerinteressen, IGB
- Democratic Alliance (DA), liberal, föderalistisch, anti Korruption, LI, 21,8 % (20,8 %)
- uMkhonto we Sizwe (M.K.; Speer der Nation), linkspopulistisch, Zulu-nationalistisch, gesellschaftskonservativ, 14,6 % (gegründet 2023)
- Economic Freedom Fighters (EFF), demokratisch sozialistisch, afrikanisch nationalistisch, linkspopulistisch, 9,5 % (10,8 %)
- Inkatha Freedom Party (IFP), gesellschaftskonservativ, föderalistisch, wirtschaftsliberal, IDU, 3,8 % (3,4 %)
- Patriotic Alliance (PA), ethnisch (Coloureds), rechtspopulistisch, 2,1 % (0,0 %)
- Vryheidsfront Plus (VF PLUS), ethnisch (Afrikaaner), rechtspopulistisch, nationalkonservativ, UNPO, 1,4 % (2,4 %)
- ActionSA (ACTIONSA), klassisch liberal, libertär, 1,2 % (gegründet 2020)
- African Christian Democratic Party (ACDP), konservativ, gesellschaftskonservativ, christdemokratisch, IDU-Regionalorganisation, 0,6 % (0,8 %)
- United Democratic Movement (UDM), sozialdemokratisch, unitaristisch, 0,5 % (0,5 %)
- Rise Mzanzi (RISE), sozialdemokratisch, progressiv, 0,4 % (gegründet 2023)
- Build One South Africa (BOSA), liberal, zentristisch, 0,4 % (gegründet 2022)
- African Transformation Movement (ATM), konservativ, christdemokratisch, evangelikal, 0,4 % (0,4 %)
- Al Jama-ah (ALJAMA; Die Partei), islamisch demokratisch, gesellschaftskonservativ, sozialdemokratisch, 0,2 % (0,2 %)
- National Coloured Congress (CCC), Westkap, ethnisch (Coloureds), gesellschaftskonservativ, rechtspopulistisch, 0,2 % (gegründet 2020)
- Pan Africanist Congress (PAC), sozialdemokratisch, afrikanisch nationalistisch, 0,2 % (0,2 %)
- United Africans Transformation (UAT), panafrikanistisch, sozialistisch, 0,2 % (gegründet 2022)
- Good (GOOD), sozialdemokratisch, progressiv, 0,2 % (0,4 %)
- National Freedom Party (NFP), ethnisch (Zulu), sozialliberal, 0,1 % (0,4 %)
- African Independent Congress (AIC), gesellschaftskonservativ, 0,1 % (0,3 %)
- Congress of the People (COPE), sozialliberal, progressiv, 0,1 % (0,3 %)

## Suriname
Wahldemokratie; Wahl von 2015 (2010)
- Nationale Democratische Partij (NDP; 2010: Mega Combinatie (MC)), sozialistisch, 45,5 % (40,2 %)
- V7 (2010: Nieuwe Front voor Democratie en Ontwikkeling (NF)), 37,3 % (31,6 %)
  - Vooruitstrevende Hervormings Partij (VHP), sozialdemokratisch, COPPPAL
  - Nationale Partij Suriname (NPS), sozialdemokratisch
  - Democratisch Alternatief '91 (DA'91), liberal, LI (Beobachter)
  - Surinaamse Partij van de Arbeid (SPA), sozialdemokratisch
  - Pertjajah Luhur (PL; Volles Vertrauen; 2010: Teil der Volksalliantie Voor Vooruitgang (VVV)), ethnisch (Javaner), (2010: mit DNP 2000 + BVD 13,0 %)
  - Broederschap en Eenheid in de Politiek (BEP), ethnisch (Marrons), (2010: Teil der A-Combinatie)
- A-Combinatie (A-Com), 10,5 % (4,7 %)
  - Algemene Bevrijdings- en Ontwikkelingspartij (ABOP), ethnisch (Marrons)
  - Kerukanan Tulodo Pranatan Ingit (KTPI; Partei für Nationale Einheit und Entwicklung), ethnisch (Javaner), (2010: Teil der Mega Combinatie)
- Partij voor Democratie en Ontwikkeling door Eenheid (DOE), reformistisch, 4,3 % (5,1 %)
- Progressieve Arbeiders- en Landbouwersunie (PALU), sozialistisch, 0,7 % (2010: Teil der Mega Combinatie)

## Tansania
Keine Wahldemokratie (System mit einer dominanten Partei); Wahl von 2015 (2010); gemischtes Wahlrecht
- Chama Cha Mapinduzi (CCM; Revolutionäre Staatspartei), sozialistisch, PA, 55,0 %/253 Sitze (60,2 %/259 Sitze)
- Chama cha Demokrasia na Maendeleo (CHADEMA; Partei für Demokratie und Fortschritt), konservativ, IDU, 31,8 %/70 Sitze (23,9 %/48 Sitze)
- Civic United Front (CUF), liberal, LI, 8,6 %/42 Sitze (10,6 %/36 Sitze)
- Alliance for Change and Transparency (ACT), afrikanisch sozialistisch, 2,2 %/1 Sitz (gegründet 2014)
- National Convention for Construction and Reform-Mageuzi (NCCR-Mageuzi), sozialdemokratisch, zentristisch, 1,5 %/1 Sitz (2,5 %/4 Sitze)
- United Democratic Party (UDP), liberal, sozialliberal, 0,1 %/0 Sitze (1,5 %/1 Sitz)
- Tanzania Labour Party (TLP), sozialdemokratisch, 0,1 %/0 Sitze (0,7 %/1 Sitz)

## Thailand
Keine Wahldemokratie; gemischtes Wahlrecht (350 Abgeordnete direkt im Wahlkreis, 150 proportional auf nationalen Listen gewählt);
Wahlen von 2019 (2011): Listenstimmen
- Phalang-Pracharat-Partei (PPRP; Partei der Kraft des Volksstaats), autoritär, konservativ, pro-Militär, 23,3 % (2018 gegründet)
- Pheu-Thai-Partei (PTP; Für Thais-Partei), populistisch, 21,9 % (48,4 %)
- Partei Neue Zukunft (Phak Anakhot Mai, Future Forward Party, FFP), progressiv, sozialliberal, 17,3 % (2018 gegründet)
- Demokratische Partei (DP), liberalkonservativ, LI, 10,9 % (35,2 %)
- Bhumjaithai-Partei (BTP; Stolze Thais-Partei), populistisch, 10,3 % (3,9 %)
- Chartthaipattana-Partei (CP; Nationale Entwicklungspartei), populistisch, 2,2 % (2,8 %)

## Togo
Keine Wahldemokratie; Wahl von 2013
- Union pour la République (UNIR), autoritär, 46,7 % (aber Zwei-Drittel-Mehrheit im Parlament)
- Collectif Sauvons le Togo (CST), 28,9 %
- Alliance Arc-en-ciel, 10,8 %
- Union des forces de changement (UFC), 7,7 %

## Tonga
Wahldemokratie; Wahl von 2017 (2014); 17 Abgeordnete nach Mehrheitswahl, 9 Sitze durch interne Wahl der Adligen
- Democratic Party of the Friendly Islands (DPFI), reformistisch, 44,7 %/14 Sitze (32,8 %/9 Sitze)
- Unabhängige und sonstige, 55,3 %/3 Sitze (67,2 %/8 Sitze)

## Trinidad und Tobago
Wahldemokratie; Wahl von 2020 (2015); Mehrheitswahlrecht
- People’s National Movement (PNM), liberal, sozialliberal, 49,1 %/22 Sitze (51,7 %/23 Sitze)
- United National Congress (UNC), Trinidad, sozialdemokratisch, CDI-Regionalorganisation, 47,1 %/19 Sitze (39,6 %/17 Sitze)
- Progressive Democratic Patriots (PDP), Tobago, regionalistisch, 1,6 %/0 Sitze (gegründet 2016)
- Congress of the People (COP), Trinidad, sozialdemokratisch, 0,1 %/0 Sitze (6,0 %/1 Sitz)

## Tschechien
Wahldemokratie; Wahl von 2021 (2017); 5-%-Klausel (8-%-Klausel für Koalitionen mit zwei Parteien, 11-%-Klausel für Koalitionen mit mindestens drei Parteien)
- SPOLU – ODS, KDU-ČSL, TOP 09 (SPOLU; Gemeinsam), konservativ, christdemokratisch, wirtschaftsliberal, 27,8 % (gegründet 2020)
  - Občanská demokratická strana (ODS; Demokratische Bürgerpartei), konservativ, wirtschaftsliberal, EU-skeptisch, IDU, EKR, (2017: 11,3 %)
  - Křesťanská a demokratická unie – Československá strana lidová (KDU-ČSL; Christlich-Demokratische Union – Tschechoslowakische Volkspartei), christdemokratisch, CDI, EVP, (2017: 5,8 %)
  - TOP 09, liberalkonservativ, IDU, EVP, (2017: 5,3 %)
- ANO 2011 (ANO; Ja 2011), zentristisch, populistisch, Patriots.eu, 27,1 % (29,6 %)
- Piráti a Starostové (Piráti+STAN; Piraten und Bürgermeister), liberal, direktdemokratisch, lokalpolitisch, 15,6 % (gegründet 2020)
  - Česká pirátská strana (Piráti; Tschechische Piratenpartei), direktdemokratisch, pro Urheberrechtsreform und Transparenz, PPI, PPEU, (2017: 10,8 %)
  - Starostové a nezávislí (STAN; Bürgermeister und Unabhängige), lokalpolitisch, liberalkonservativ, (2017: 5,2 %)
- Svoboda a přímá demokracie (SPD; Freiheit und direkte Demokratie), rechtspopulistisch, direktdemokratisch, ESN, 9,6 % (10,6 %)
- Přísaha – občanské hnutí Roberta Šlachty (PŘÍSAHA; Eid – Robert Šlachtas Bürgerbewegung), anti Korruption, populistisch, 4,7 % (gegründet 2021)
- Česká strana sociálně demokratická (ČSSD; Tschechische Sozialdemokratische Partei), sozialdemokratisch, PA, SI, SPE, 4,7 % (7,3 %)
- Komunistická strana Čech a Moravy (KSČM; Kommunistische Partei Böhmens und Mährens), kommunistisch, IMCWP, EL (Beobachter), 3,6 % (7,8 %)

## Tunesien
Wahldemokratie; Wahl von 2014 (2011)
- Nidaa Tounes, sozialdemokratisch, sozialliberal, säkular, 37,6 % (gegründet 2012)
- Ennahda, islamisch konservativ, 27,8 % (37,0 %)
- Freie Patriotische Union (Union patriotique libre, UPL), populistisch, wirtschaftsliberal, säkular, 4,1 % (1,3 %)
- Volksfront (Front populaire, FP), sozialistisch, kommunistisch, arabisch nationalistisch, 3,6 % (gegründet 2012)
  - Kommunistische Arbeiterpartei Tunesiens (Parti communiste des ouvriers de Tunisie, PCOT), kommunistisch, - (2011: 1,6 %)
- Afek Tounes (Aspiration nationale), liberal, LI-Regionalorganisation, 3,0 % (1,9 %)
- Kongress für die Republik (Congrès pour la République, CPR; seit 2015/16 Harak Tounis Al-Irada (Le Mouvement Tunisie Volonté)), sozialdemokratisch, arabisch nationalistisch, 2,1 % (8,7 %)
- Ettayar (Courant démocrate), sozialdemokratisch, sozialliberal, progressiv, 1,9 % (gegründet 2013)
- Republikanische Partei (Parti républicain, PR; bis 2012 Progressive Demokratische Partei (Parti démocrate progressiste, PDP)), liberal, sozialliberal, 1,6 % (3,9 %)
- Volksbewegung, demokratisch sozialistisch, arabisch nationalistisch, 1,3 % (0,8 %)
- Elmoubadara (Initiative nationale destourienne; bis 2013 L'Initiative), zentristisch, RCD-Nachfolgepartei, 1,3 % (3,2 %)
- Demokratische Allianz (Alliance démocratique, AD), sozialdemokratisch, sozialliberal, 1,3 % (gegründet 2012)
- Strömung der Liebe (Courant de l’amour; bis 2013 Pétition populaire pour la liberté, la justice et le développement (Al Aridha Chaabia)), populistisch, 1,2 % (6,7 %)
- Ettakatol (Forum démocratique pour le travail et les libertés, FDTL), sozialdemokratisch, PA, SI, SPE (Beobachter), k. A. (7,0 %)
- Demokratisch-Modernistischer Pol (Pôle démocratique moderniste, PDM), demokratisch sozialistisch, sozialdemokratisch, sozialliberal, - (2,8 %)

## Türkei
Wahldemokratie; Wahl von 2023 (2018); 7-%-Klausel
- Cumhur İttifakı (Volksallianz), 49,9 % (53,7 %)
  - Adalet ve Kalkınma Partisi (AKP; Partei für Gerechtigkeit und Entwicklung), nationalkonservativ, gesellschaftspolitisch konservativ, moderat islamistisch, 35,6 % (42,6 %)
  - Milliyetçi Hareket Partisi (MHP; Partei der Nationalistischen Bewegung), nationalistisch, rechtsextrem, 10,1 % (11,1 %)
  - Yeniden Refah Partisi (YRP; Neue Wohlfahrtspartei), islamistisch, 2,8 % (gegründet 2018)
  - Büyük Birlik Partisi (BBP; Partei der Großen Einheit), islamistisch, nationalistisch, 1,0 % (–)
- Millet İttifakı (Bündnis der Nation), 35,4 % (33,9 %)
  - Cumhuriyet Halk Partisi (CHP; Republikanische Volkspartei), sozialdemokratisch, kemalistisch, PA, SI, SPE (assoziiert), 25,3 % (22,6 %)
  - İyi Parti (İYİ; Gute Partei), nationalkonservativ, kemalistisch, 9,7 % (10,0 %)
  - Saadet Partisi (SP; Partei der Glückseligkeit), islamistisch, – (1,3 %)
- Emek ve Özgürlük İttifakı (Arbeits- und Freiheitsallianz), 10,7 % (gegründet 2022)
  - Yeşil Sol Parti (YSP; Grüne Linke Partei), demokratisch sozialistisch, 8,9 % (–)
  - Halkların Demokratik Partisi (HDP; Demokratische Partei der Völker), ethnisch (Kurden), demokratisch sozialistisch, PA, SI (assoziiert), SPE (assoziiert), – (11,7 %)
  - Türkiye İşçi Partisi (TİP; Arbeiterpartei der Türkei), kommunistisch, 1,8 % (–)

## Ukraine
Wahldemokratie; Wahl von 2019 (2014); gemischtes Wahlrecht, 5-%-Klausel für Verhältniswahl
- Diener des Volkes (Sluha narodu; SN), zentristisch, pro EU, ALDE (assoziiert), 43,2 % (gegründet 2018)
- Oppositionsplattform – Für das Leben (Opozycijna Platforma – Za Žyttja; OP), zentristisch, EU-skeptisch, regionalistisch, 13,1 % (gegründet 2018)
- Allukrainische Vereinigung „Vaterland“ (Wseukrajinske Objednannja „Batkiwschtschyna“; BA), konservativ, pro EU, IDU, EVP (Beobachter), 8,2 % (5,6 %)
- Europäische Solidarität (Evropejska Solidarnist; ES; bis 2015 Block Petro Poroschenko (Blok Petra Poroschenka; BPP)), liberalkonservativ, pro EU, IDU, EVP (Beobachter), 8,1 % (21,8 %)
- Stimme (Holos; HOLOS), liberal, pro EU, ALDE, 5,8 % (gegründet 2019)
- Radikale Partei Oleh Ljaschkos (Radikalna Partija Olega Ljaschka; RP), rechtspopulistisch, pro EU, 4,0 % (7,4 %)
- Stärke und Ehre (Syla i Čest; SiČ), liberalkonservativ, pro EU, 3,8 % (0,8 %)
- Oppositionsblock (Opozycijnyn Blok; OP), zentristisch, EU-skeptisch, regionalistisch, 3,0 % (9,4 %)
- Allukrainische Vereinigung „Freiheit“ (Wseukrajinske Objednannja „Swoboda“; SWOBODA), nationalistisch, rechtsextrem, 2,2 % (4,7 %)
  - Rechter Sektor (Prawyj Sektor; PS), nationalistisch, rechtsextrem, Kandidaten auf Liste der SWOBODA (2014: 1,8 %)
- Vereinigung Selbsthilfe (Objednannja Samopomitsch; OS), konservativ, wirtschaftsliberal, pro EU, EVP (Beobachter), 0,6 % (11,0 %)
- Volksfront (Narodnyj front; NF), konservativ, nationalistisch, pro EU, nicht angetreten (22,1 %)

## Ungarn
Wahldemokratie; Wahl von 2022 (2018); 106 Abgeordnete nach Mehrheitswahlrecht, 93 Abgeordnete nach Verhältniswahlrecht mit 5-%-Klausel (außer für Minderheitenparteien)
- FIDESZ-KDNP, 54,1 %/135 Sitze (49,3 %/133 Sitze)
  - Fidesz – Magyar Polgári Szövetség (FIDESZ; Ungarischer Bürgerbund), nationalkonservativ, CDI, Patriots.eu, 119 Sitze (117 Sitze)
  - Kereszténydemokrata Néppárt (KDNP; Christlich-Demokratische Volkspartei), christdemokratisch, nationalkonservativ, gesellschaftskonservativ, CDI, 16 Sitze (16 Sitze)
- Egységben Magyarországért (DK-JOBBIK-MOMENTUM-MSZP-LMP-PÁRBESZÉD; Vereint für Ungarn), 34,5 %/57 Sitze (gegründet 2020)
  - Demokratikus Koalíció (DK; Demokratische Koalition), sozialliberal, 15 Sitze (5,4 %/9 Sitze)
  - Momentum Mozgalom (MOMENTUM; Momentum-Bewegung), liberal, LI (Beobachter), ALDE, 11 Sitze (3,1 %/0 Sitze)
  - Magyar Szocialista Párt (MSZP; Ungarische Sozialistische Partei), sozialdemokratisch, PA, SI, SPE, 10 Sitze (2018: Teil von MSZP-PÁRBESZÉD, 11,9 %/16 Sitze)
  - Jobbik – Konzervatívok (JOBBIK; Jobbik – Konservative; bis 2023 Jobbik Magyarországért Mozgalom (Bewegung für ein besseres Ungarn)), konservativ, nationalistisch, ECPM, 9 Sitze (19,1 %/26 Sitze)
  - Párbeszéd Magyarországért (PÁRBESZÉD; Dialog für Ungarn), grün, 7 Sitze (2018: Teil von MSZP-PÁRBESZÉD, 11,9 %/3 Sitze)
  - LMP – Magyarország Zöld Pártja (LMP – Ungarns Grüne Partei), grün, GG, EGP, 5 Sitze (7,1 %/8 Sitze)
- Mi Hazánk Mozgalom (MI HAZÁNK; Unsere-Heimat-Bewegung), nationalistisch, rechtsextrem, ESN, 5,9 %/6 Sitze (gegründet 2018)
- Magyar Kétfarkú Kutya Párt (MKKP; Ungarische Partei des zweischwänzigen Hundes), satirisch, 3,3 %/0 Sitze (1,7 %/0 Sitze)
- Magyarországi Németek Országos Önkormányzata (MNOÖ; Landesselbstverwaltung der Ungarndeutschen), ethnisch (Ungarndeutsche), konservativ, 0,4 %/1 Sitz (0,5 %/1 Sitz)
- Unabhängige, 0 Sitze (1 Sitz)
- Magyar Liberális Párt (MLP; Ungarische Liberale Partei), liberal, ALDE, nur Direktkandidat/0 Sitze (2018: Kandidatin auf Liste von MSZP-PÁRBESZÉD, 1 Sitz)
- Együtt (EGYÜTT; Gemeinsam), sozialliberal, aufgelöst 2018 (0,7 %/1 Sitz)

## Uruguay
Wahldemokratie; Wahlen von 2019 (2014)
- Frente Amplio (FA), COPPPAL, FSP, 39,0 % (49,4 %)
  - Movimiento de Participación Popular (MPP), sozialistisch, FSP
  - Partido Socialista del Uruguay (PS), demokratisch sozialistisch, PA, SI, FSP
  - Partido Comunista de Uruguay (PCU), kommunistisch, FSP
  - Nuevo Espacio, sozialdemokratisch, SI
  - Partido por la Victoria del Pueblo (PVP), sozialistisch, kommunistisch
  - Asamblea Uruguay, moderat sozialdemokratisch, FSP
  - Partido Demócrata Cristiano (PDC), christlichsozial, CDI-Regionalorganisation
  - Vertiente Artiguista, moderat sozialdemokratisch, FSP
  - andere
- Partido Nacional (PN; Blancos), liberalkonservativ, COPPPAL, CDI-Regionalorganisation (Beobachter), 28,6 % (31,9 %)
- Partido Colorado (PC; Colorados), zentristisch, liberal, COPPPAL, 12,3 % (13,3 %)
- Cabildo Abierto (CA), konservativ, rechtspopulistisch, 11,0 % (2019 gegründet)
- Partido Ecologista Radical Intransigente (PERI), grün, 1,4 %
- Partido Independiente (PI), christlichsozial, 1,0 % (3,2 %)

## Venezuela
Keine Wahldemokratie; Wahl von 2015 (2010)
- Mesa de la Unidad Democrática (MUD), antichavistisch, 56,2 % (47,2 %)
  - Primero Justicia (PJ), liberal
  - Acción Democrática (AD), sozialdemokratisch, SI, COPPPAL
  - Un Nuevo Tiempo (UNT), sozialdemokratisch, demokratisch sozialistisch, SI
  - Voluntad Popular (VP), sozialdemokratisch, SI
  - La Causa Radical (LA CAUSA R), sozialistisch
  - Movimiento Progresista de Venezuela (MPV), sozialistisch, (gegründet 2012)
  - Proyecto Venezuela (PRVZL), christdemokratisch, IDU
  - Cuentas Claras (CC), progressiv
  - Avanzada Progresista (AP), progressiv, (gegründet 2012)
  - Vente Venezuela (VENTE), liberal, LI-Regionalorganisation, (gegründet 2012)
  - Alianza Bravo Pueblo (ABP), sozialdemokratisch
  - Gente Emergente (GE), Mitte-links
  - Comité de Organización Política Electoral Independiente (COPEI), christdemokratisch, CDI
- Gran Polo Patriótico Simón Bolívar (GPPSB), chavistisch, 40,9 % (neues Wahlbündnis)
  - Partido Socialista Unido de Venezuela (PSUV), sozialistisch, linkspopulistisch, linksnationalistisch, COPPPAL, FSP, (2010: mit PCV 48,2 %)
  - Partido Comunista de Venezuela (PCV), kommunistisch, IMCWP, FSP, (2010: mit PSUV 48,2 %)
  - Patria Para Todos (PPT), sozialistisch, FSP, (2010: 3,1 %)
  - Por la Democracia Social (PODEMOS), sozialistisch, COPPPAL, (2010: Teil der MUD)

## Vereinigte Staaten von Amerika
Wahldemokratie (Zweiparteiensystem); Wahl zum Repräsentantenhaus von 2018 inkl. Nachwahl 2019 (2016); Mehrheitswahlrecht
- Democratic Party (Dem), liberal, progressiv, zentristisch, PA, 53,4 %/235 Sitze (48,0 %/194 Sitze)
- Republican Party (GOP), konservativ, wirtschaftsliberal, IDU, EKR (Regionalpartner), 44,9 %/200 Sitze (49,1 %/241 Sitze)

### Puerto Rico
Wahl zum Repräsentantenhaus von 2020 (2016); 40 Abgeordnete nach Mehrheitswahlrecht, 11 landesweit nach nicht übertragbarer Einzelstimmgebung
- Partido Popular Democrático (PPD), sozialliberal, liberal, pro Commonwealth, 37,4 %/26 Sitze (42,5 %/16 Sitze)
- Partido Nuevo Progresista (PNP), pro Bundesstaat, Mitte-rechts, 36,2 %/21 Sitze (49,5 %/35 Sitze)
- Movimiento Victoria Ciudadana (MVC), demokratisch sozialistisch, 12,2 %/2 Sitze (gegründet 2019)
- Partido Independentista Puertorriqueño (PIP), sozialdemokratisch, separatistisch, SI, COPPPAL, 9,8 %/1 Sitz (6,5 %/1 Sitz)
- Proyecto Dignidad (PD), christdemokratisch, anti Korruption, 4,3 %/1 Sitz (gegründet 2019)

## Zypern

### Republik Zypern
Wahldemokratie; Wahl von 2021 (2016); 3,6-%-Klausel
- Dimokratikos Synagermos (DISY; Demokratische Sammlungsbewegung), konservativ, christdemokratisch, IDU, CDI, EVP, 27,8 %/17 Sitze (30,7 %/18 Sitze)
- Anorthotiko Komma Ergazomenou Laou (AKEL; Fortschrittspartei des werktätigen Volkes), kommunistisch, IMCWP, EL (Beobachter), 22,3 %/15 Sitze (25,7 %/16 Sitze)
- Dimokratiko Komma (DIKO; Demokratische Partei), zentristisch, PA, 11,3 %/9 Sitze (14,5 %/9 Sitze)
- Ethniko Laiko Metopo (E.LA.M; Nationale Volksfront), griechisch nationalistisch, rechtsextrem, 6,8 %/4 Sitze (3,7 %/2 Sitze)
- Kinima Sosialdimokraton (EDEK; Bewegung der Sozialdemokraten), sozialdemokratisch, PA, SI, SPE, 6,7 %/4 Sitze (6,2 %/3 Sitze)
  - Symmachia Politon (SYPOL; Bürgerallianz), sozialdemokratisch, EU-skeptisch, EDP, 2021 der EDEK angeschlossen (2016: 6,0 %/3 Sitze)
- Dimokratiki Parataxi (DIPA; Demokratische Ausrichtung), zentristisch, liberal, ALDE, 6,1 %/4 Sitze (gegründet 2018)
- Kinima Ikologon – Synergasia Politon (KOSP; Ökologenbewegung – Bürgerkooperation), grün, GG, EGP, 4,4 %/3 Sitze (4,8 %/2 Sitze)
- Kinima Allilengyi (KA; Bewegung Solidarität), nationalkonservativ, EADF, 2,3 %/0 Sitze (5,2 %/3 Sitze)

### Türkische Republik Nordzypern
International nicht anerkannt, de facto unabhängig; Wahldemokratie; Wahl von 2022 (2018); 5-%-Klausel
- Ulusal Birlik Partisi (UBP; Nationale Einheitspartei), nationalkonservativ, 39,5 % (35,6 %)
- Cumhuriyetçi Türk Partisi (CTP; Republikanische Türkische Partei), sozialdemokratisch, pro vereintes Zypern, PA, SI, SPE (Beobachter), 32,0 % (20,9 %)
- Demokrat Parti (DP; Demokratische Partei), konservativ, 7,4 % (7,8 %)
- Halkın Partisi (HP; Volkspartei), zentristisch, 6,7 % (17,1 %)
- Yeniden Doğuş Partisi (YDP; Partei der Wiedergeburt), nationalistisch, 6,4 % (7,0 %)
- Toplumcu Demokrasi Partisi (TDP; Partei der gesellschaftlichen Demokratie), sozialdemokratisch, pro vereintes Zypern, SI, 4,4 % (8,6 %)